# Bügeleisen

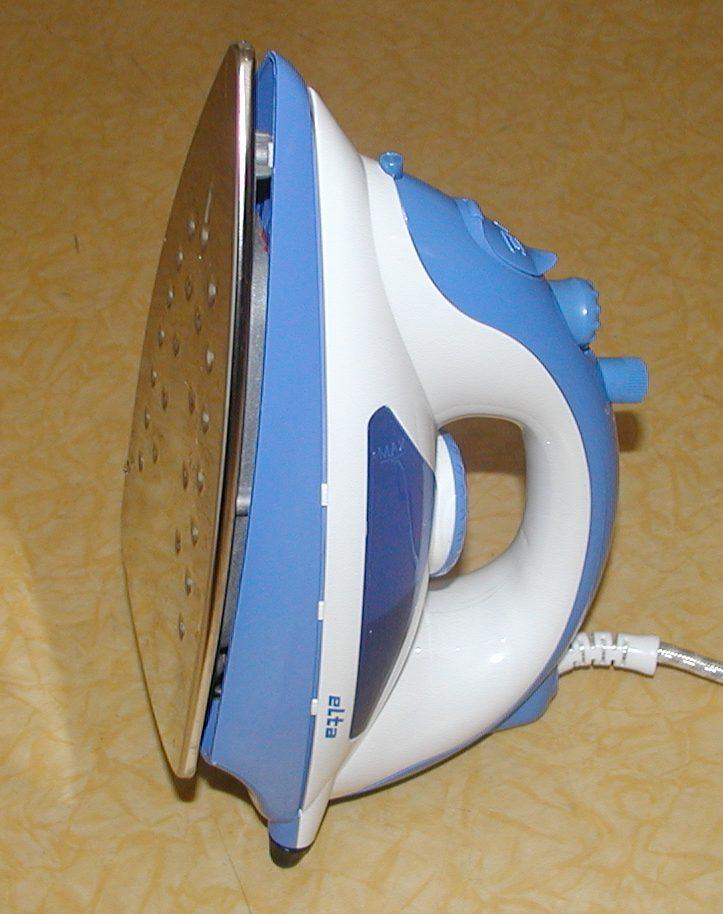
Elektrisches Dampfbügeleisen

Ein Bügeleisen, Plätteisen oder Glätteisen ist ein Haushaltsgerät zum Glätten (Bügeln, ndd.: Plätten) und In-Form-Bringen von Textilien, vor allem von Kleidungsstücken, Tisch- und Bettwäsche. Für diesen Vorgang werden Wärme, Druck und, sofern es Dampfbügeleisen sind, Feuchtigkeit genutzt.

## Beschaffenheit
Bügeleisen bestehen aus einem Griff (Bügel) und einer heizbaren Platte (Bügelsohle) aus Aluminium oder Edelstahl. Der Anwender führt das Bügeleisen über den zu bügelnden Stoff, zum Beispiel ein Kleidungsstück.
Die Bügelsohle wird von einem elektrischen Heizelement erwärmt. Der Anwender steuert die gewünschte Temperatur an einem Temperaturregler.
In der Sohle befindet sich eine Temperatursicherung. Falls der Temperaturregler versagt, schaltet diese Sicherung.
Die gewünschte Temperatur lässt sich an einem Drehknopf oder an Schaltern einstellen, zum Beispiel an drei Schaltern, die den Textilpflegesymbolen für die Bügeltemperatur entsprechen. Die Temperatur der Bügelsohle beträgt bei der Einstellung auf „{\displaystyle \cdot }“ (Synthetik, das sind unter anderem Acetat, Polyacryl, Polyamid) bis 105 °C, auf „{\displaystyle \cdot \cdot }“ (Seide, Wolle, Viskose) bis 165 °C und auf „{\displaystyle \cdot \cdot \cdot }“ (Baumwolle, Leinen) bis 220 °C.
Eine weitere Variante waren früher Angaben der Stoffart, zum Beispiel Leinen, Baumwolle, Seide, Wolle, Synthetics.
Dampfbügeleisen haben einen Wassertank. Der an der Sohle des Bügeleisens ausströmende Dampf erleichtert das Bügeln.
Bei Dampfbügelstationen wird Dampf aus einem separaten Dampferzeuger (auf dem Tisch oder unter dem Bügelbrett) durch einen Schlauch zum Bügeleisen geleitet.
Großflächige Textilien wie Bettwäsche und Tischdecken können auch mit Bügelmaschinen geglättet werden.
Gewerbliche Großbügelmaschinen (Heißmangeln) mit einem Durchlauf in der Breite von Bettbezügen wurden früher häufig in eigenen Betrieben zur Selbstbedienung zur Verfügung gestellt.

## Verwendung

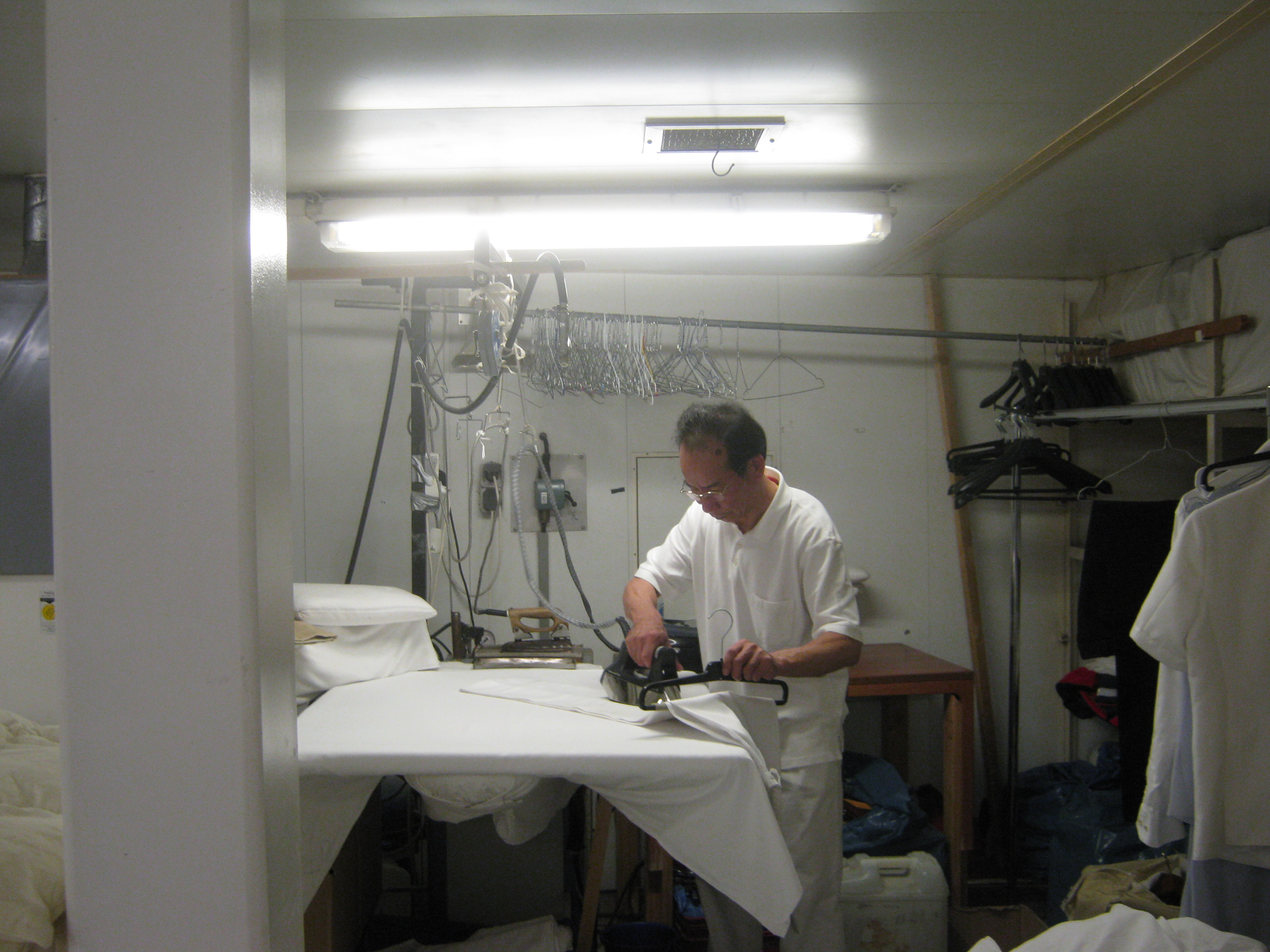
Bügelnder Schiffswäscher

Ein Bügeleisen braucht einige zehn Sekunden bis wenige Minuten, um Betriebstemperatur zu erreichen. Dann werden die platt ausgelegten Textilien mehrfach mit dem heißen Bügeleisen überstrichen, um sie zu glätten. Das Gerät kann auf verschiedene Temperaturen für unterschiedliche Materialien eingestellt werden. Siehe auch Textilpflegesymbole.
Das Bügeln wird erleichtert, wenn die Wäsche (noch) etwas feucht ist oder besprüht wird. Die Feuchte verdampft und transportiert Wärmeenergie ins Innere. Weiterhin werden die Faserbindungen vorübergehend aufgehoben und die Fasern erweichen, wodurch die Textilien formbarer werden.
Wäschestärke versteift die Wäsche nach dem Trocknen und hinterlässt eine glattere Oberfläche.

### Dampfbügeleisen
Eine Alternative zum Anfeuchten der Wäsche ist ein Dampfbügeleisen. Der Wärmeübergang in dicke Textilien wird durch Dampf verbessert. Ein Dampfbügeleisen gibt hierzu Wasserdampf durch Öffnungen in der Bügelsohle ins Wäschestück ab. Das Wasserfach hat hier meist ein Sichtfenster für den Füllstand.

### Dampfbügelstationen
Bei Dampfbügelstationen sind Wassertank und Dampferzeuger vom Bügeleisen getrennt, der Dampf wird durch einen Schlauch zum Bügeleisen geleitet. Es gibt Dampfbügelstationen, deren Wassertank auf einem Bügeltisch abgestellt wird. Größere Modelle, die mehr Dampf und mehr Druck erzeugen können, sind in den Bügeltisch integriert. Oft sind solche Bügeltische zusätzlich mit einem Gebläse ausgestattet, das es erleichtert, die Wäschestücke vor dem Bügeln glatt auszubreiten. Gewerbliche Bügelstationen sind für den Dauerbetrieb ausgelegt, haben oft eine höhenverstellbare Arbeitsfläche und Einrichtungen, um Kondenswasser abzuleiten, damit es nicht die gebügelte Wäsche befeuchtet.

### Kabellose Bügeleisen
Kabellose Bügeleisen haben eine Abstellvorrichtung mit Stromkontakten und werden darin nachgeheizt. Die Wärme speichert ein Aluminiumblock. Die Geräte zeigen z. B. während des Bügelns an, wenn sie thermisch nachgeladen werden müssen, und melden, wenn sie – auf der Station abgestellt – fertig nachgeheizt haben.

## Geschichte

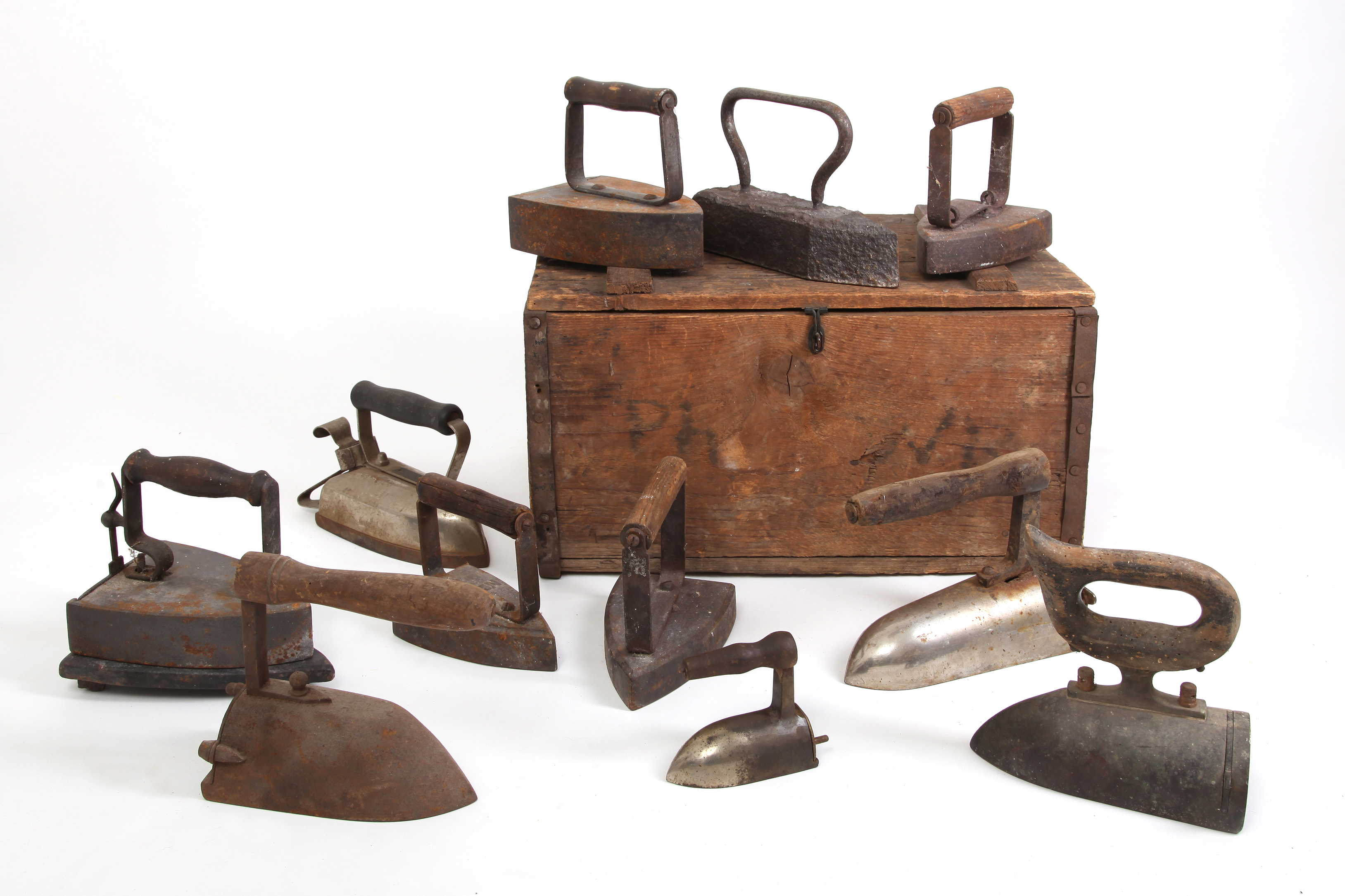
Verschiedene alte Bügeleisen (Typen in Bildbeschreibung)

Das im 17. Jahrhundert erstmals bezeugte Wort „Bügeleisen“ heißt wohl so nach seinem bügelförmigen Griff; ebenfalls im 17. Jahrhundert ist zum ersten Mal das Wort „bügeln“ für das Glätten der Wäsche oder Kleidung belegt.
Bereits zur Zeit der Han-Dynastie (206 v. Chr. bis 220 n. Chr.) glättete man im alten China mit so genannten Pfanneneisen seidene Gewänder. Dabei wurden glühende Kohlen mit Sand vermischt und in eine Metallpfanne gefüllt.

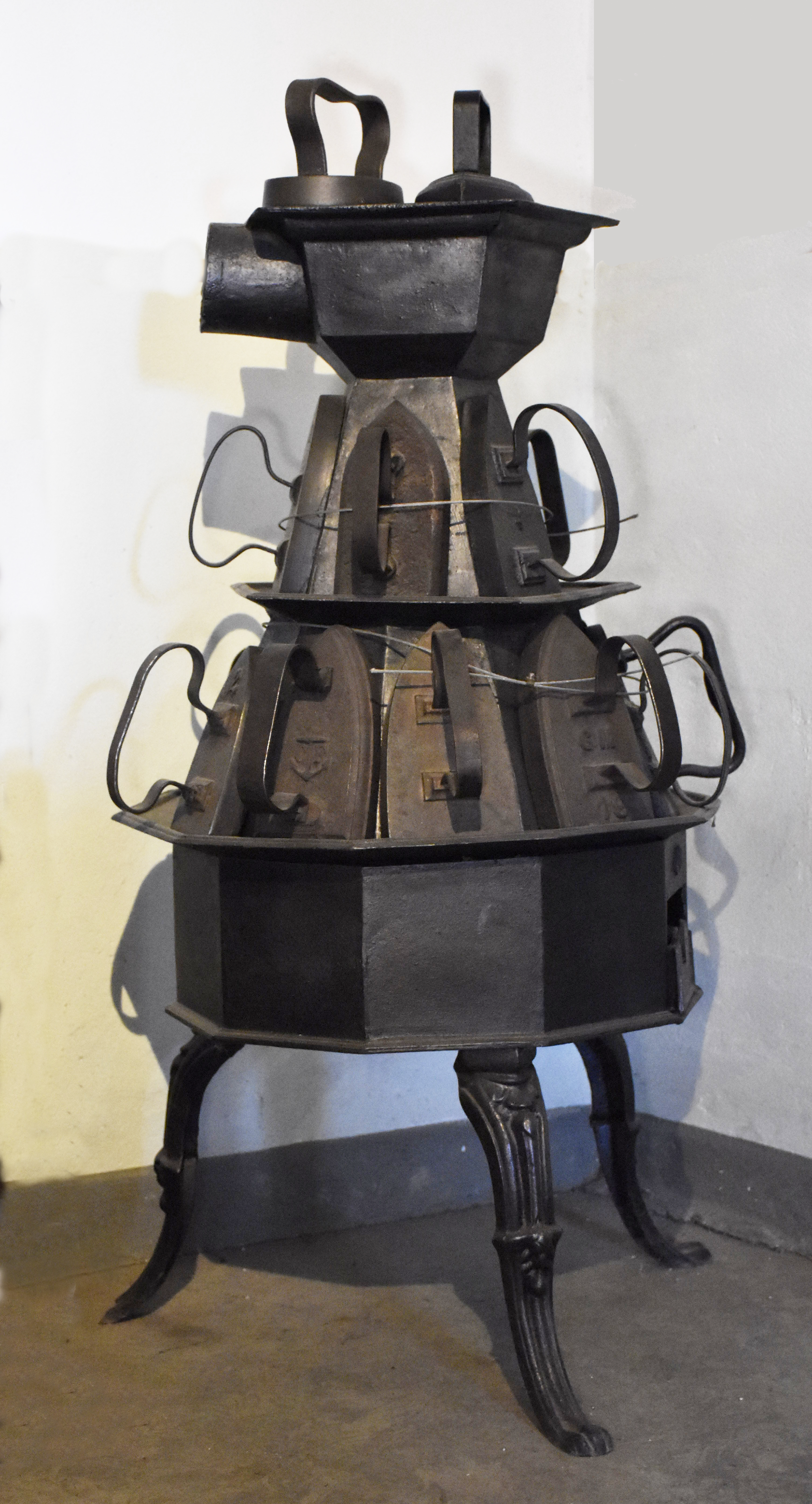
Bügeleisenofen zum Erhitzen von Bügeleisen

Bei den historischen Bügeleisen unterscheidet man Eisen, die im Feuer oder auf einem Herd erhitzt wurden, Eisen, in die ein erhitzter Bolzen eingeführt wurde, und Eisen, die aus ihrem Inneren heraus geheizt werden. Zur ersten Gruppe gehören Flacheisen und Blockeisen, zur zweiten Kasteneisen, Ochsenzungeneisen und Satzeisen. Kohlebügeleisen, Glühstoffbügeleisen, gas- und spiritusgeheizte Bügeleisen sowie alle Elektrobügeleisen besitzen eine eigene Heizung.

### Flacheisen
Flacheisen sind prinzipiell seit dem 15. Jahrhundert bekannt. In Süddeutschland auch „Rutscherl“ genannt, kann man mit ihnen die vorher gut eingesprengte Wäsche glätten. Sie bestanden aus einer massiven Metallplatte mit Griff, die auf einem gasbeheizten Spezialofen, einem sogenannten „Rechauds“ erhitzt wurden. Stand ein solcher (noch) nicht zur Verfügung, wurden sie auf Kohleöfen wie einer heißen Ofenplatte oder an einem speziellen Bügeleisenofen oder gar dem Kaminfeuer erhitzt. Dies hatte zur Folge, dass sie verschmutzten und vor jedem Gebrauch sorgfältig gesäubert werden mussten. Andernfalls konnte es passieren, dass man die frisch gewaschene Wäsche so beschmutzte, dass sie noch einmal gewaschen werden musste. Ein anderes Problem waren die Metallgriffe, die die Hitze nicht isolierten. Die Büglerinnen mussten einen dicken Handschuh anziehen oder den Griff mit einem (nassen) Lappen umwickeln, um sich nicht die Hand zu verbrennen. Viele Gießereien lieferten hierfür hölzerne Klappgriffe, die auf ihre Modelle angepasst waren, den heißen Griff umschlossen und so einen Schutz vor Verbrennungen boten. Ein weiterer Nachteil ist die geringe Wärmekapazität des Eisens. So müssen viele Bügeleisen gleichzeitig am Ofen sein, um ein kontinuierliches Bügeln zu ermöglichen.
Flacheisen aus Deutschland und den skandinavischen Ländern sind mit Ausnahme der Initialen des Herstellers meist unverziert. Bei englischen Eisen findet man oft Sterne oder Kronen. Am aufwändigsten verziert sind die Oberflächen französischer Eisen mit Herzen, Blumen, Früchten und Wappen sowie mit kunstvoll verschlungenen Initialen und Firmennamen verziert.

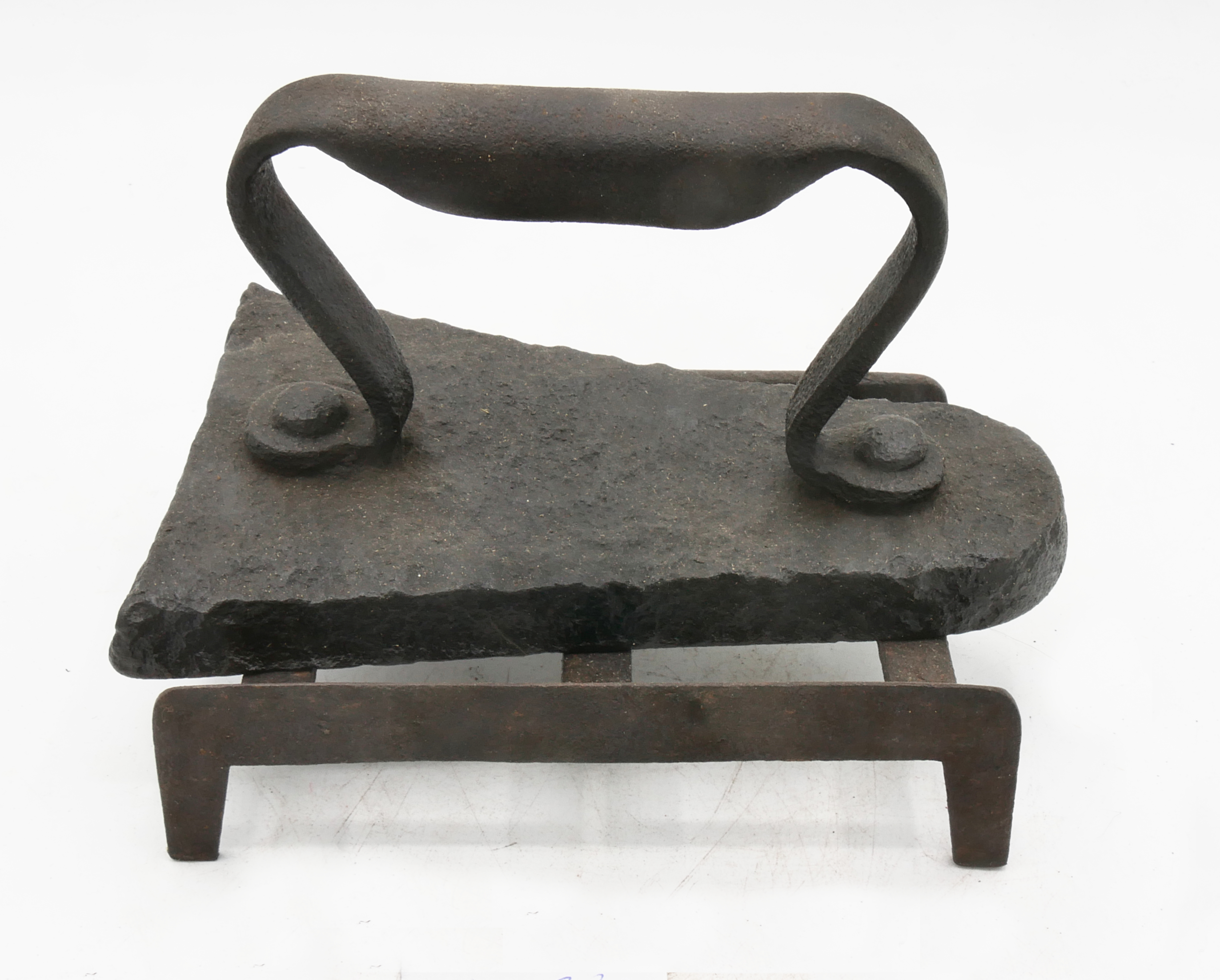
Sehr einfaches Flacheisen
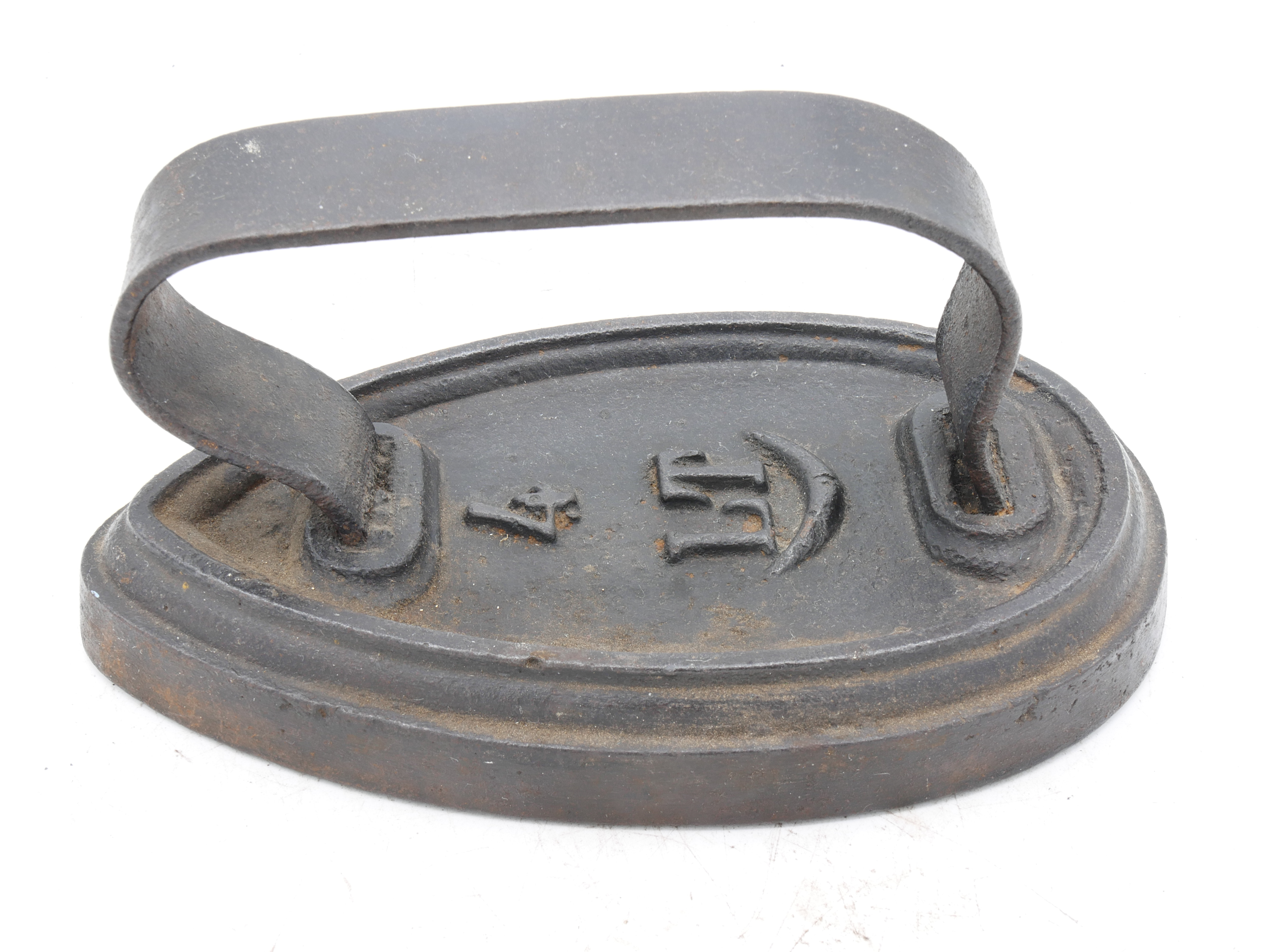
Deutsches Flacheisen mit Größenangabe und Initialen
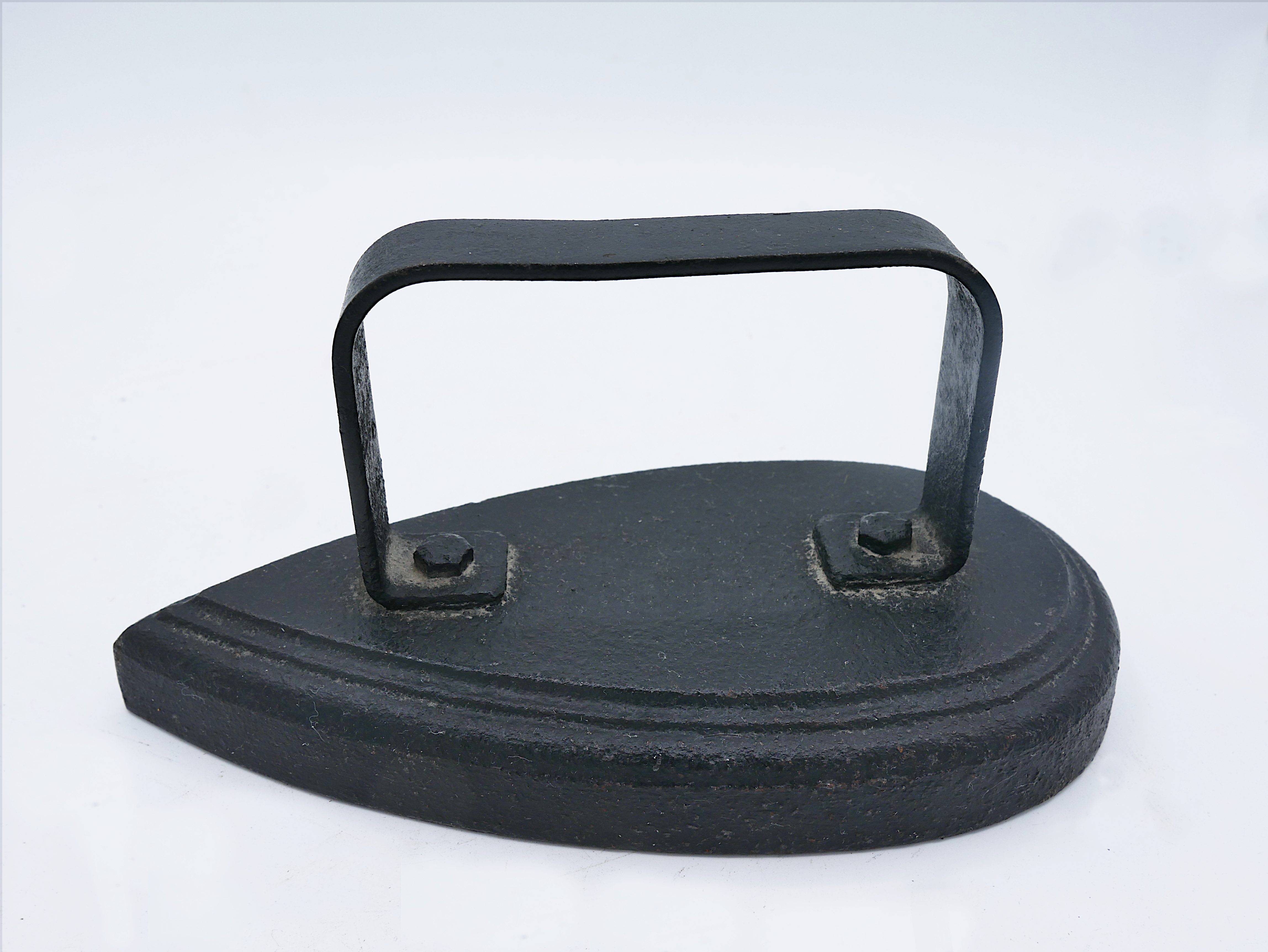
Herzförmiges Flacheisen mit angenietetem Bügel
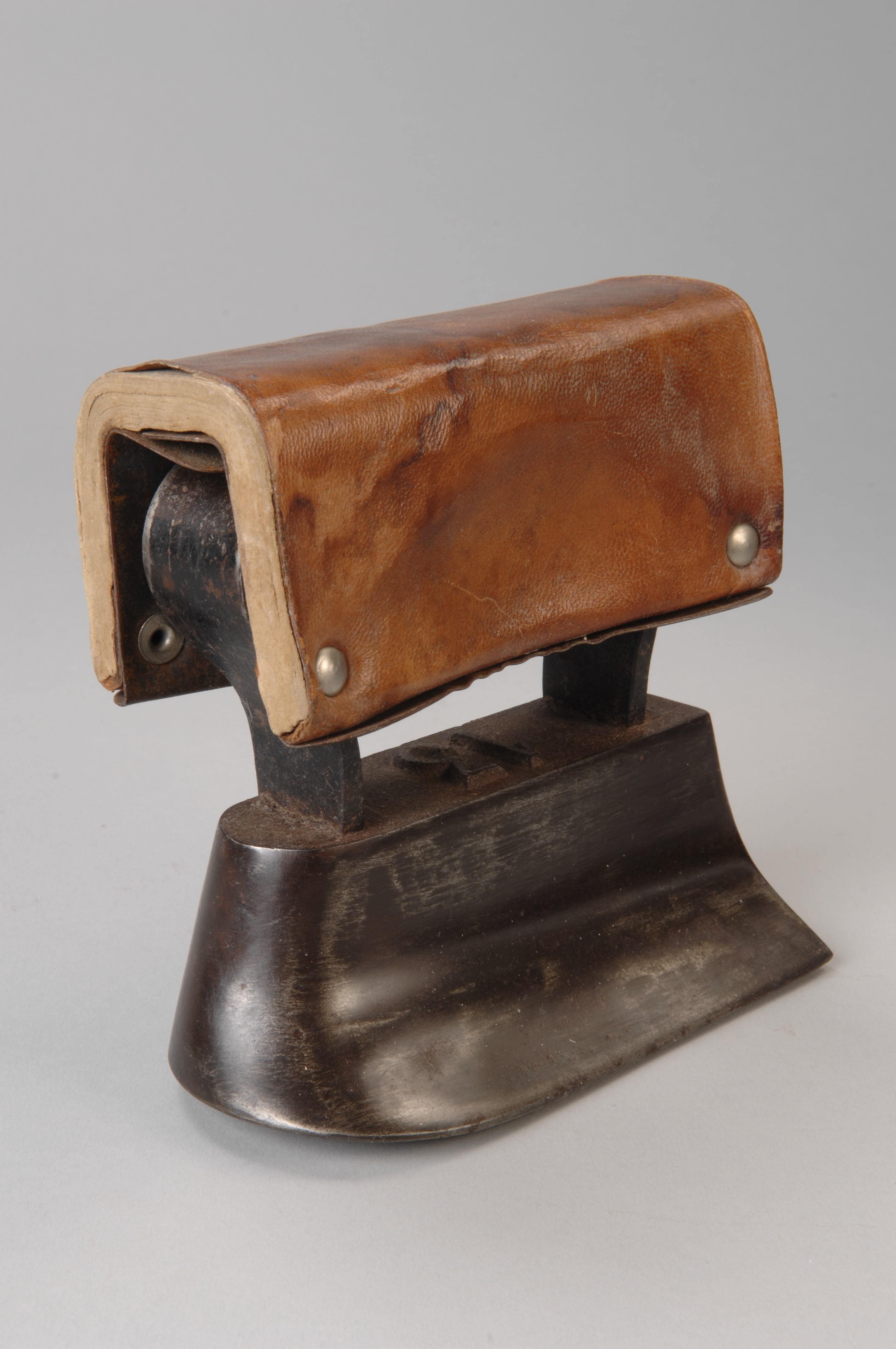
Mit Leder und Pappe isoliert
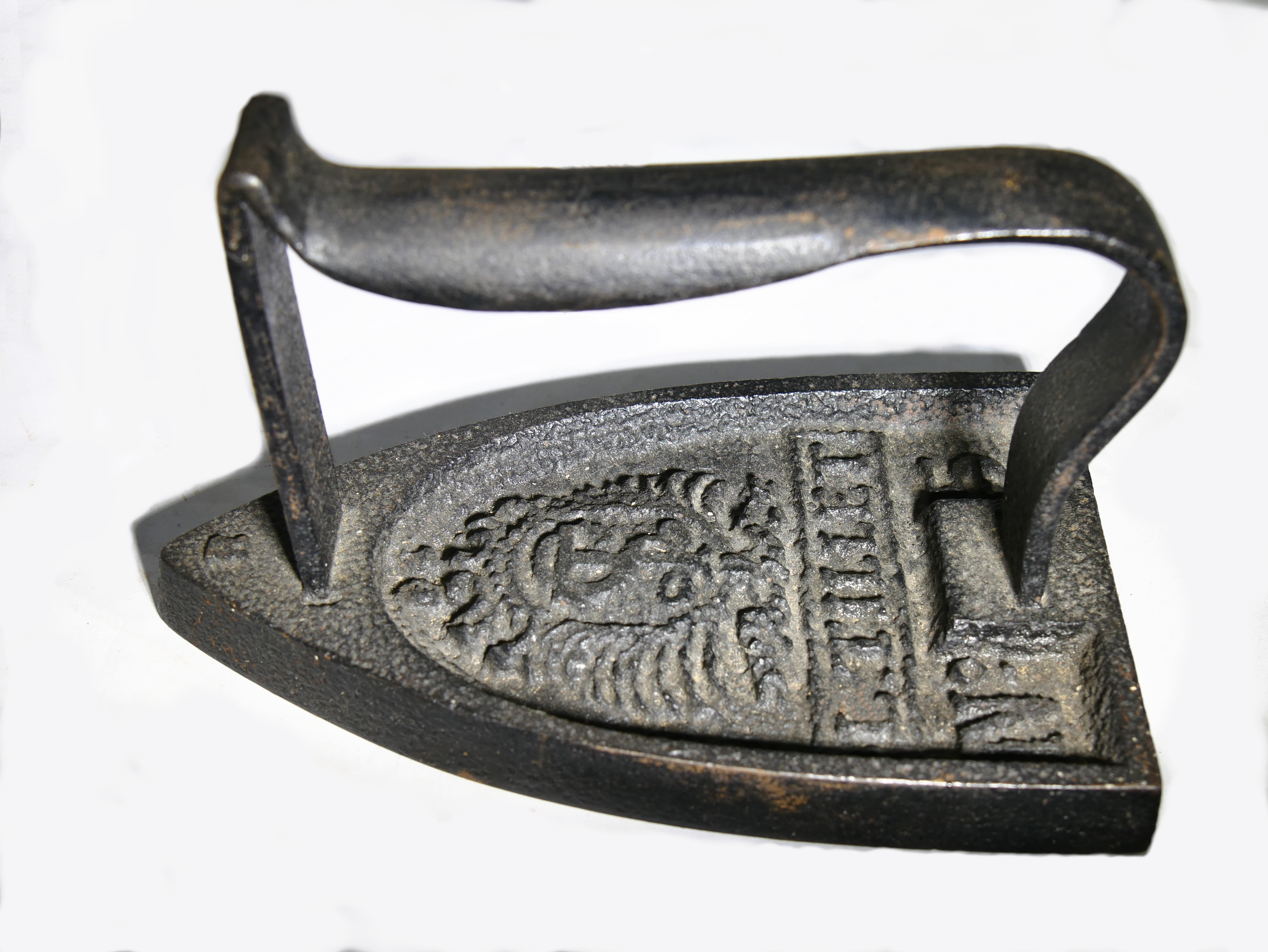
Verzierung mit kunstvoll gestaltetem Monogramm und Größenangabe
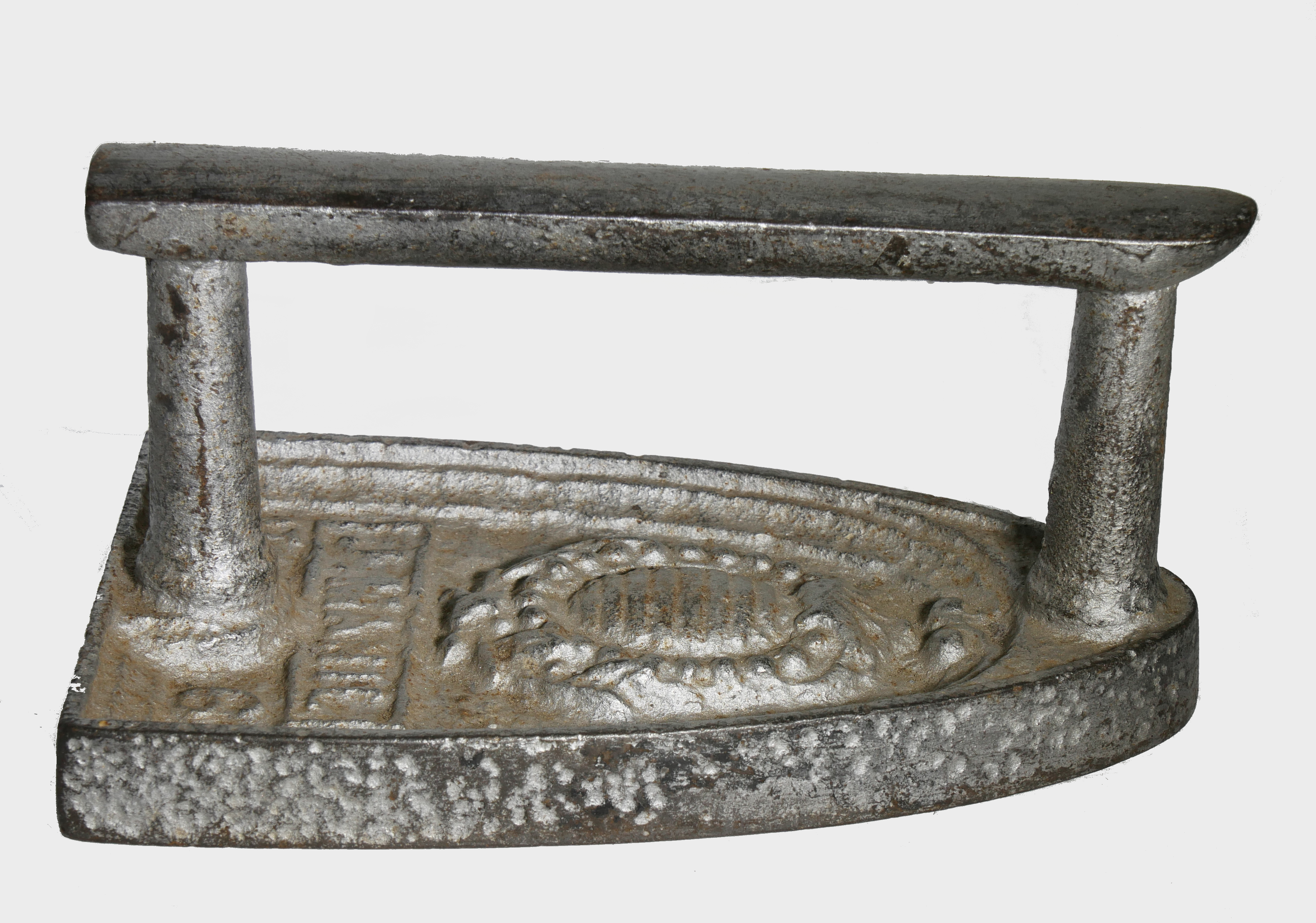
Französisches Flacheisen mit von Perlenstäben eingefasstem Wappen
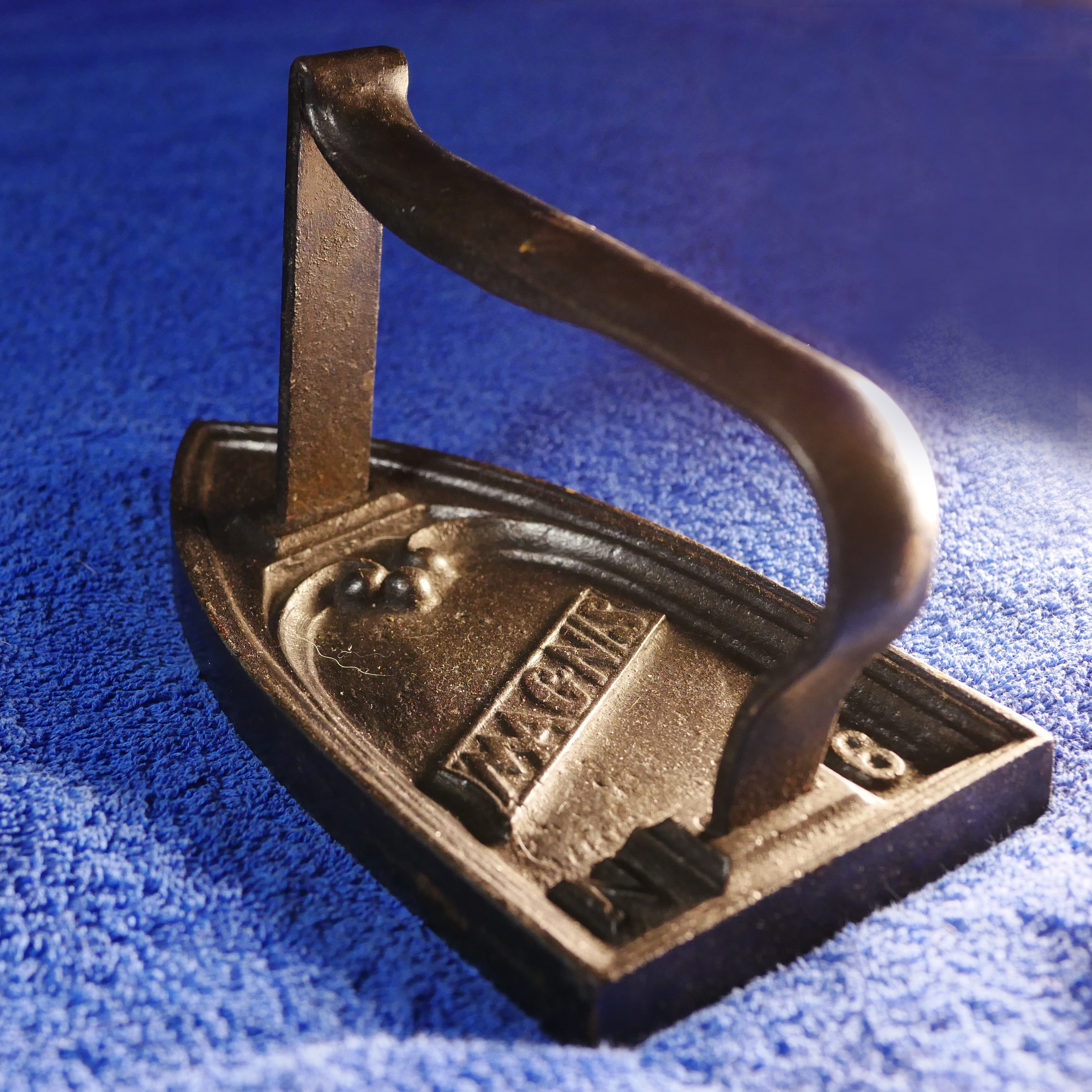
Bügeleisen Magnis (Schlesien)
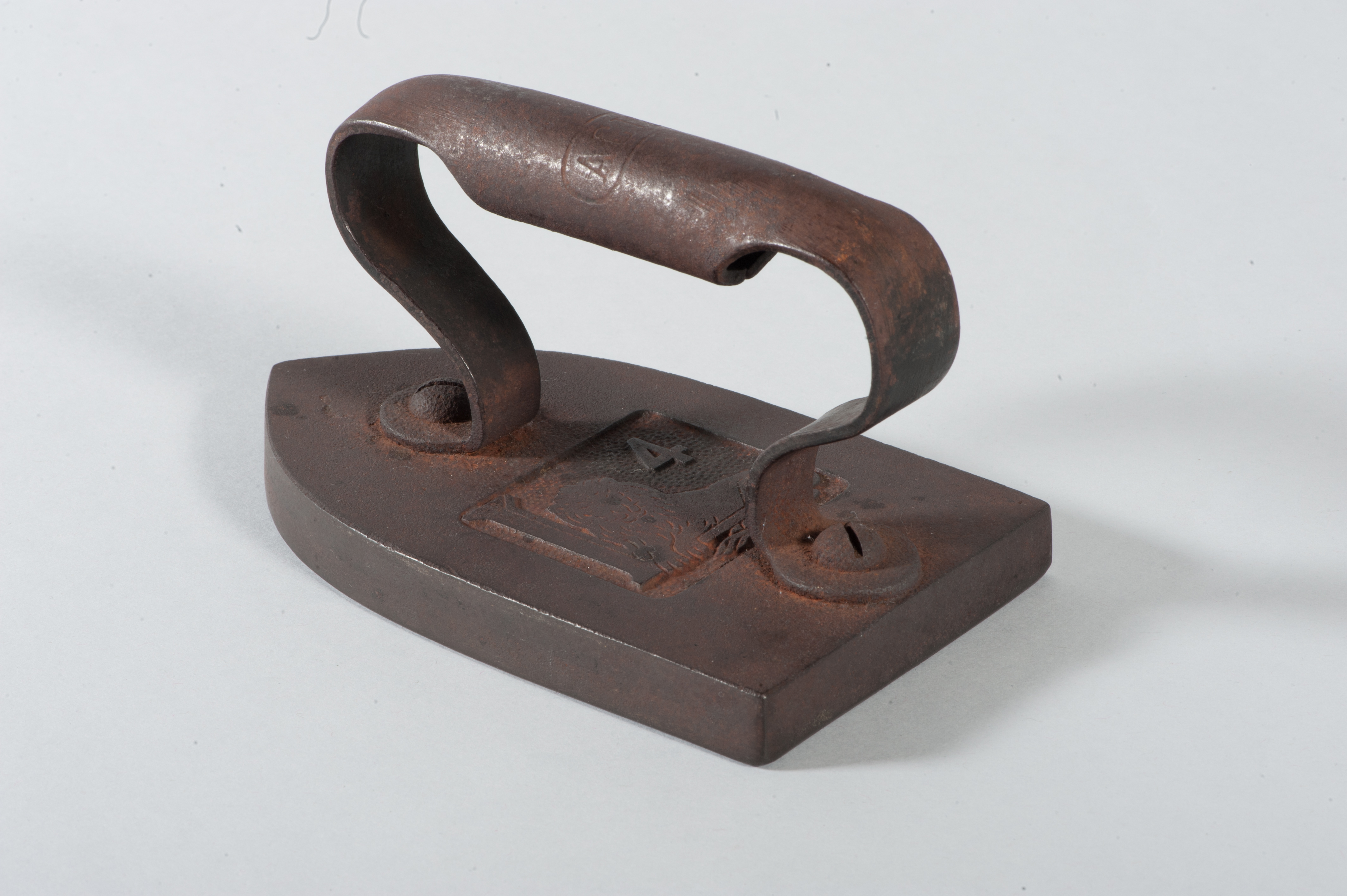
Gussmarke mit Löwe und Säule (Brasilien)
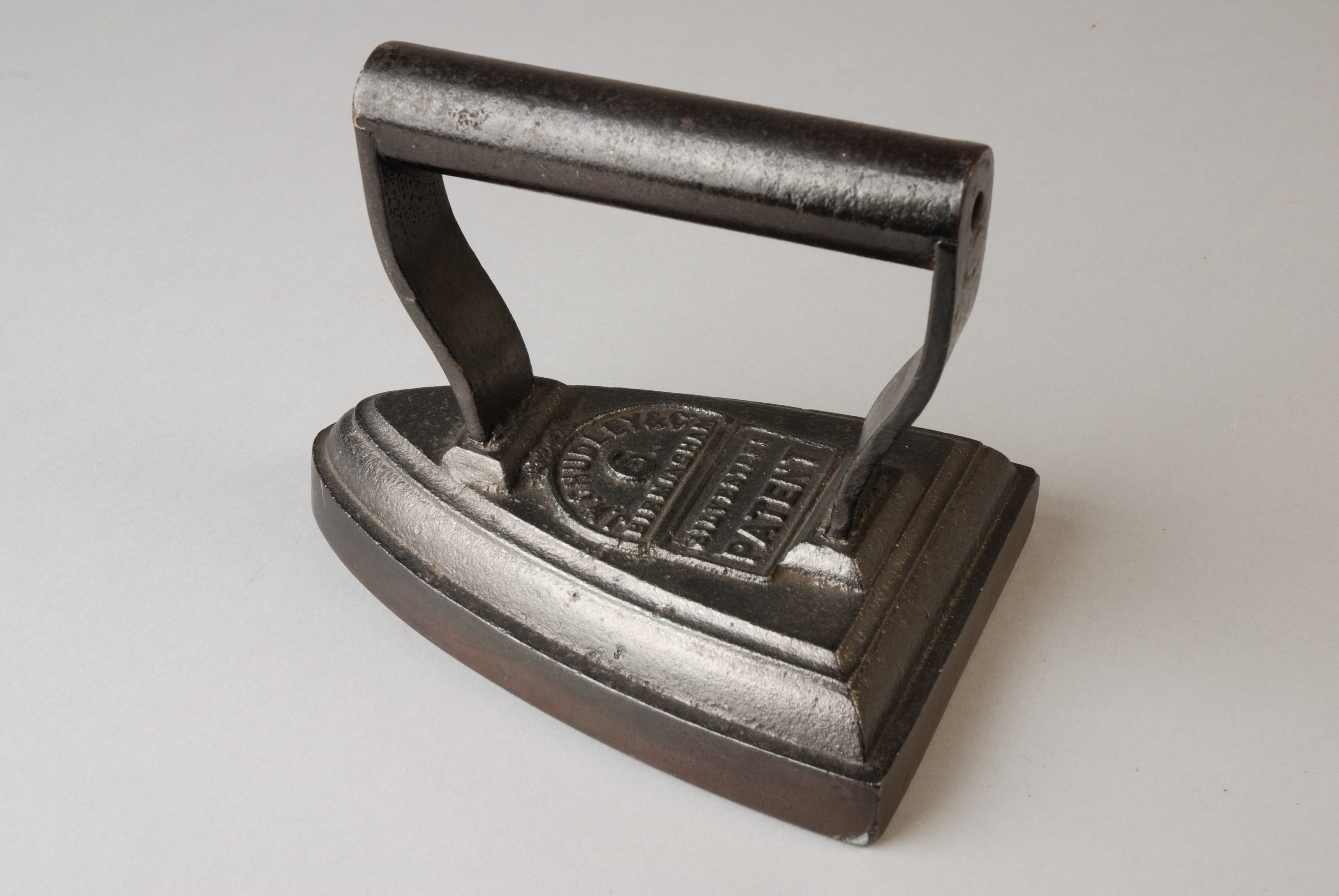
Britisches Flacheisen, typisch ist die kurze breite Form und die verzierte Oberfläche

### Blockeisen
Bei einem Blockeisen handelt es sich um ein aus Eisen oder Stahl geschmiedetes oder gegossenes Volleisen. Sie sind oft über 5 kg schwer und sind damit ein reines „Männerbügeleisen“, das typischerweise in einer Schneiderwerkstatt verwendet wurde. Benötigt wurden solche schwere Bügeleisen vor allem für schwere Stoffe wie die von Lodenmänteln und Uniformen. Ein weiterer Vorteil gegenüber Flacheisen war die deutlich höhere Wärmekapazität und damit verbunden eine deutlich längere maximale Bügeldauer.
Insbesondere vor dem 19. Jahrhundert waren Bügeleisen verbreitet, bei denen der Bügel fest mit Eisen verbunden war. Sie wurden zum Erhitzen auf eine Herdplatte oder in das Feuer gestellt. Ein Nachteil bestand darin, dass auch die Metallteile des Bügels erhitzt waren und so eine Verbrennungsgefahr für den Bediener bestand.
Eine Weiterentwicklung waren Wechselgriffbügeleisen, d. h. Blockeisen mit ausklinkbarem Griff. Durch zwei auf dem Eisen angeschmiedete Ösen wurde ein langer rechtwinkliger Eisenhaken geschoben, der mittels eines Stifts oder eines weiteren Eisenhakens festgehalten wurde. Um 1900 wurde dieser Mechanismus laufend verbessert, was sich in einer Vielzahl von Patenten, die in dieser Zeit erteilt wurden, widerspiegelt.

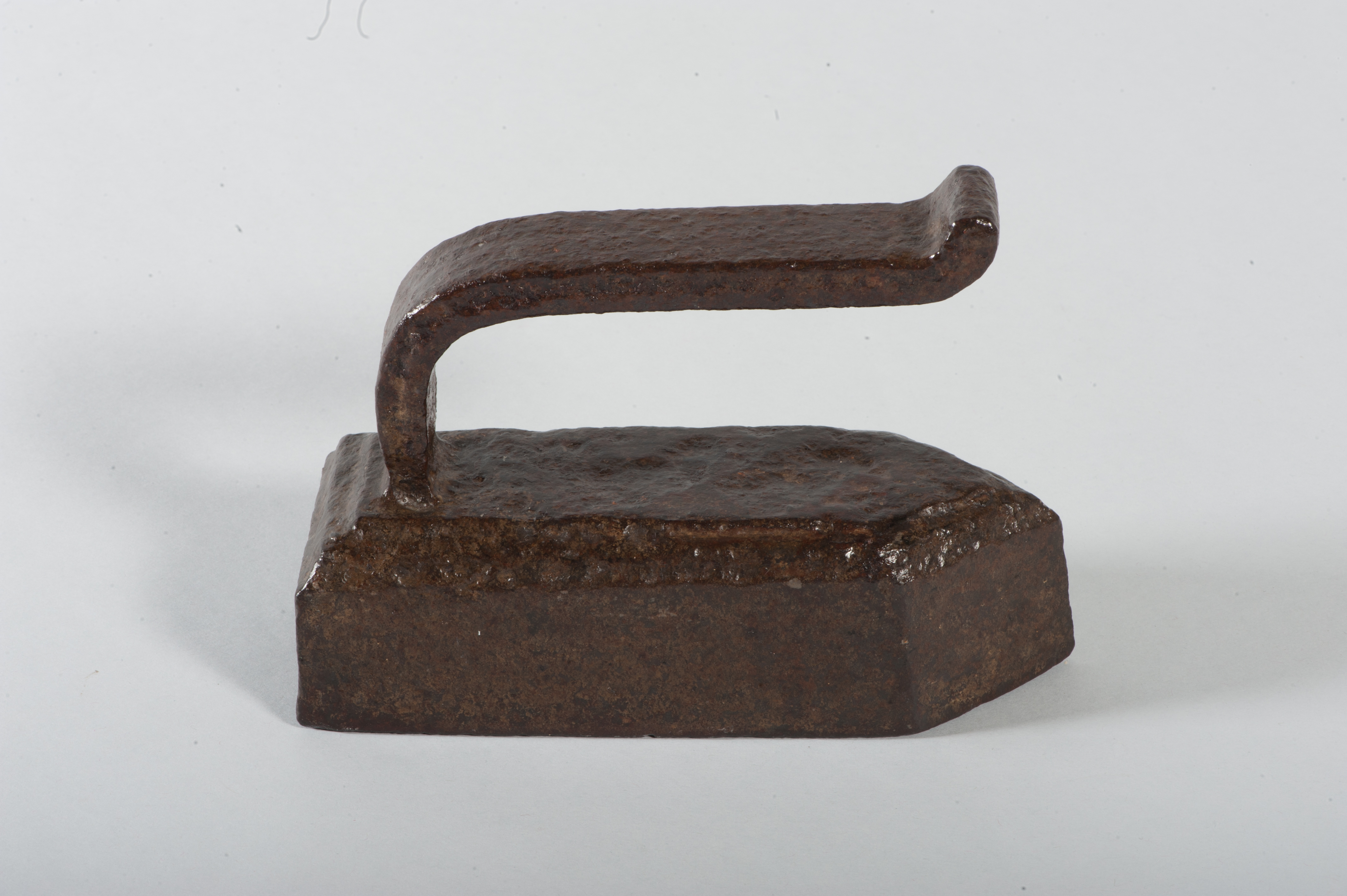
Blockeisen mit angegossenem Griff
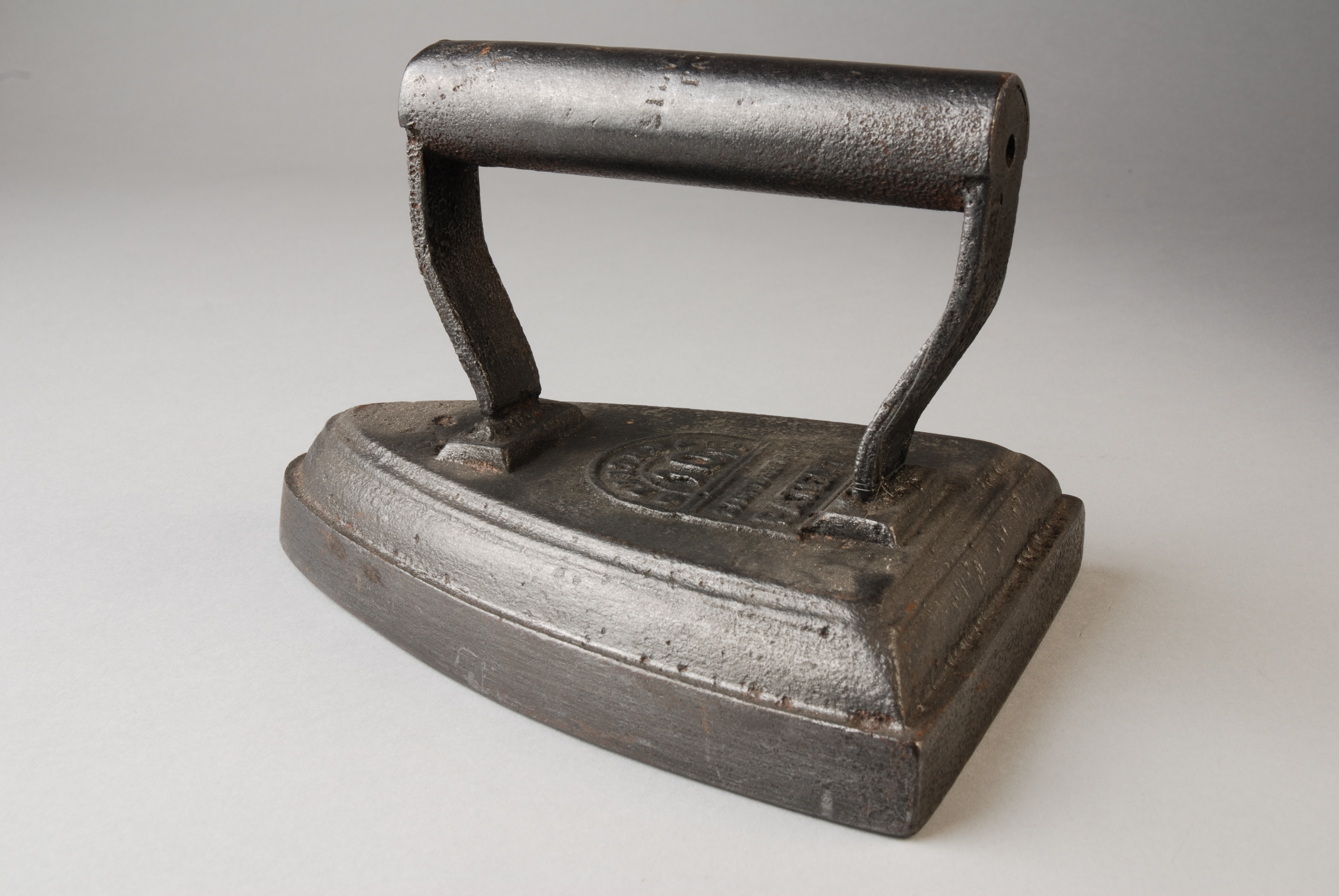
(kleines) Blockeisen mit angeschmiedetem Griff
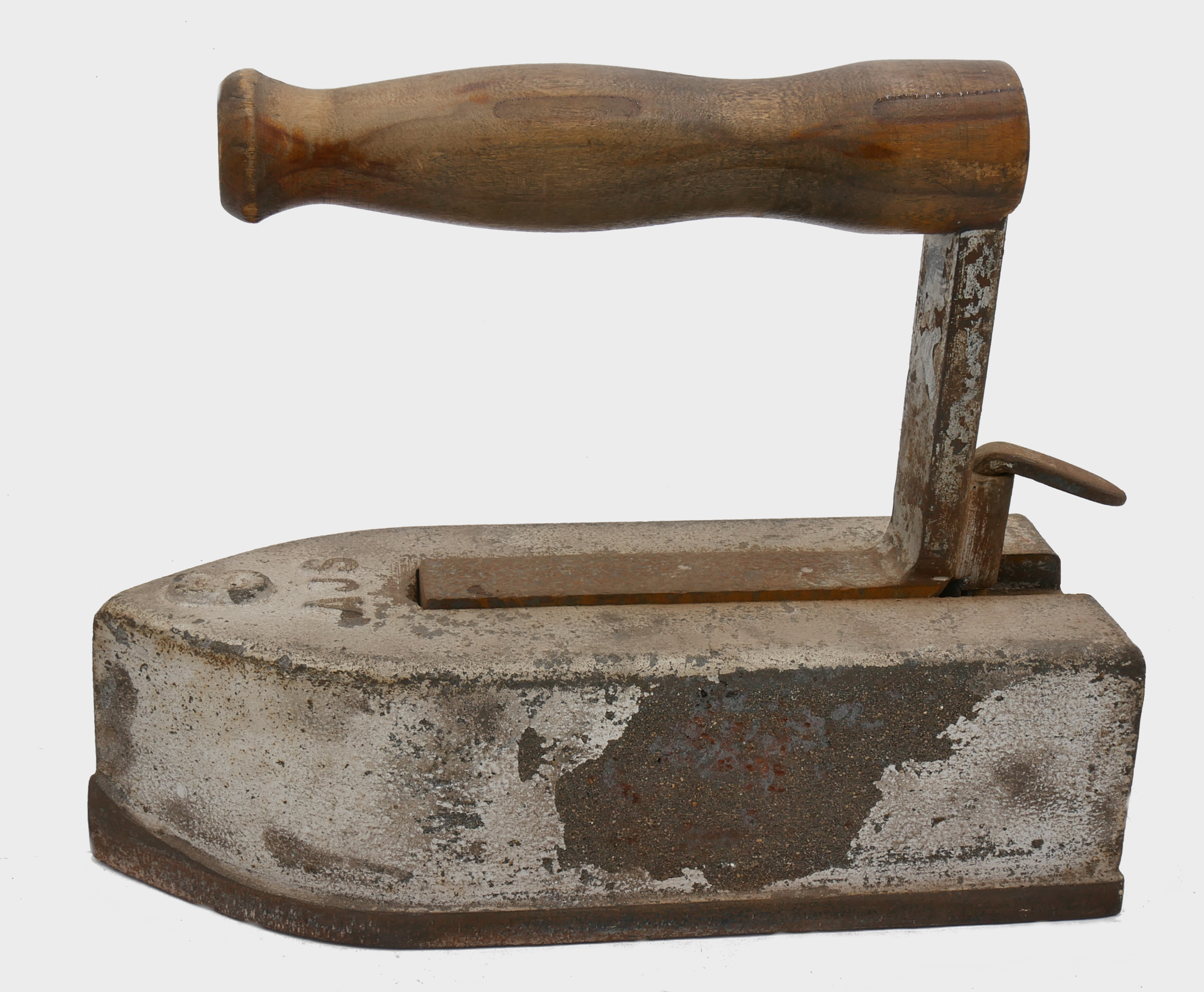
Blockeisen mit Stift zum Arretieren
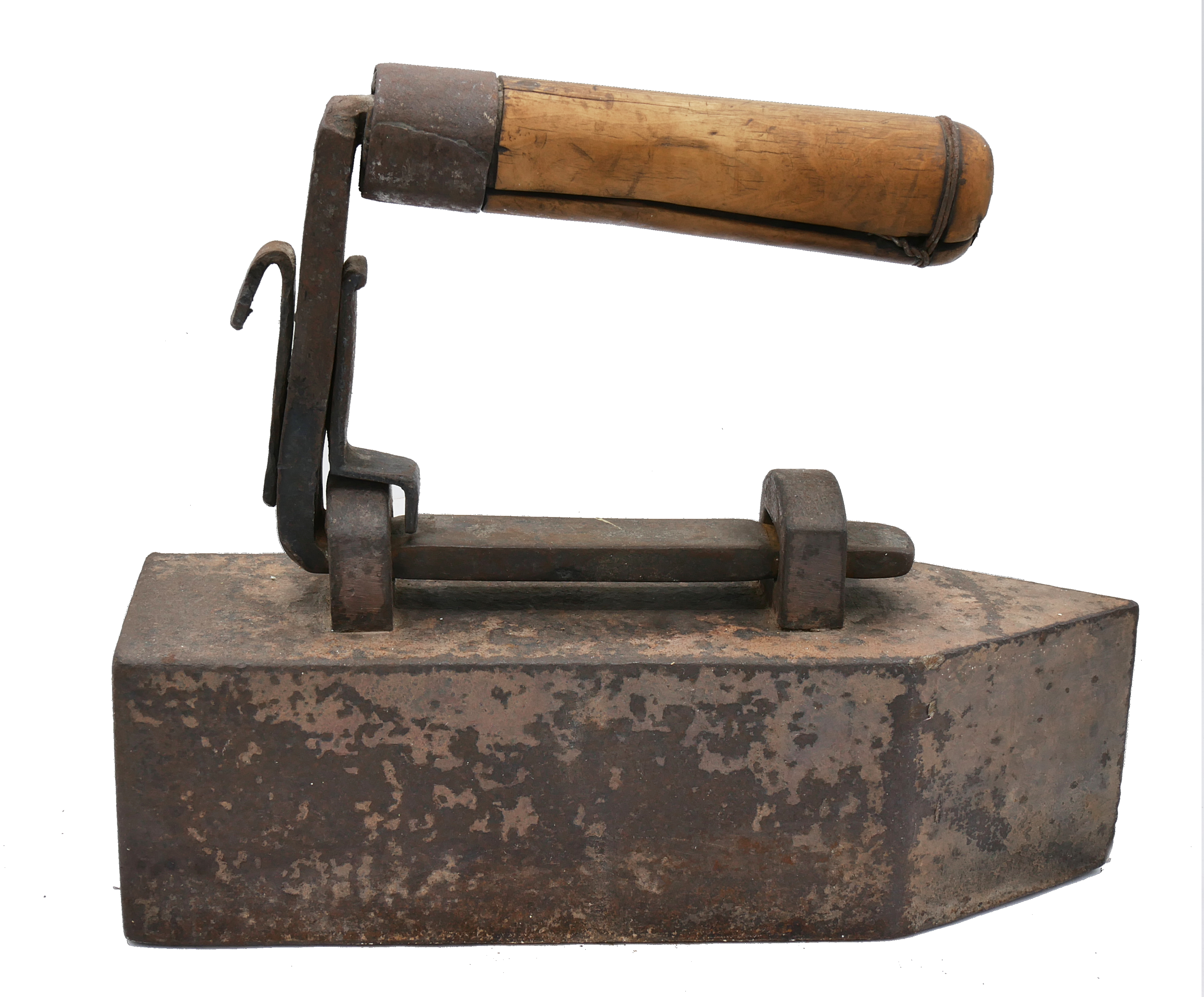
Blockeisen mit ausklinkbarem Holzgriff
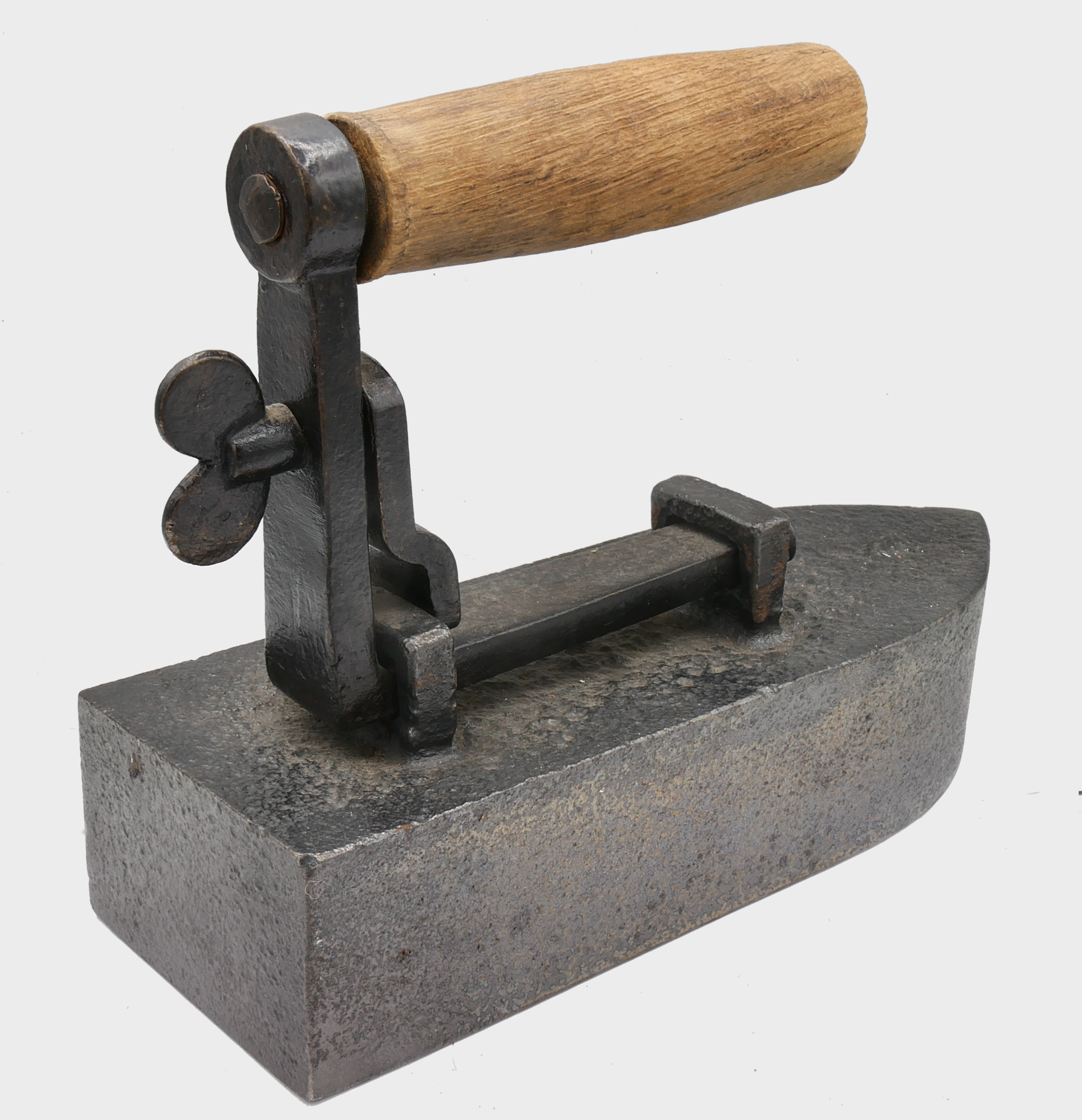
Blockeisen mit Schraubmechanismus

### Satzeisen
Satzeisen sind eine Weiterentwicklung des Wechselgriffbügeleisens. 1871 ließ sich die Amerikanerin Mrs. Pott folgende Idee patentieren: Sie isolierte die Bügeleisendecke mit Asbest und erfand einen Holzgriff mit Klemmmechanismus. Dadurch und auf Grund des relativ geringen Gewichts von etwa 3 kg konnte das Eisen auch von Frauen benutzt werden. Des Weiteren blieb die Hand der Büglerin kühl und sie konnte problemlos das Eisen auf den Ofen stellen, den Holzgriff vom Eisen lösen und auf einem anderen heißen Eisen fixieren. Dies war viel einfacher als das Austauschen glühender Bolzen oder das Nachfüllen der glühenden Holzkohle. Trotz des durchschlagenden Markterfolgs brauchten deutsche Hersteller 20 Jahre, bis sie vergleichbare Produkte herstellten. Dann aber von verschiedenen Herstellern mit den unterschiedlichsten Klemmmechanismen.

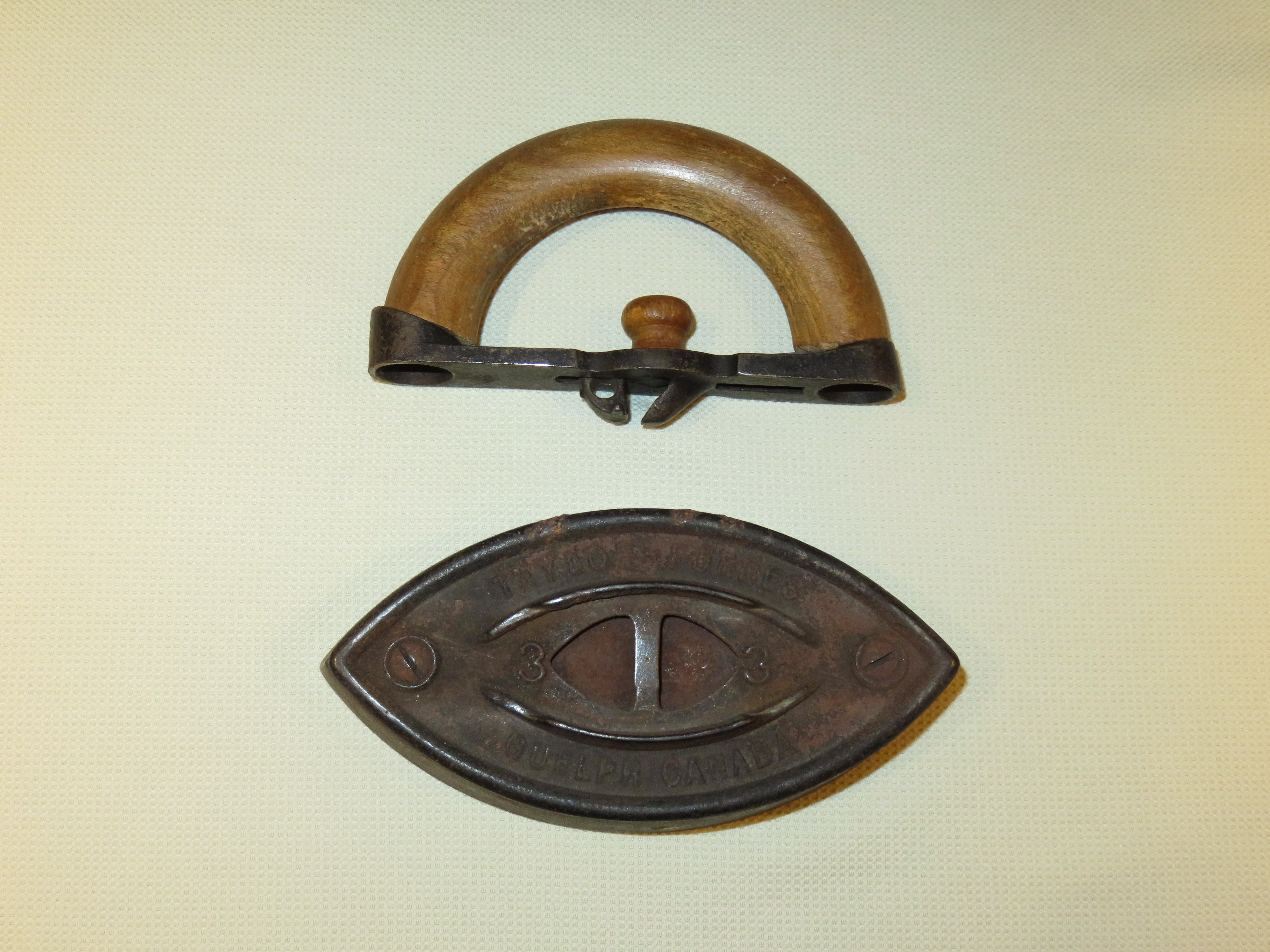
Satzeisen, amerikanischer Typ mit Spitzen vorne und hinten
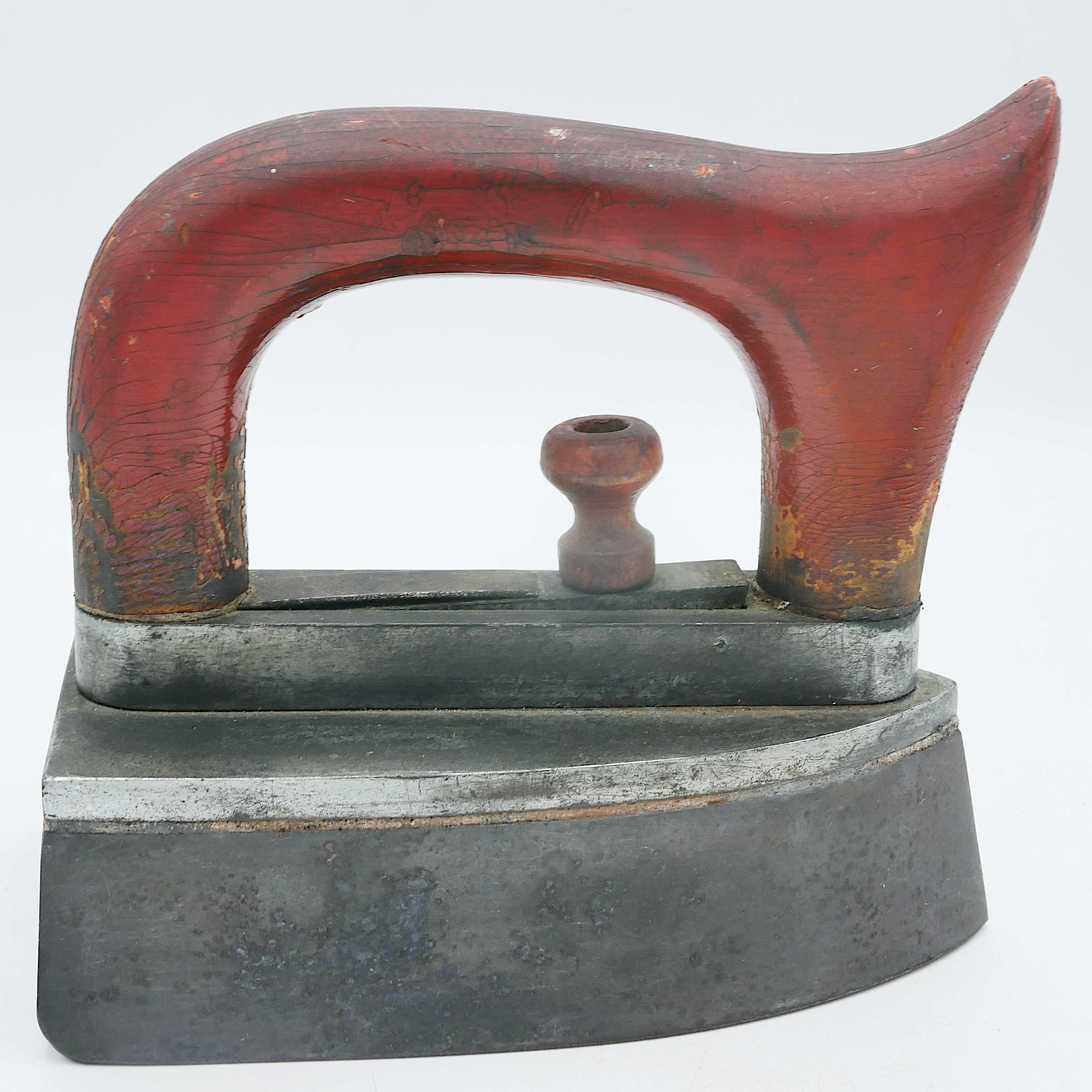
Satzeisen mit rotem Holzgriff, deutscher Typ mit gerader Kante hinten
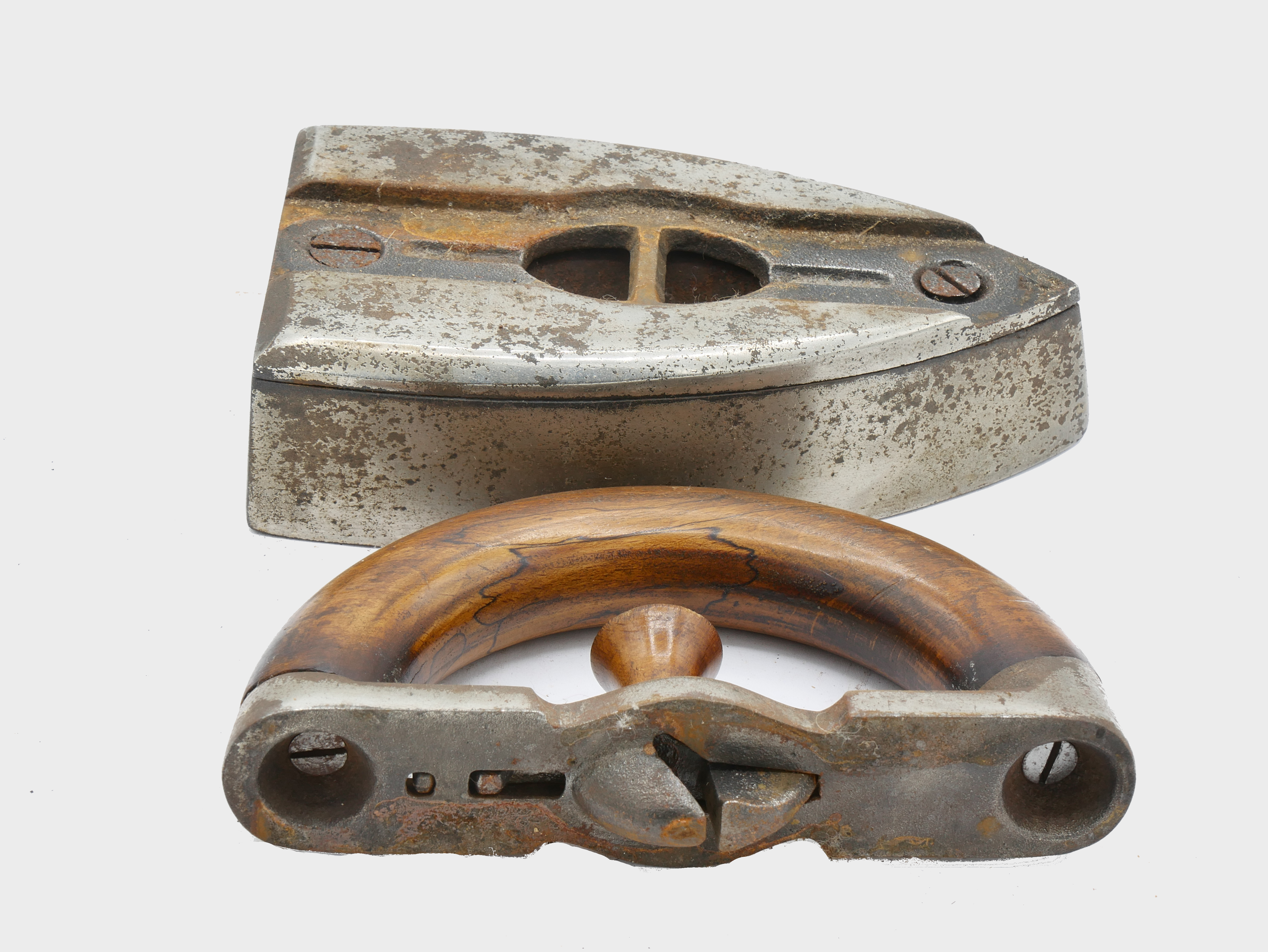
Satzeisen mit patentierter Klemmmechanik
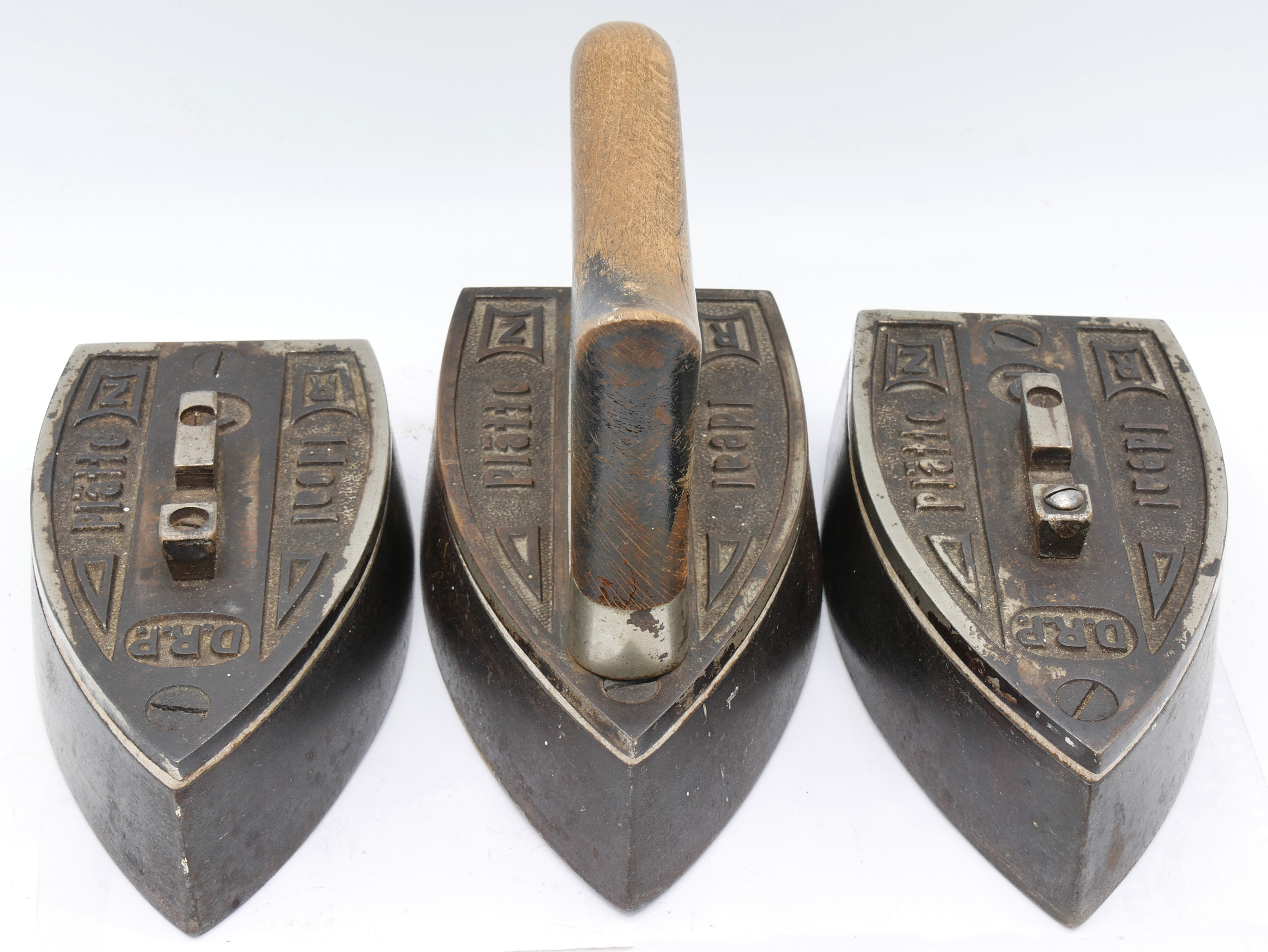
Satzeisen mit drei Eisen und einem Griff
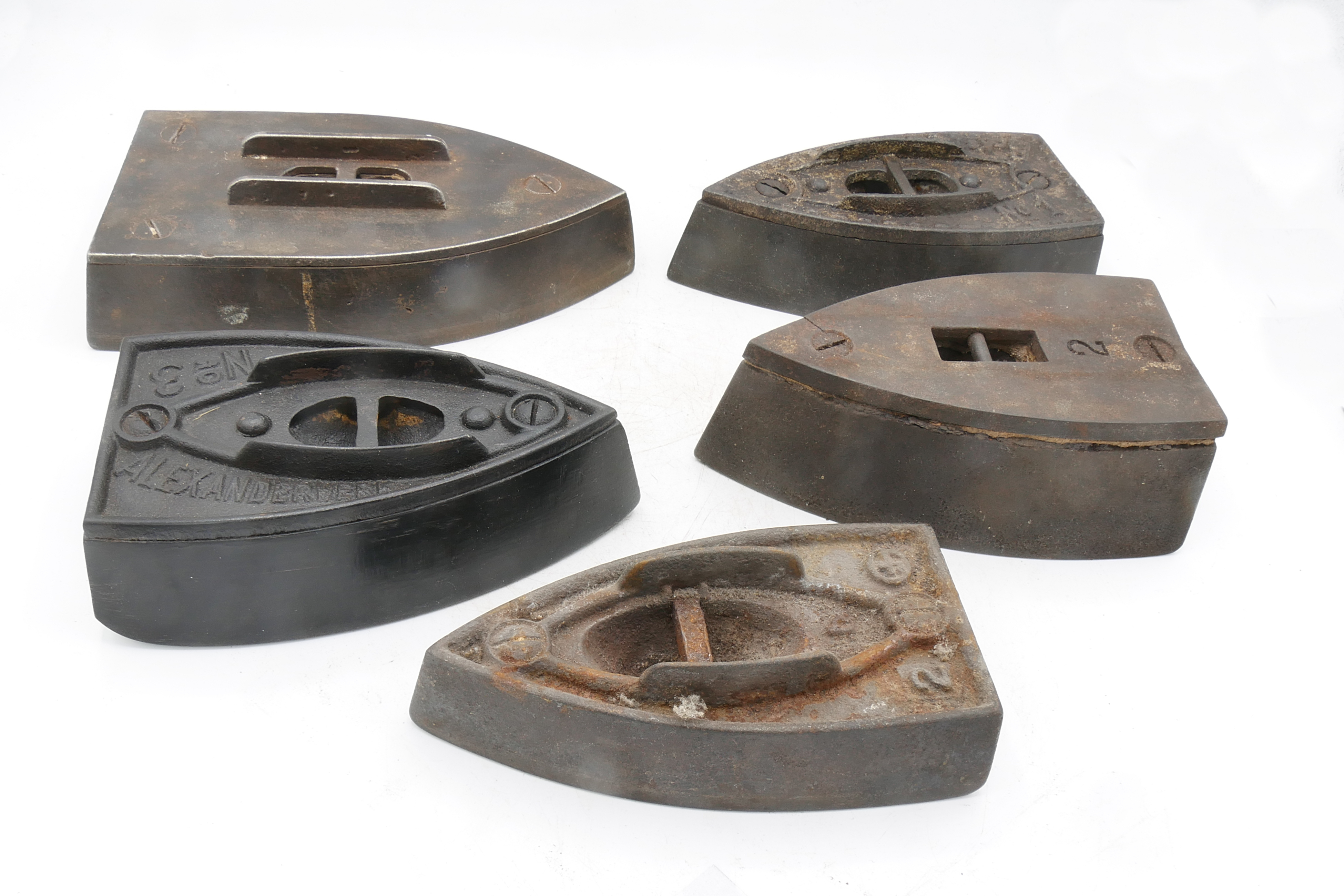
Satzeisen mit verschiedenen Klemmmechanismen

### Bolzen-, Kasteneisen und Ochsenzungeneisen
Bolzeneisen, Kasteneisen oder Stagl bestehen aus einem Kasten, der nach vorne spitz zuläuft und an der Rückseite gerade ist. Sie sind aus Eisen, Stahl oder Messing. Der Griff ist – eher selten – aus Bandeisen. Häufiger tragen 2 Griffstützen einen Holzgriff oder der ganze Griff ist aus Holz gefertigt. Die Griffstützen waren oft kunstvoll gefertigt. Vor der Benutzung wurde von der Rückseite her eine im Feuer erhitzte eiserne Platte in den Hohlraum eingeführt, um die Sohle zu erhitzen. Der Bolzen lag auf einem Grat oder mehreren Graten und nicht direkt auf dem Boden des Kastens, da sonst die Bodenplatte zu heiß geworden wäre. War der Bolzen eingeführt, wurde die Rückseite mit einer Klappe oder einem Schieber verschlossen, damit der Bolzen nicht herausfallen konnte. Der Nachteil aller dieser Eisen besteht darin, dass es nicht einfach ist, einen glühend heißen Bolzen aus dem Feuer zu holen und in das Eisen einzusetzen, ohne sich dabei die Finger zu verbrennen. Außerdem unterliegen die Bolzen einem erheblichen Verschleiß.

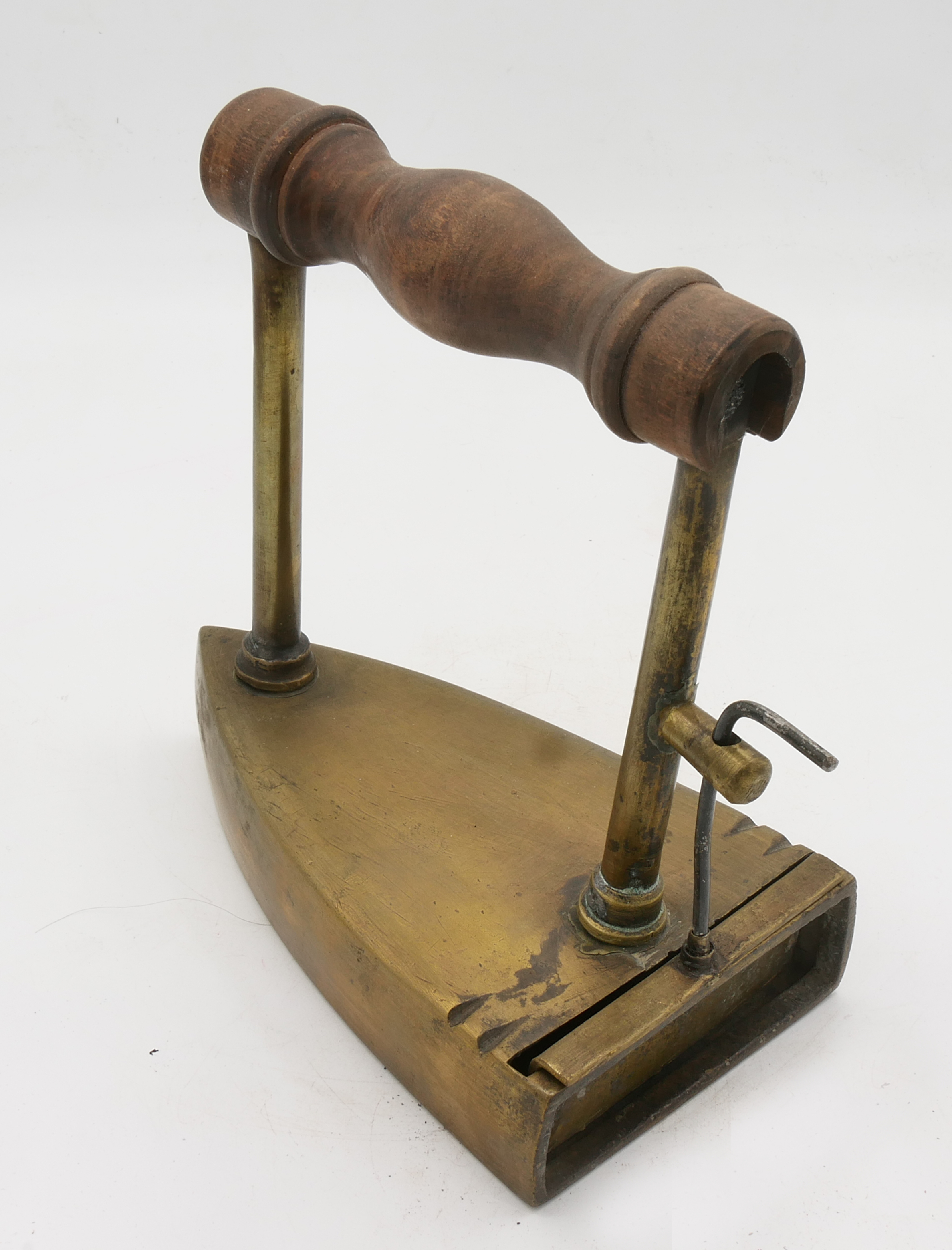
Kasteneisen aus Messing
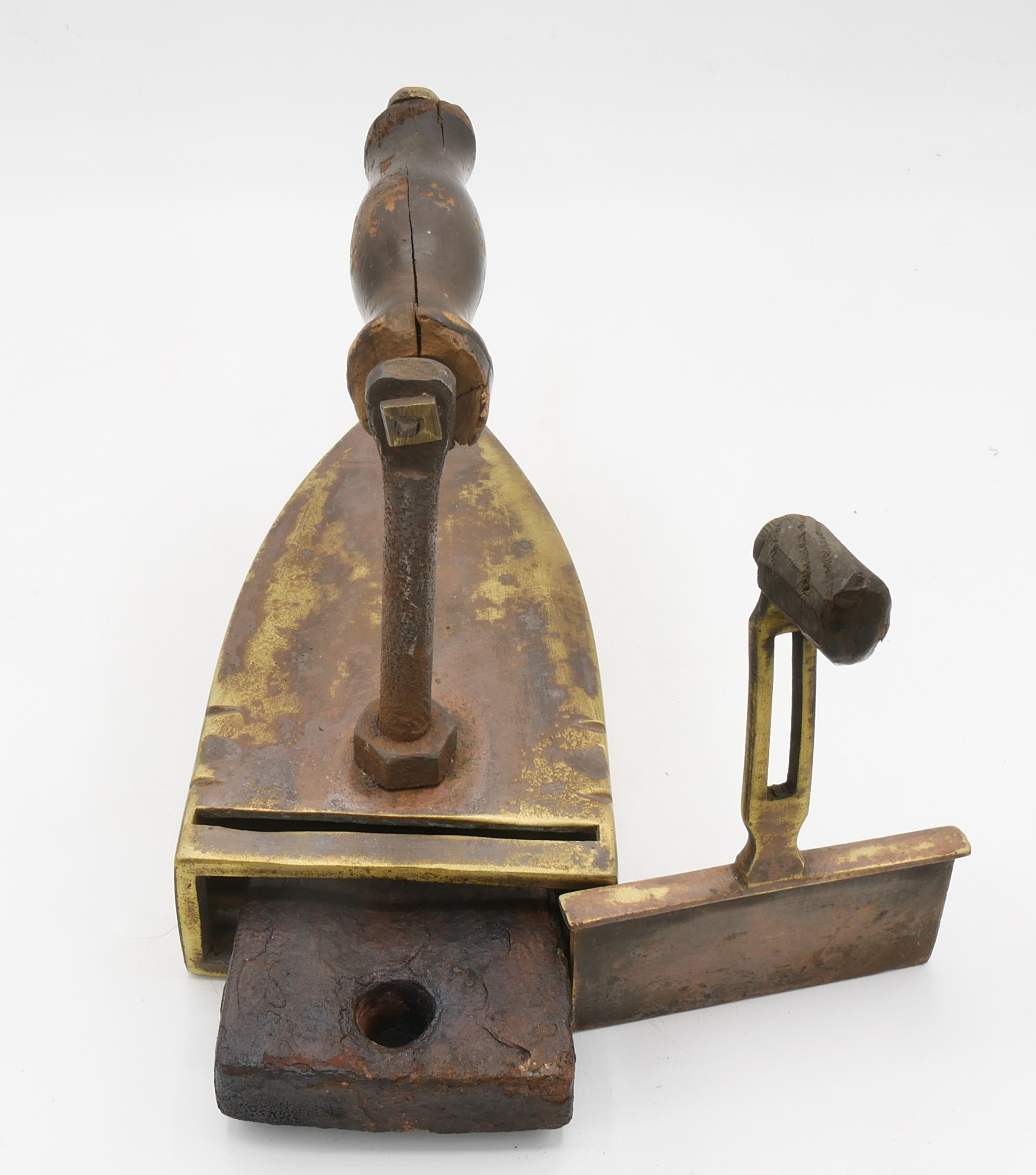
Kasteneisen aus Messing mit Bolzen
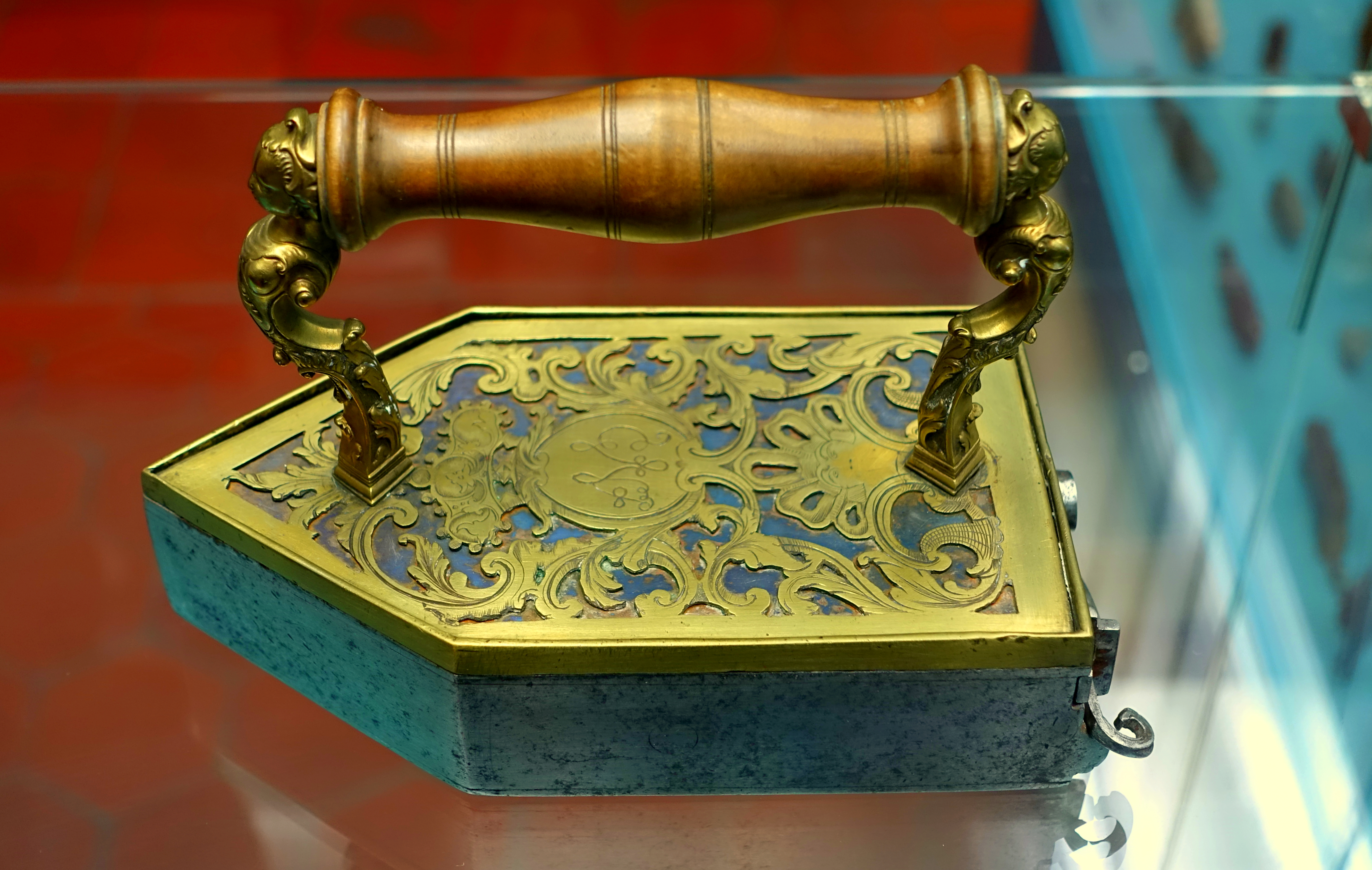
Kunstvoll gestaltetes Kasteneisen
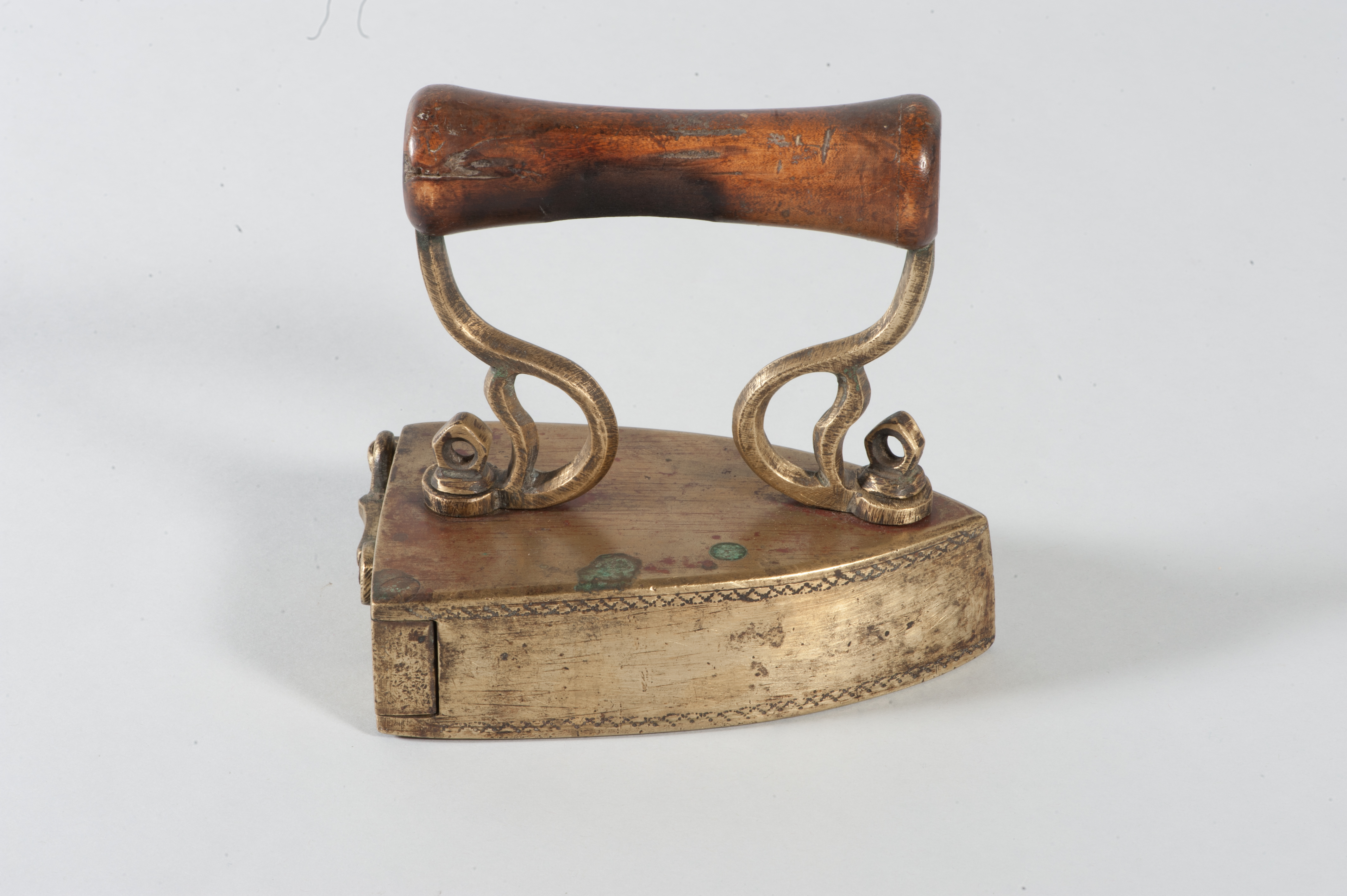
Kasteneisen aus Brasilien

Aus dem späten 17. und dem 18. Jahrhundert sind hohle Kasteneisen erhalten, die meist aus Messing bestanden. Mindestens seit dem 19. Jahrhundert wurden die Kasteneisen meistens aus Eisen hergestellt.
Eine Weiterentwicklung im späteren 19. Jahrhundert war die Ochsenzunge. Das meist mit einem Eisenbandgriff versehene Eisen ist unten flach und oben halbrund. Es läuft über seine ganze Länge nach vorne spitz zu. Der zugehörige Bolzen – nach seiner Form oft als „Ochsenzunge“ bezeichnet – wird wie bei allen Kasteneisen von hinten in das Bügeleisen eingeschoben und dieses mit einer Klappe verschlossen.

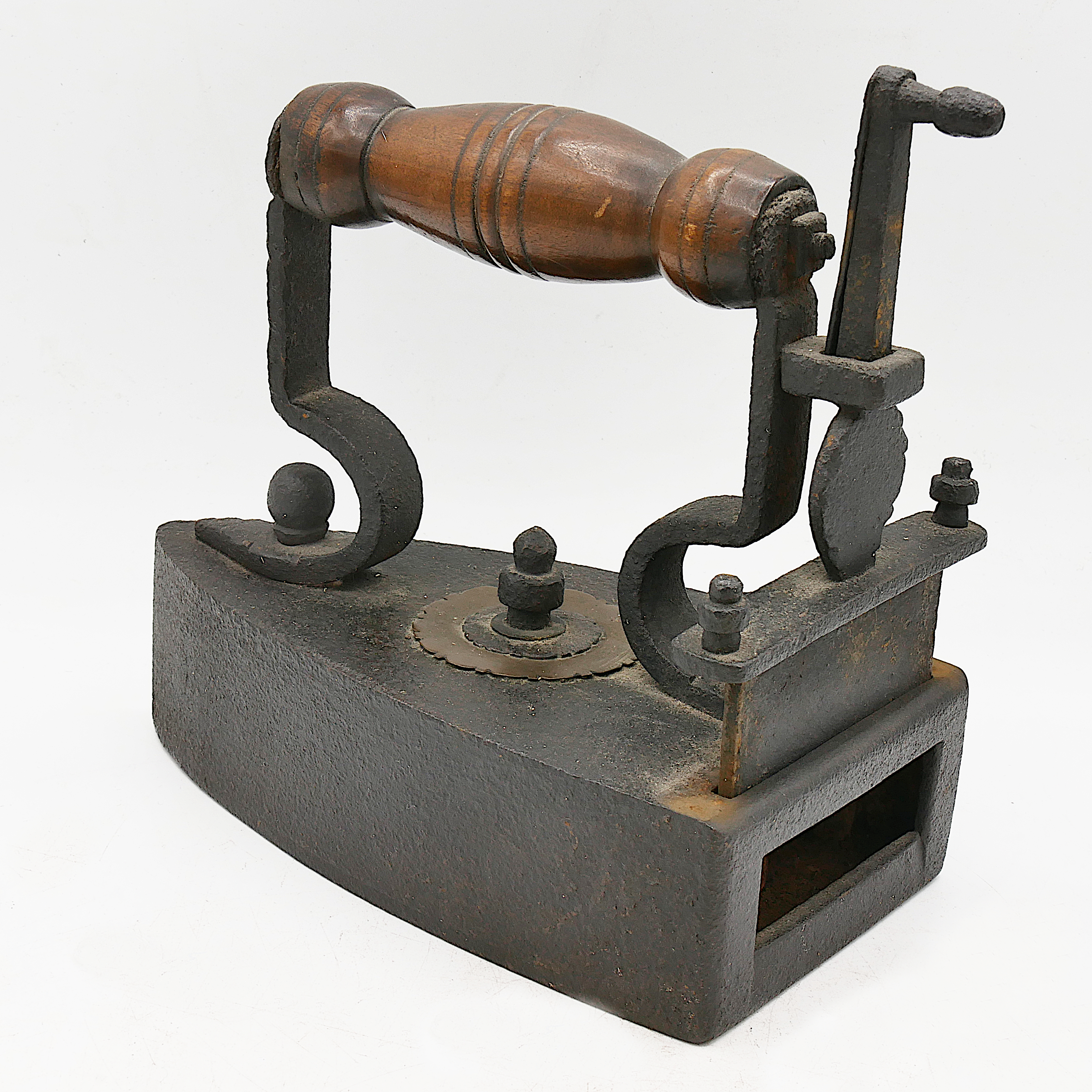
Kunstvoll verziertes Kasteneisen
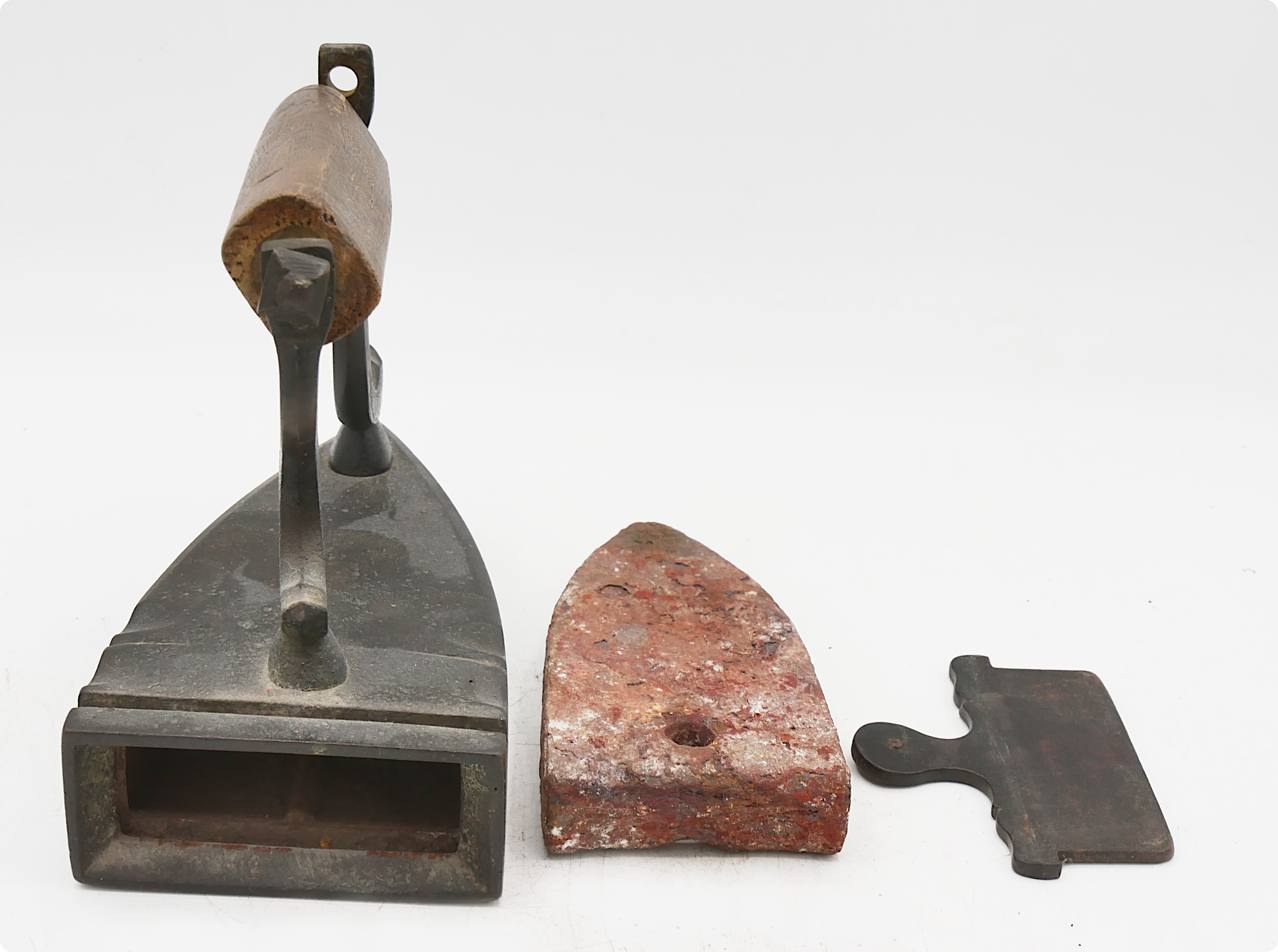
Kasteneisen mit Holzgriff und Bolzen
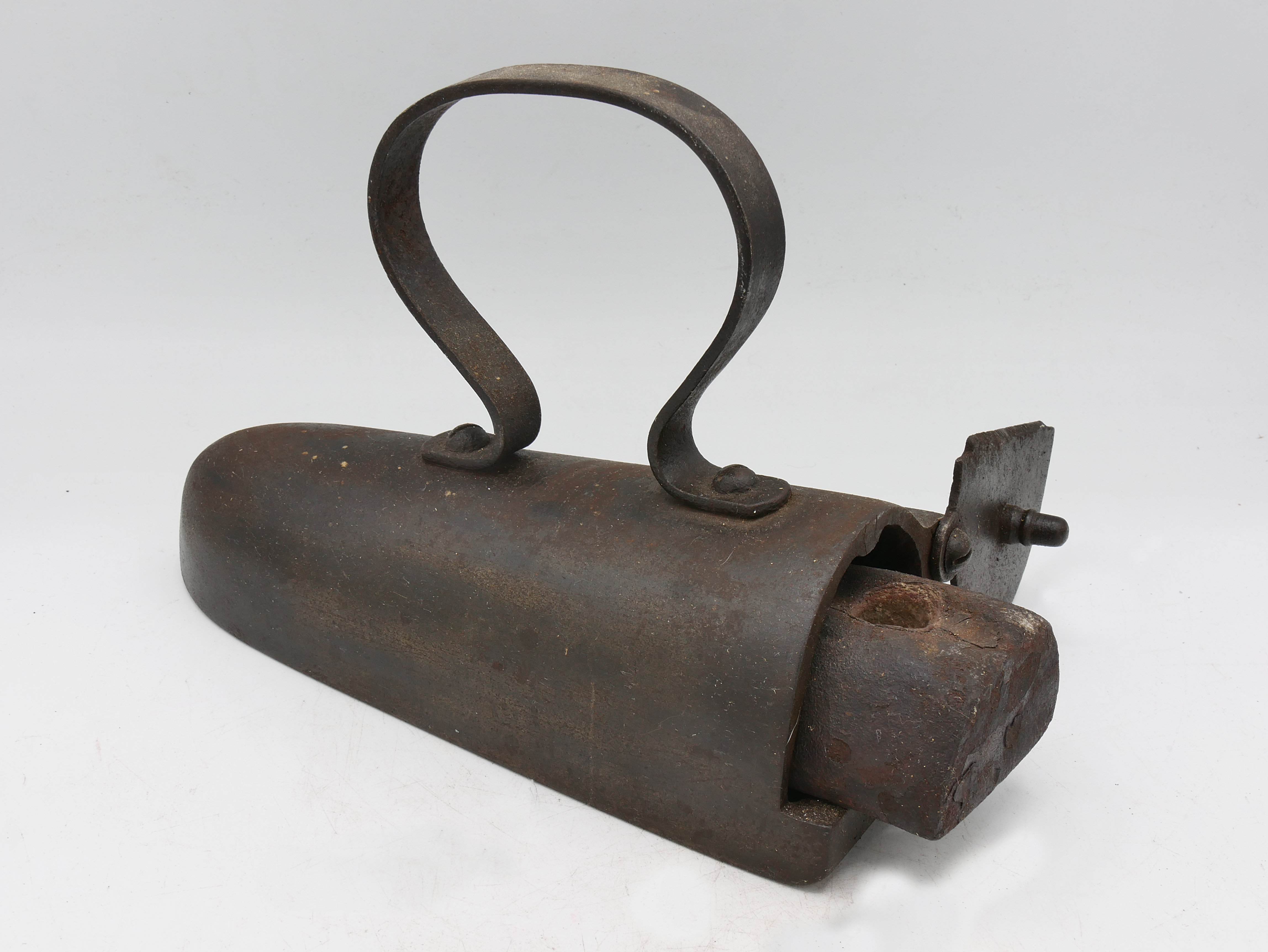
Ochsenzungenbügeleisen
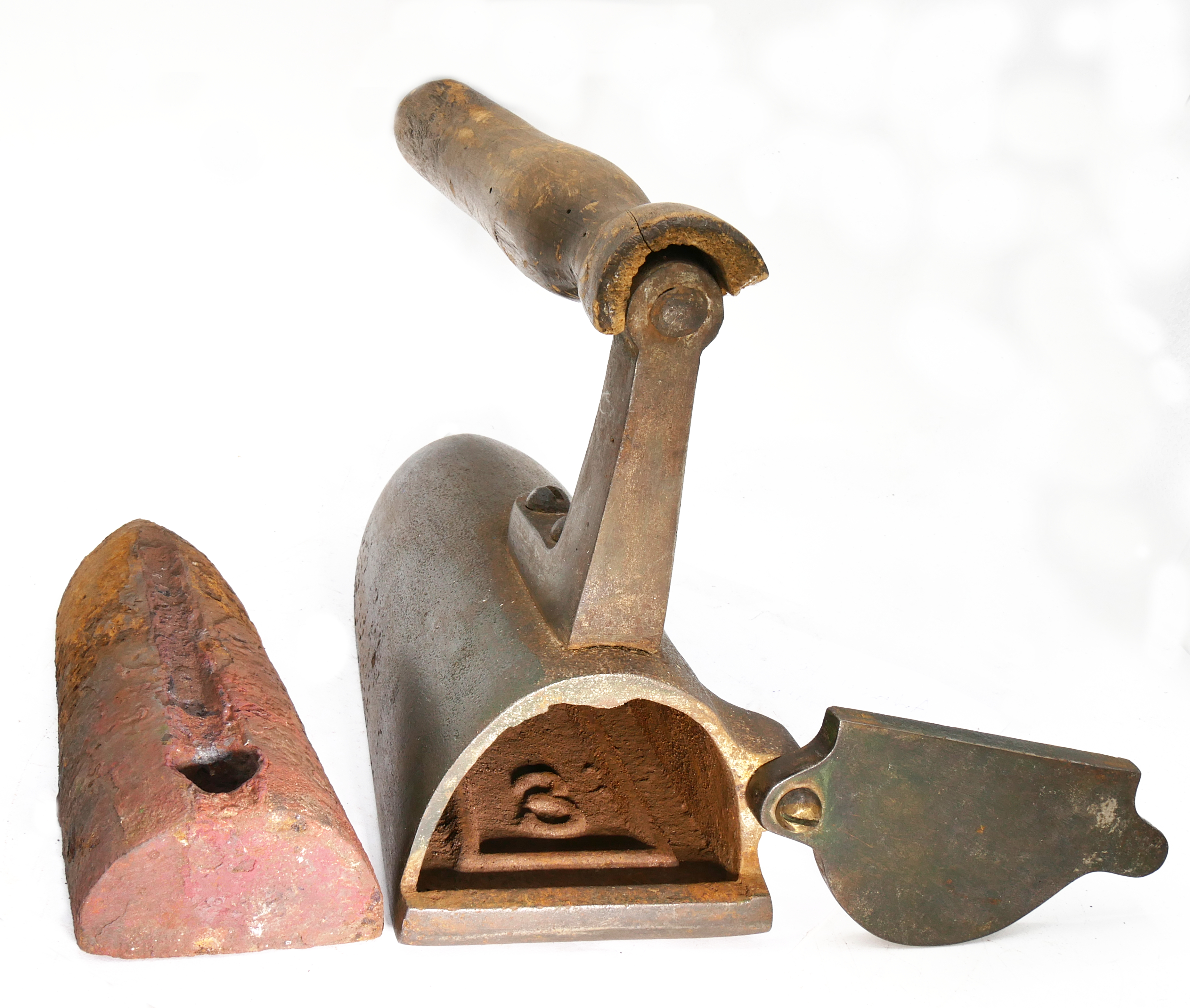
Ochsenzungenbügeleisen und Bolzen
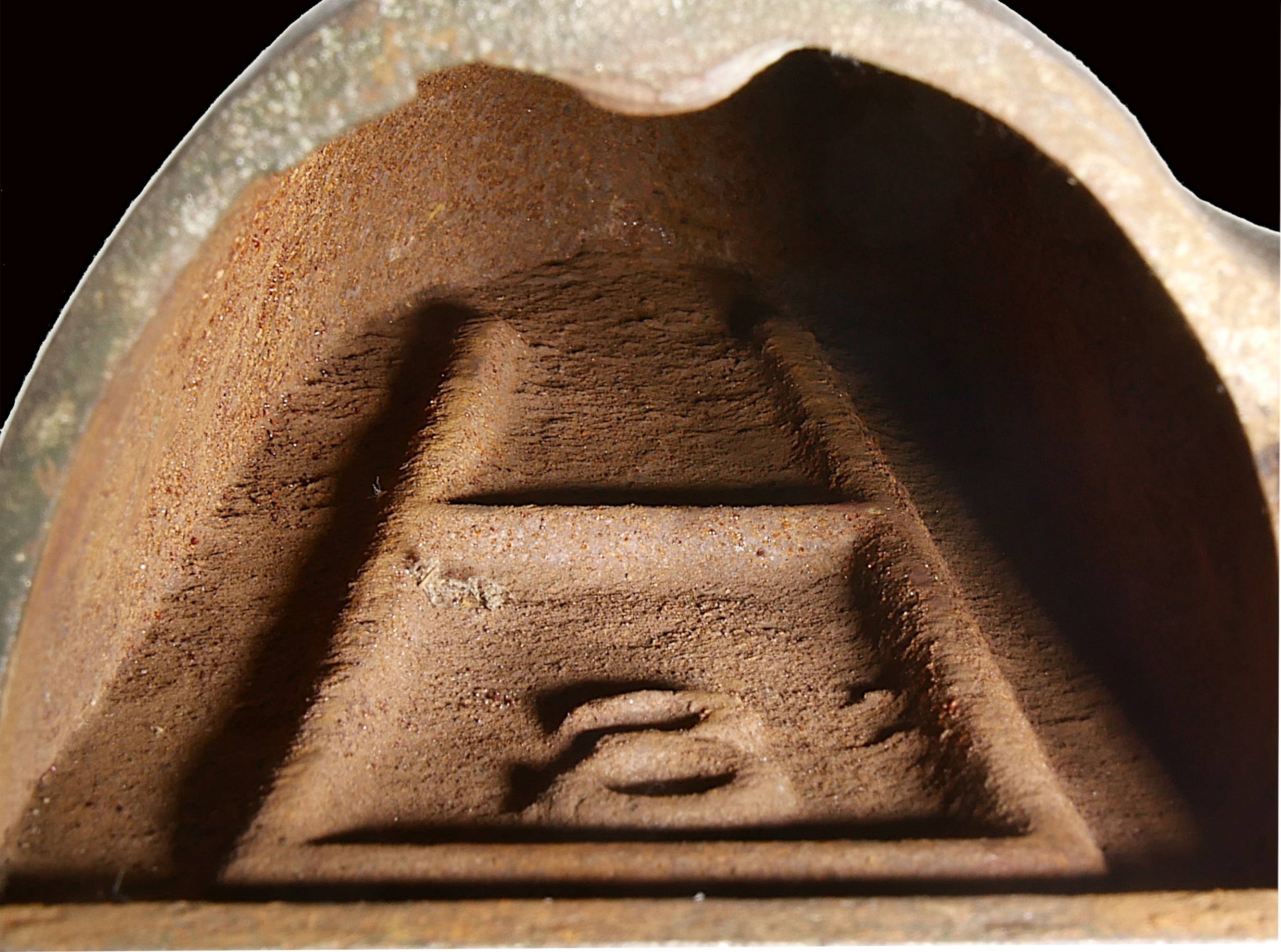
Das Innere eines Ochsenzungenbügeleisens

### Asbestbügeleisen
Die Grundanforderung des Asbestbügeleisens (original „asbestos sad iron“) ist es, die Hand der Büglerin vor der Hitze des darunterliegenden Eisens zu schützen.
Das Bügeleisen besteht aus zwei Teilen: dem Kern aus vernickeltem Gusseisen und der Haube mit Halterungen aus vernickeltem Eisenblech sowie einem schwarzen Holzgriff. Zu einer Haube gehörten meist mehrere Kerne, die abwechselnd zum Bügeln genutzt werden konnten. Die anderen Kerne standen dann zum Aufheizen auf dem Ofen. Die früheren Eisen besitzen ein Hakenschloss, die späteren einen Schließmechanismus mit einem Bügel. Die Haube war innen an der Decke und den Seitenwänden mit Asbest ausgekleidet. Alternativ wurde vor der Benutzung des Bügeleisens eine dünne Asbestmatte auf und um den Kern gelegt und die Haube über diese gestülpt. Somit war die Hand der Büglerin durch eine Asbestschicht geschützt, und die Hitze des Eisens konnte nicht an ihre Hand gelangen. Als angenehmer Nebeneffekt kühlte das Eisen nicht so schnell aus und konnte länger zum Bügeln verwendet werden.
Der Hersteller des Eisens war die 1893 gegründete Tverdahl-Johnson Company in Stoughton (Wisconsin). 1900 wurde diese nach Dover (Ohio) verlagert und in Dover Manufacturing Company umbenannt. Nach anfänglichen Schwierigkeiten bei der Patentzuteilung wurde am 22. Mai 1900 das erste Patent und danach weitere Patente für die verwendeten Technologien erteilt. Das Bügeleisen war in verschiedenen Größen und mit verschiedenem Zubehör erhältlich. Es wurde zu Hunderttausenden von diesem einen Hersteller produziert. Der Niedergang begann mit der bald darauf einsetzenden Elektrifizierung und dem Aufkommen der deutlich unproblematischer zu bedienenden Elektrobügeleisen. Wohl auch deshalb blieb die Verbreitung weitgehend auf die USA beschränkt.
Problematisch war die Belastung der Büglerinnen durch die krebserregenden Asbestfasern. Obwohl Asbestose als Krankheit seit 1900 bekannt war, wurden hierbei die Büglerinnen einem deutlich erhöhten Lungenkrebsrisiko durch die winzigen Asbestfasern ausgesetzt.

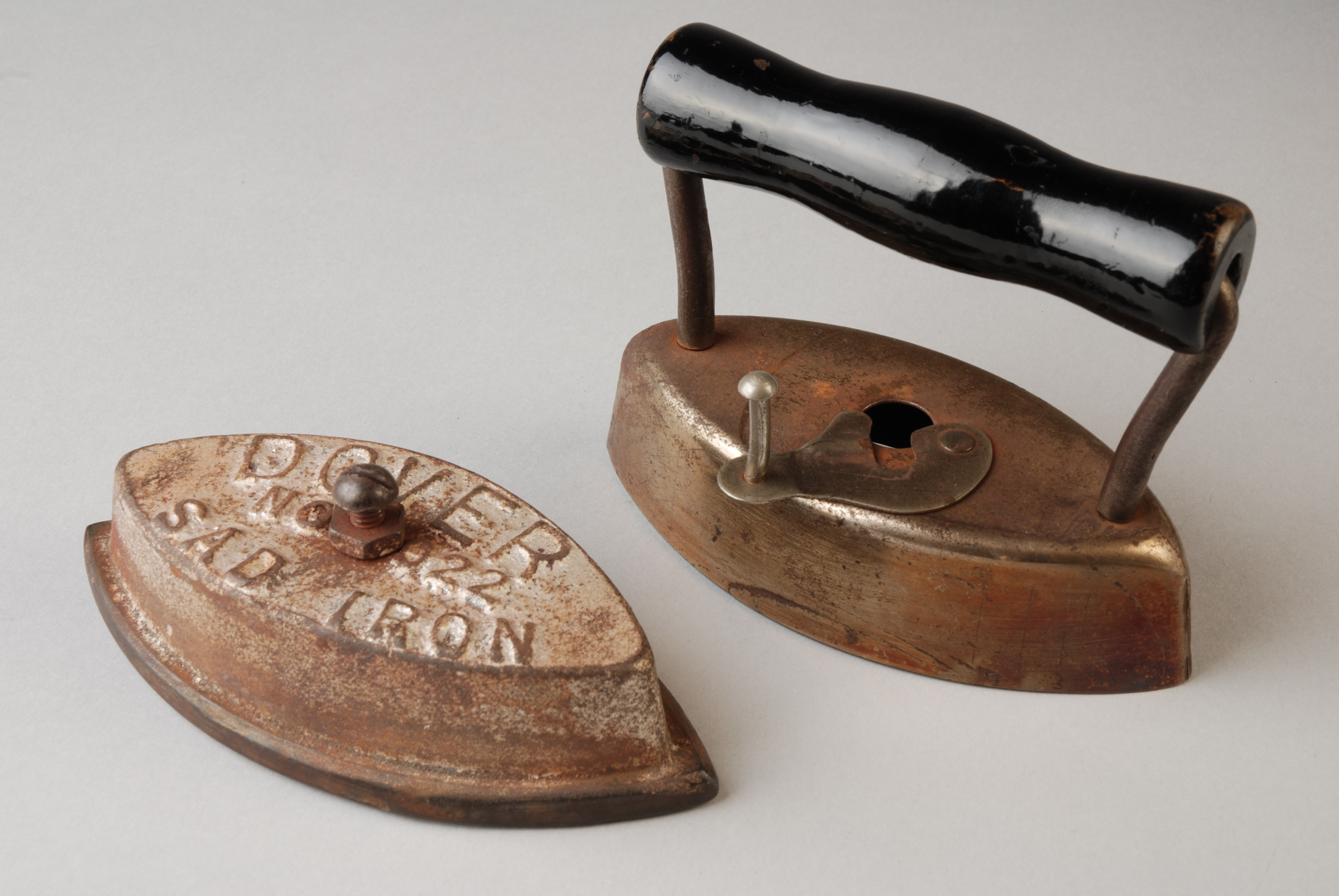
Modell mit Hakenschließe
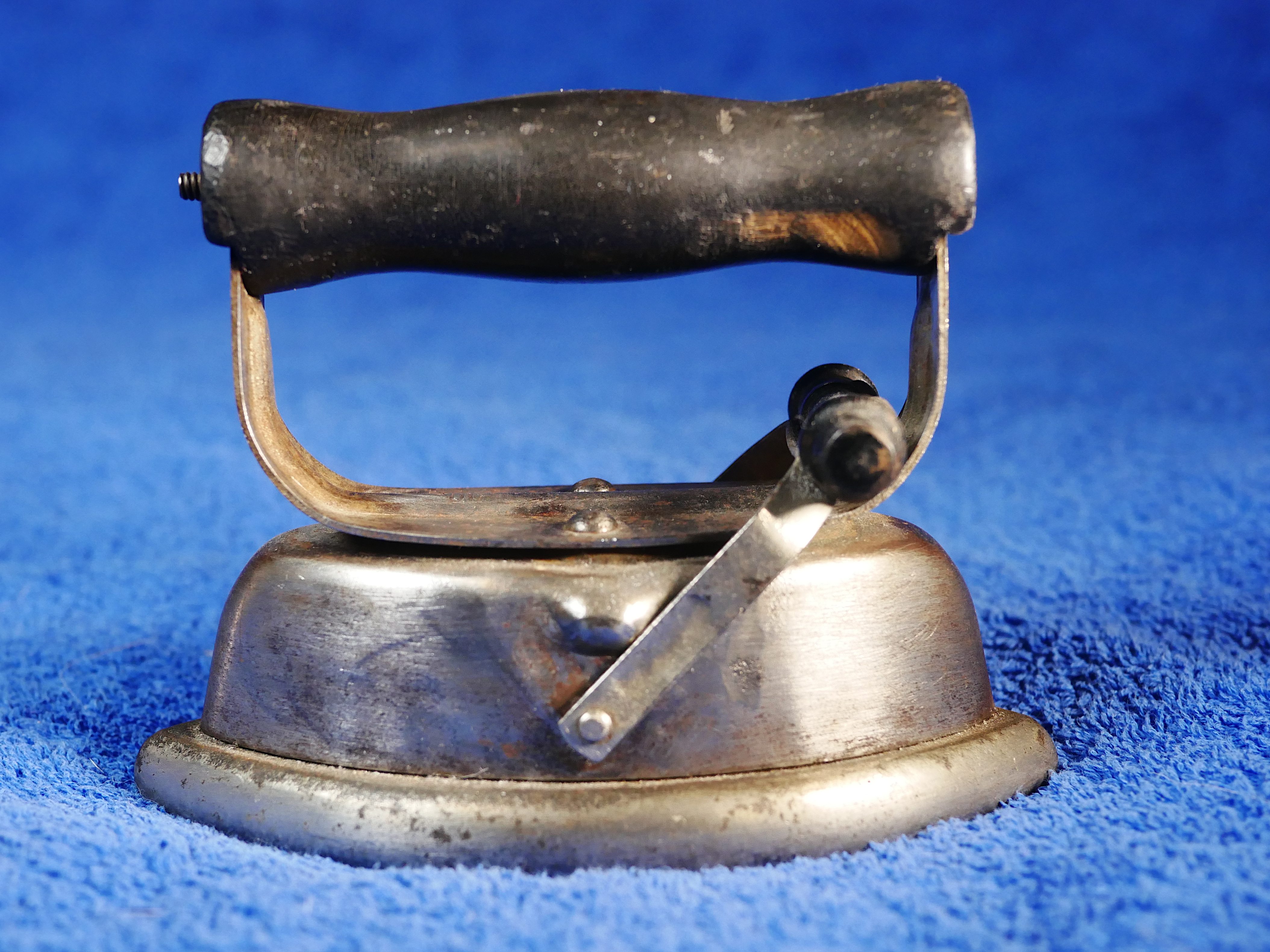
Modell mit Bügelschloss
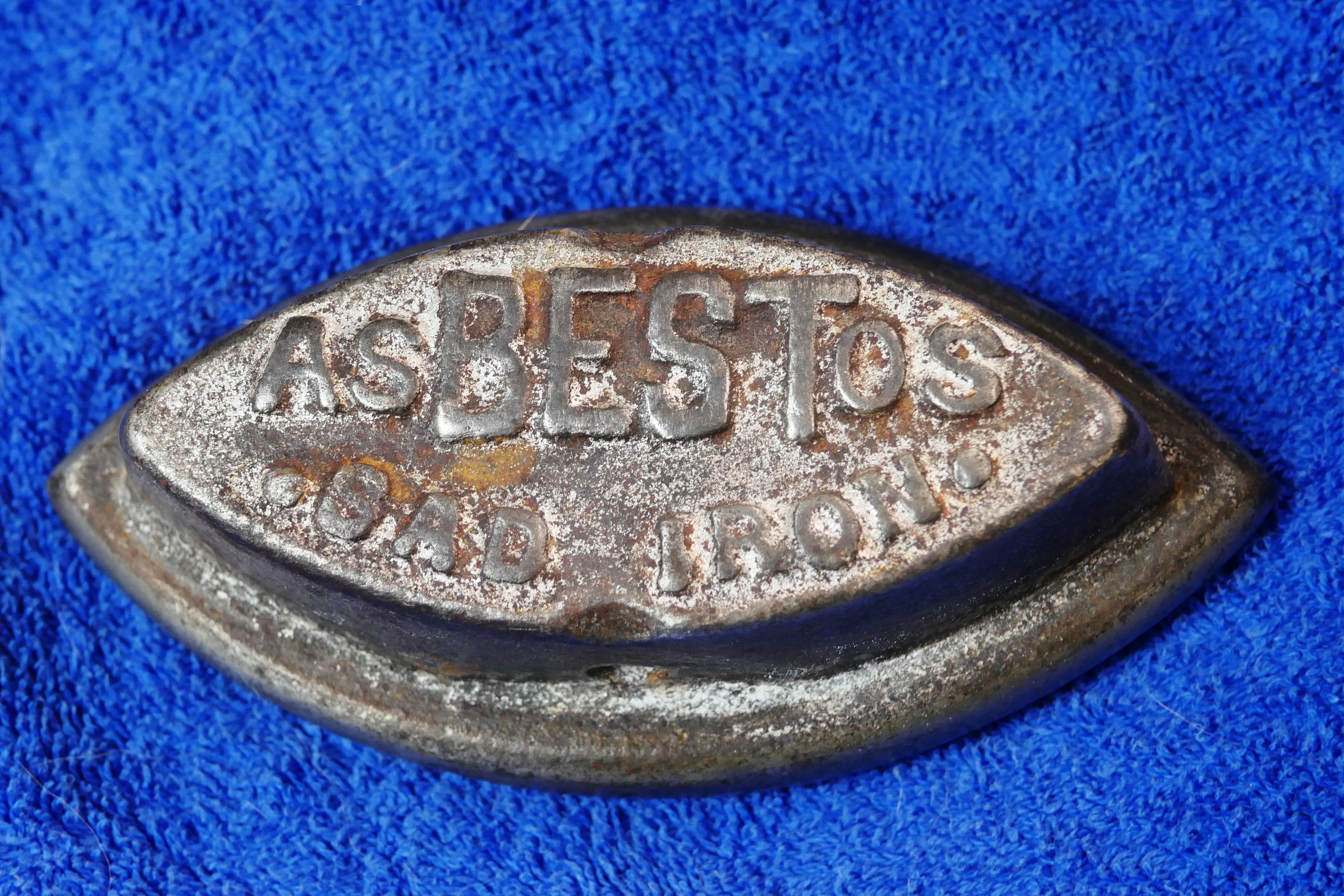
Kern
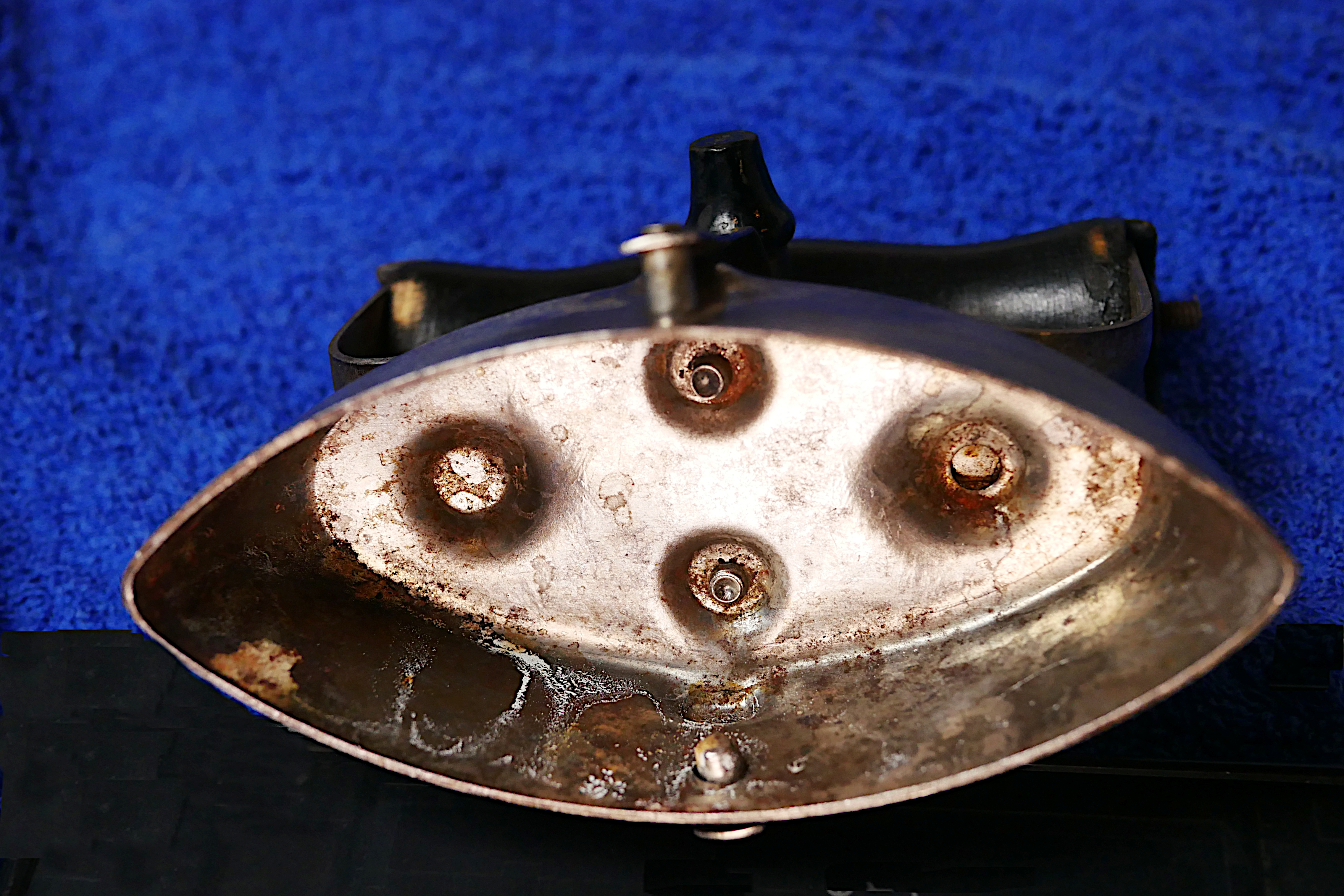
Hülle

### Eisen für spezielle Anwendungen
Neben den bisher vorgestellten Standardbügeleisen gibt es eine Vielzahl von Sondermodellen für spezielle Zwecke. Glanzbügeleisen benutzte man zum Stärken von Kragen, Rüschen und Spitzen, andere Eisen wurden zur Pflege von Billardtischen und zum Bügeln von Spitzen und für viele weitere spezielle Zwecke entwickelt.

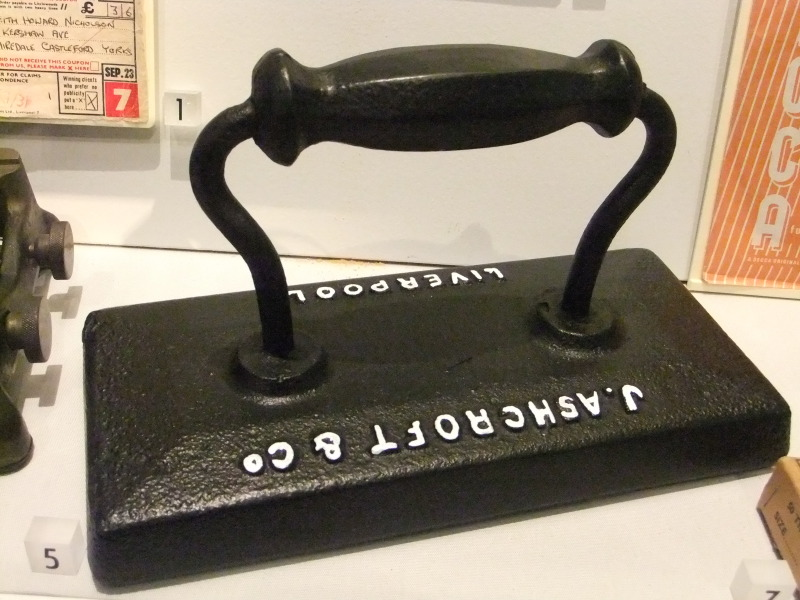
Bügeleisen für Billardtische (England)
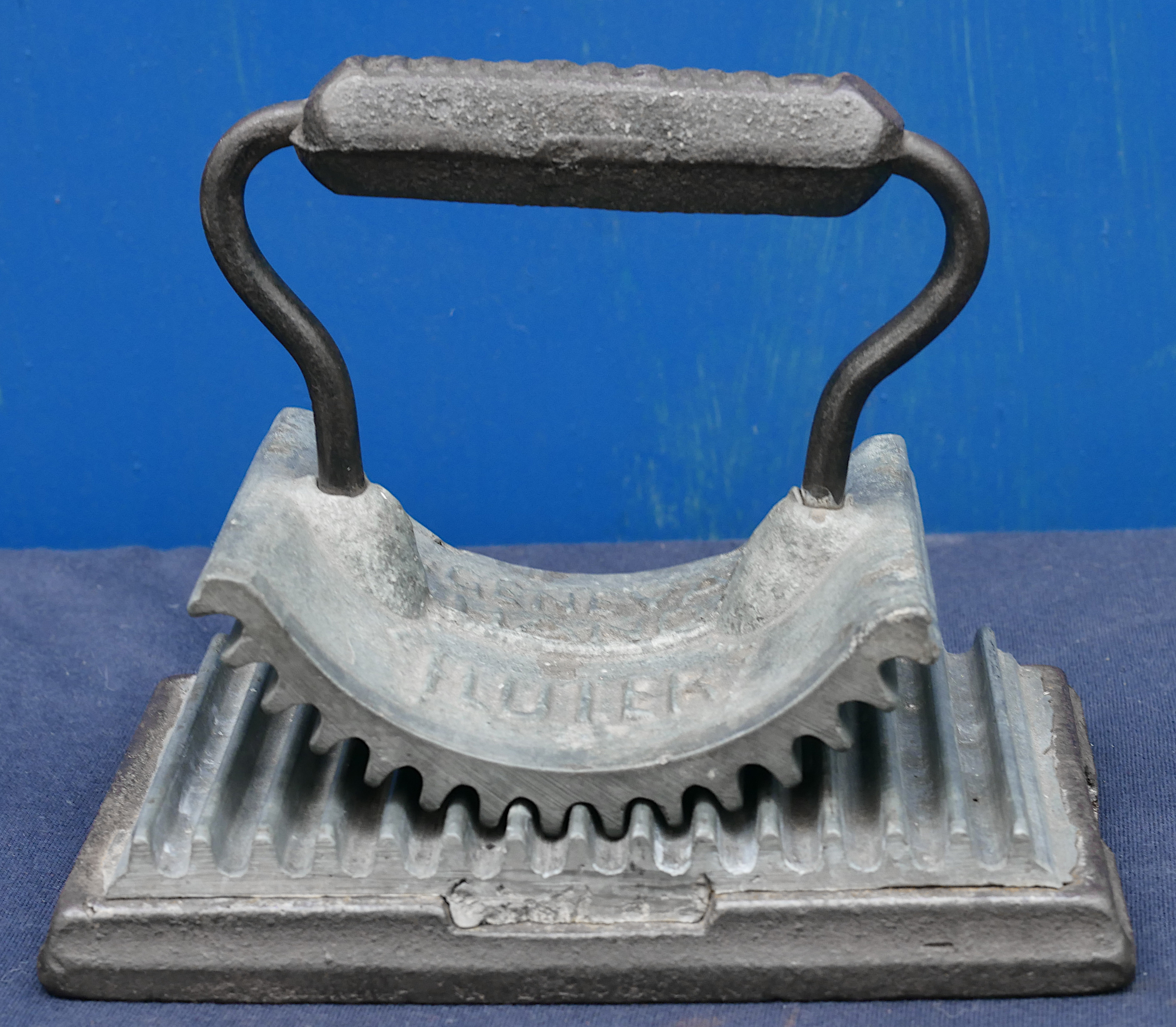
Pliseebügeleisen
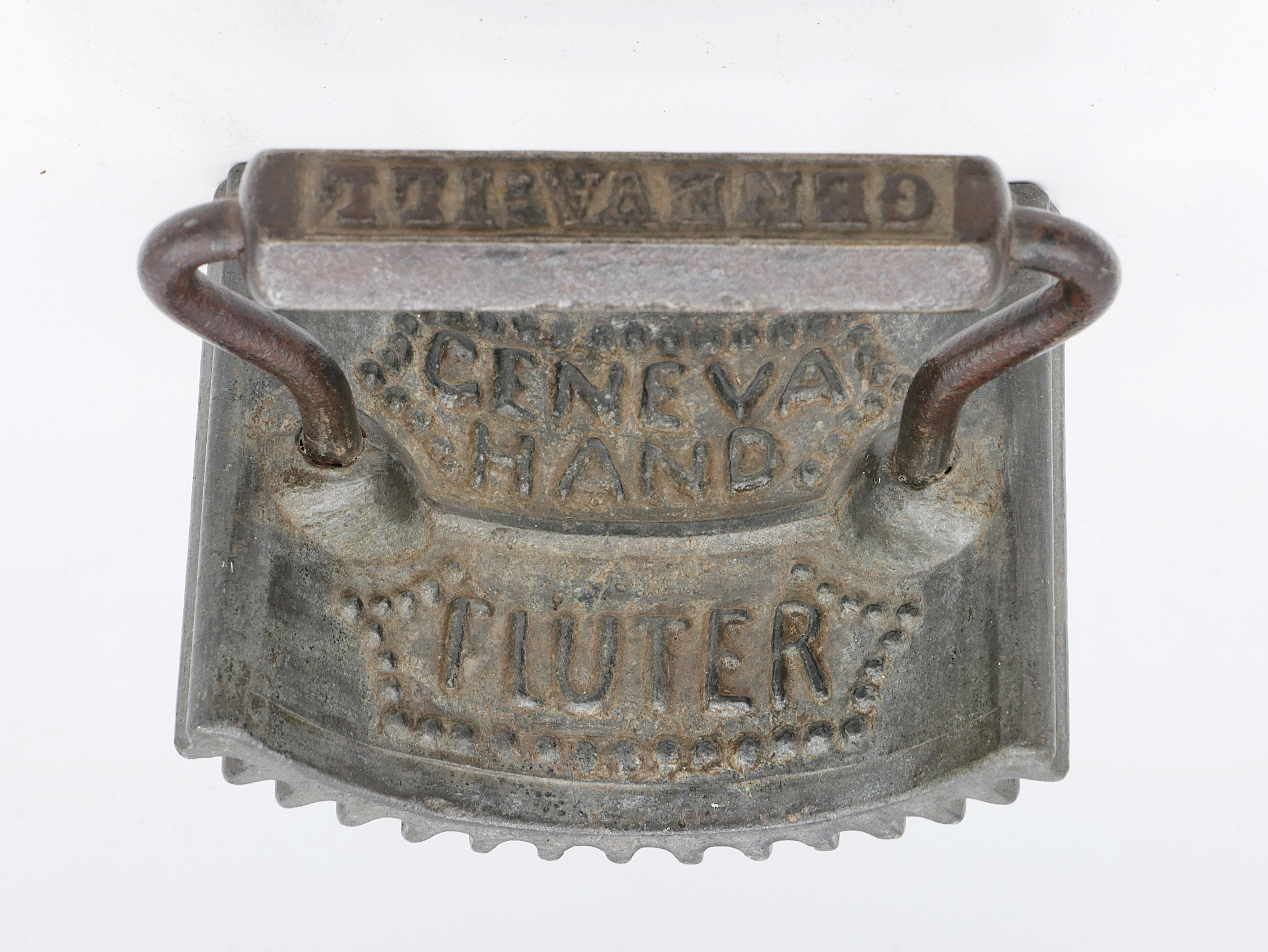
Pliseebügeleisen, oberes Teil
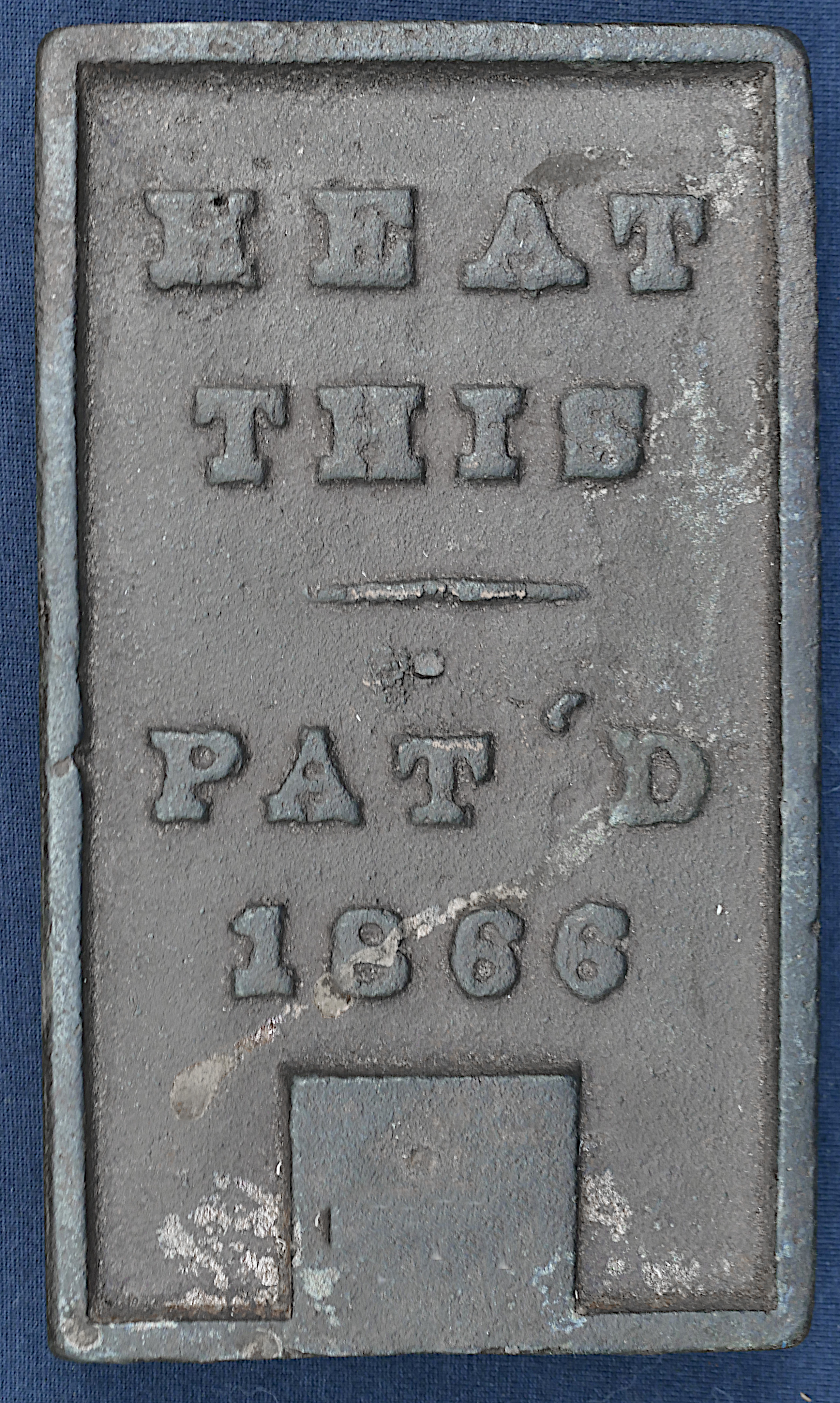
Pliseebügeleisen Rückseite
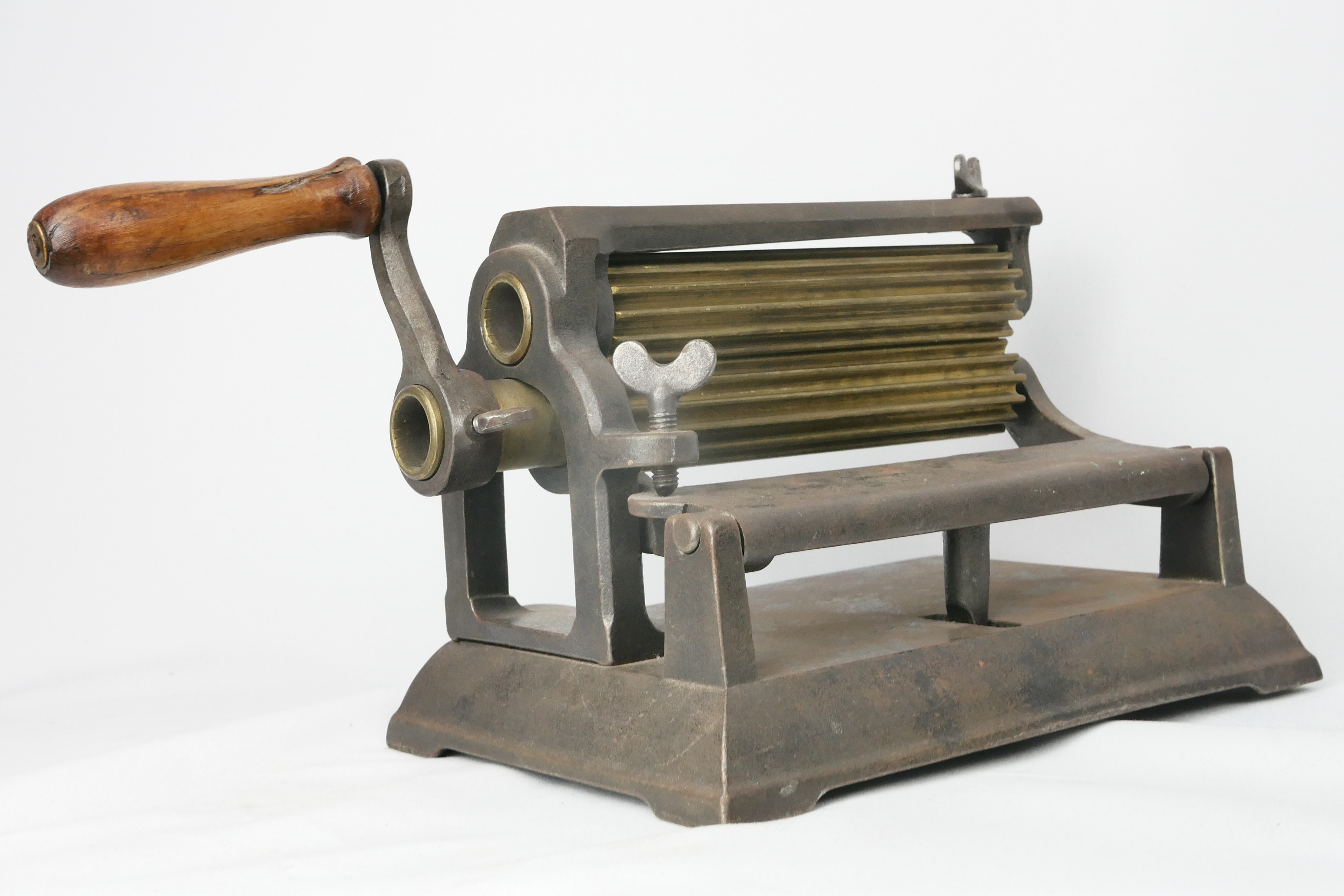
Plisseemaschine
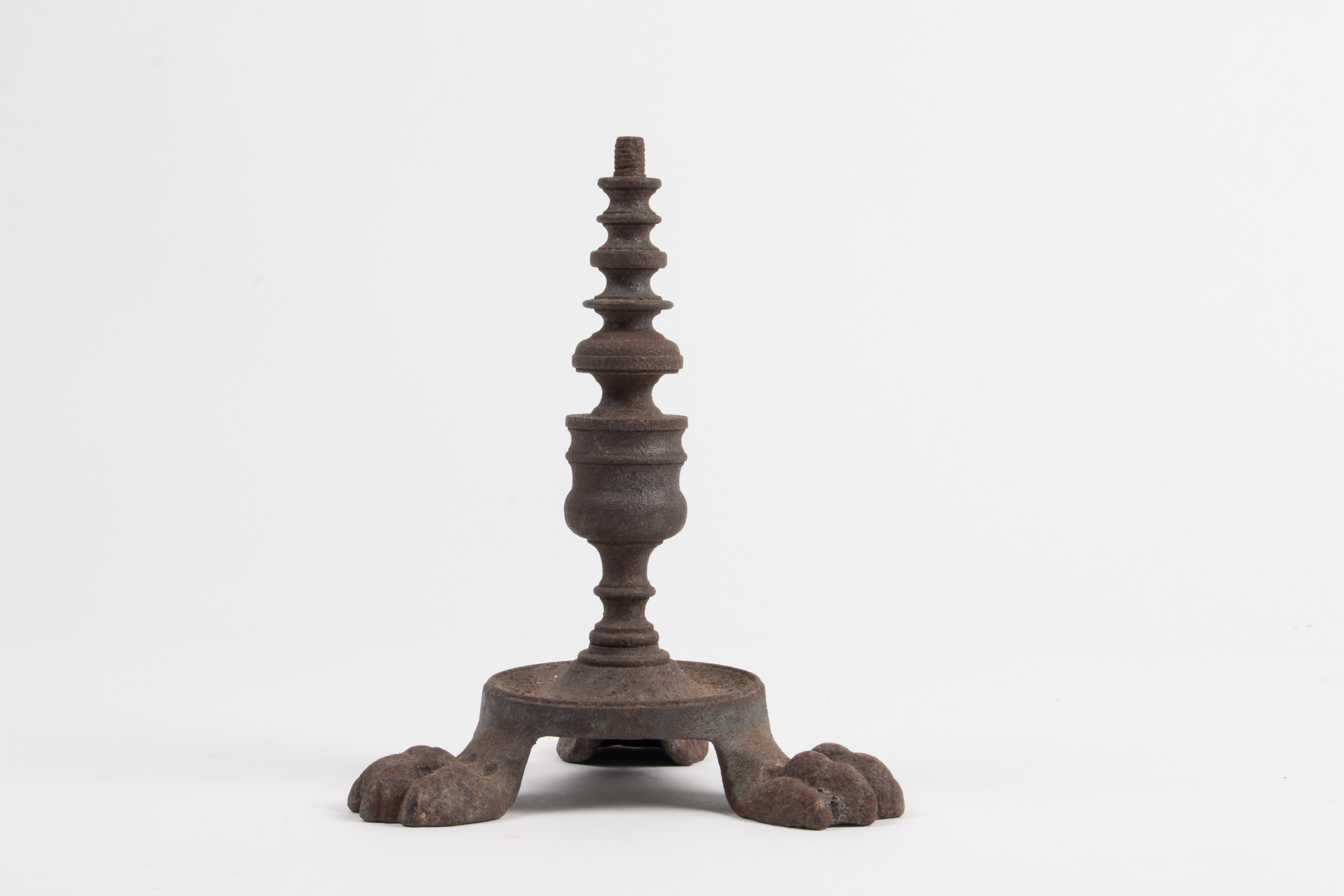
Bügeleisen zum Bügeln von Spitzen (1842)
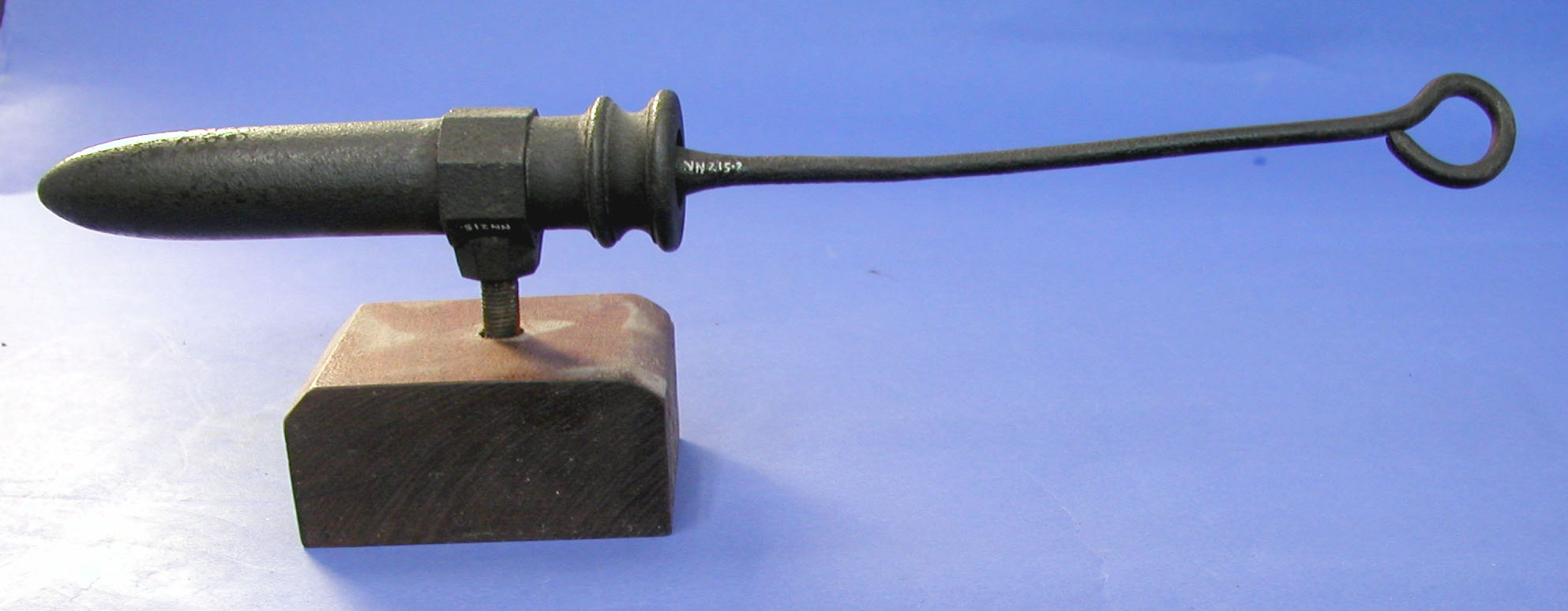
Kleines Glanzbügeleisen zum Stärken von Kragen, Rüschen und Spitzen (Neuseeland)

### Kohle- und Glühstoffeisen
Kohle- und Glühstoffeisen sind Bügeleisen, die nicht extern erwärmt werden, sondern ihre Heizung selber mitbringen. Im späten 19. Jahrhundert wurde das Kohle-Bügeleisen entwickelt, in dessen vergrößerten Hohlraum glühende Kohlen i. d. R. Holzkohlen auf den dort befindlichen Rost gefüllt wurden. Dies ermöglichte ein langes kontinuierliches Bügeln und sollte die Temperatur zu niedrig werden, konnte weitere glühende Kohle nachgefüllt werden. Diese Eisen sind oft künstlerisch gestaltet. Der hölzerne Griff war gerade oder halbrund (letzteres: amerikanisches Modell). Besonders beliebt war es, die Griffstützen bei der Befestigung auf dem Eisen in Delphin- oder Drachenköpfen auslaufen zu lassen. Der Deckel hat auf der Seite Luftlöcher für den Rauchabzug, weiter unten waren „Augen“ genannte Löcher oder eine Reihe mit vielen kleinen Löcherchen (Schweizer Modell) für die Luftzufuhr. Mittels einer Klappe an der Rückseite kann die Asche ausgeleert werden. Kohlebügeleisen wurden in Europa letztendlich durch Elektrobügeleisen verdrängt, spielen in anderen Teilen der Welt, wie z. B. in Indien, aber immer noch eine Rolle.
Dieser Bügeleisentyp hat zwei entscheidende Nachteile: Durch die Löcher kann glühende Holzkohle herausfallen und schwarze Flecken oder noch schlimmer Brandflecken auf der Wäsche verursachen.
Ein noch größeres Problem mit den Kohleeisen besteht darin, dass die Büglerin bei ihrer Arbeit stark von der Hitze und vor allem von den Abgasen beeinträchtigt wird. Zur Verbesserung dieser Situation wurden zwei unterschiedliche Wege verfolgt:
Die eine Idee bestand darin, einen Kamin als Rauchabzug an das Eisen anzufügen. Dieser leitet den Rauch entweder nach hinten oder zur Seite, d. h. zu der Seite, an der die Büglerin nicht steht. Deshalb wurden auch verschiedene Modelle für Links- und Rechtshänderinnen angeboten.
Die andere Idee führte zur Entwicklung des Glühstoffbügeleisens. Dieses ist im Prinzip ein großes Kohlebügeleisen ohne Rost und mit an der Seite im Inneren angegossenen Rippen und kleinen Löchern oder einem Lüftungsschlitz ganz unten an den Seitenwänden. Verfeuert wurde sogenannter Glühstoff, ein Holzkohlebrikett, das herstellerspezifisch mit diversen Zusatzstoffen angereichert wurde. Es verspricht 10 Stunden Brenndauer, frei von Rauch, Geruch und Staub. Diese Vorteile wurden auch in vielen Werbeanzeigen deutlich herausgestellt. Die Zeit der Herstellung von Glühstoffbügeleisen reicht vom letzten Drittel des 19. Jh. bis etwa 1930. Danach wurden sie endgültig von Elektrobügeleisen verdrängt.

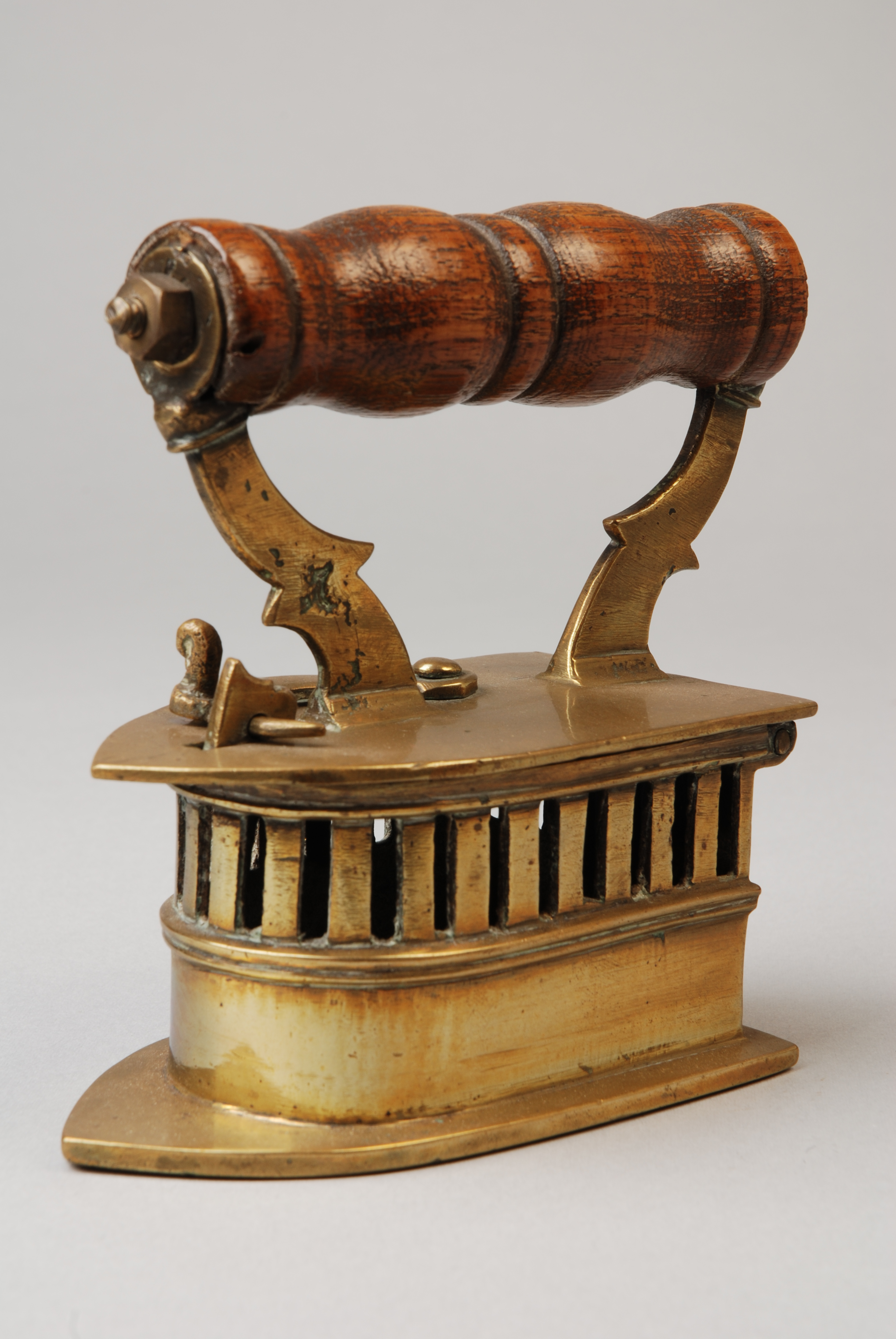
Kohlebügeleisen aus Messing
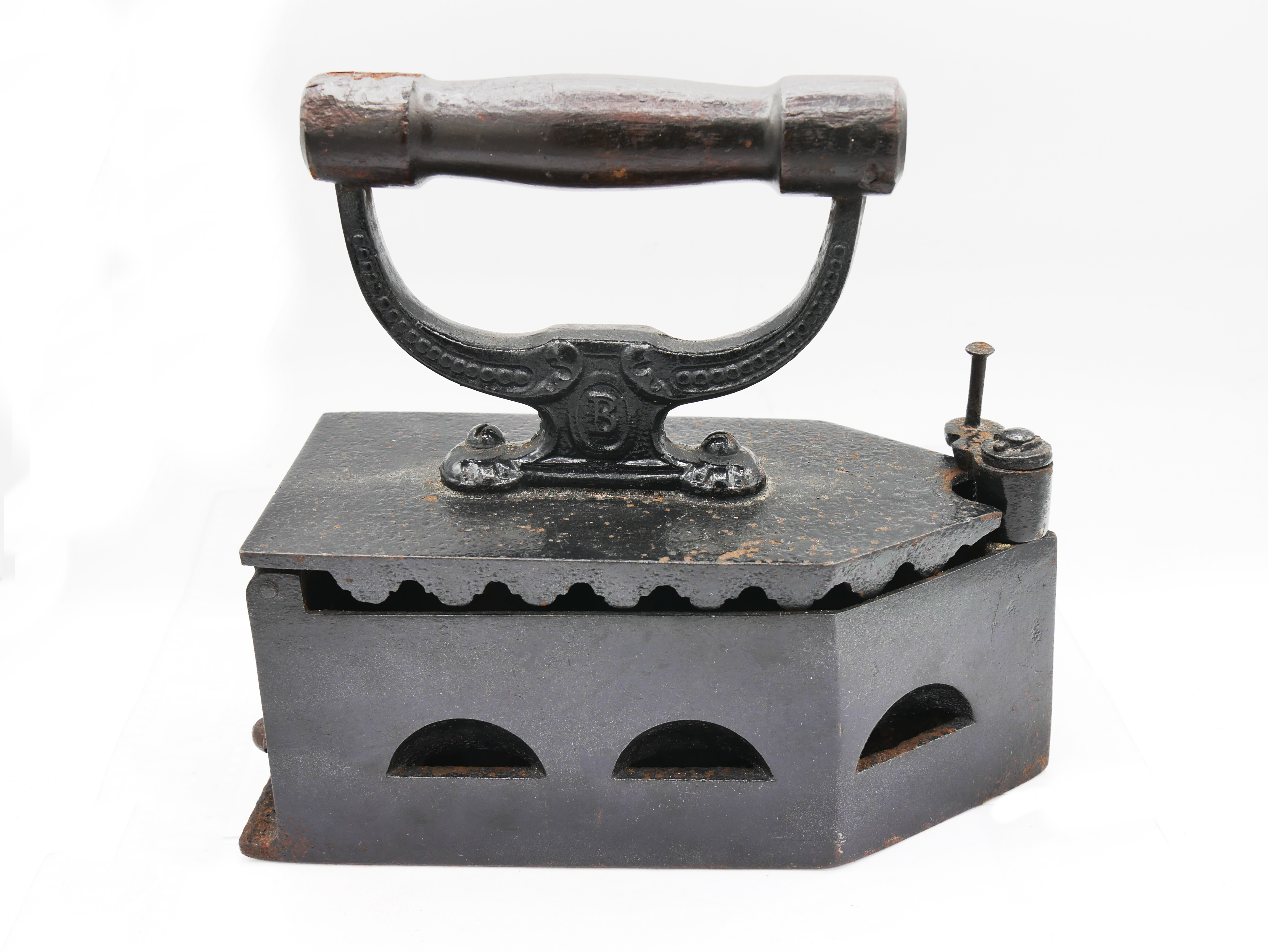
Kohlebügeleisen mit 2 mal 3 Augen
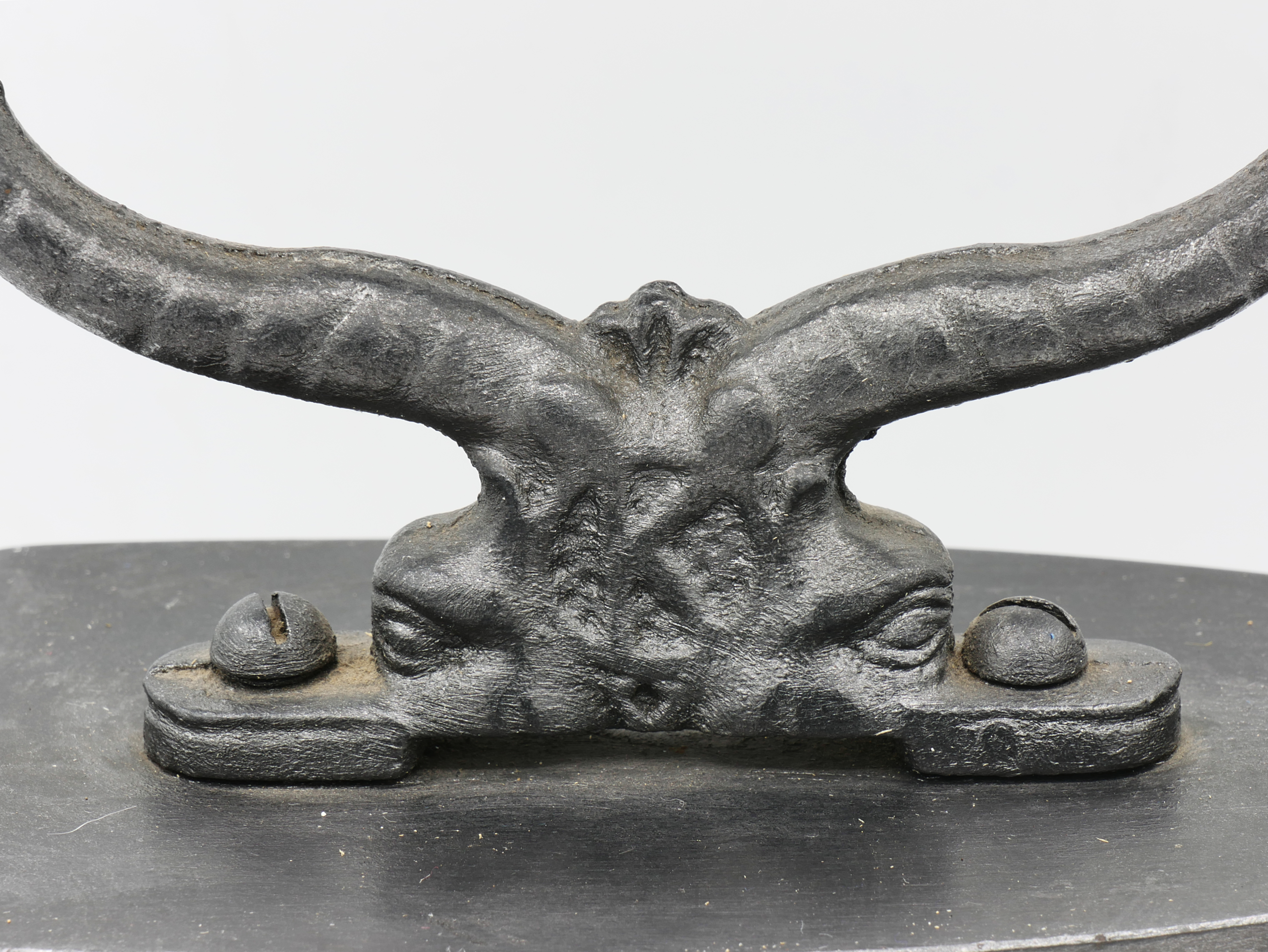
Delphinköpfe an der Unterseite der Bügel eines Kohlebügeleisens
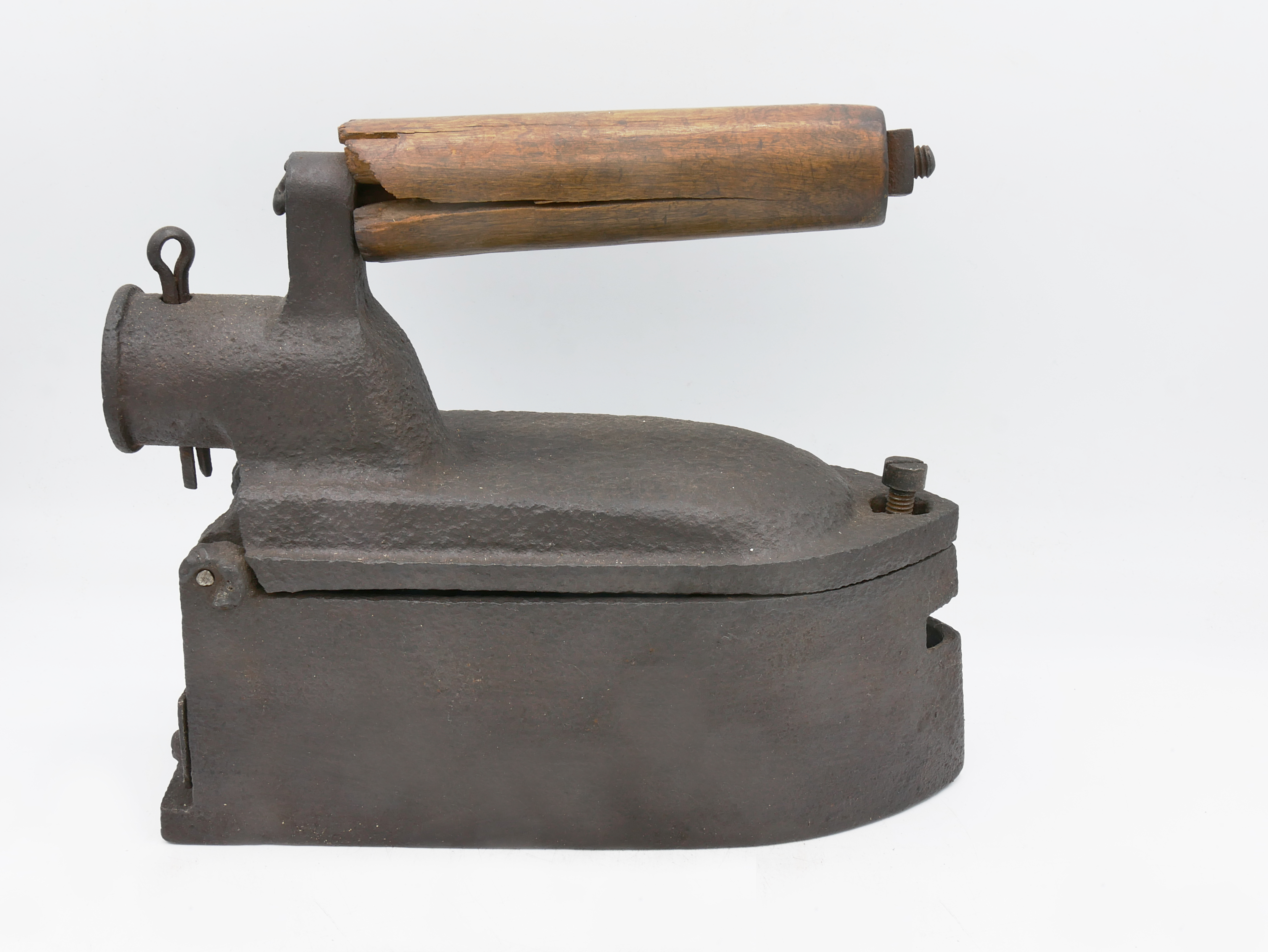
Kohleeisen mit Schornstein nach hinten
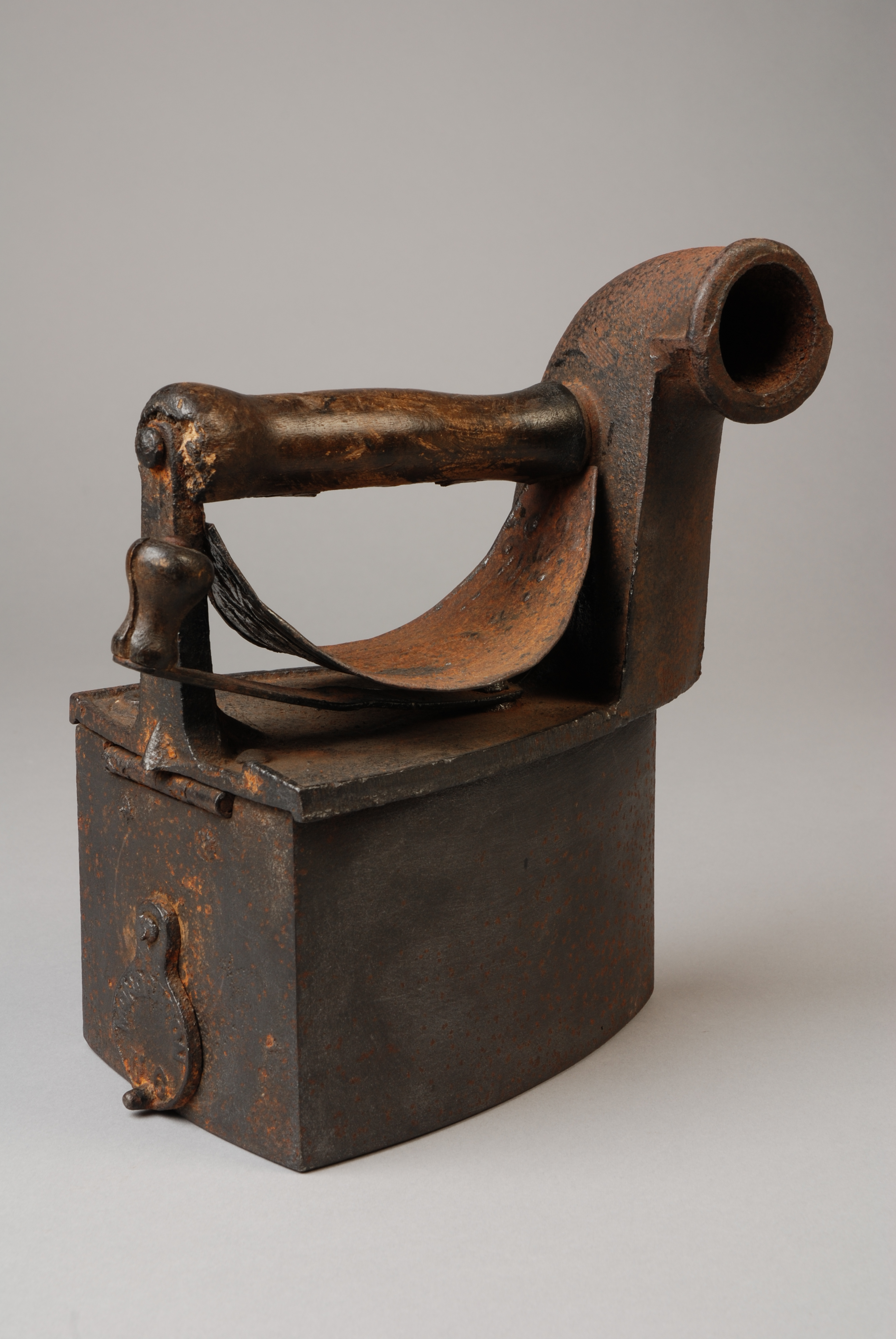
Kohlebügeleisen mit Schornstein
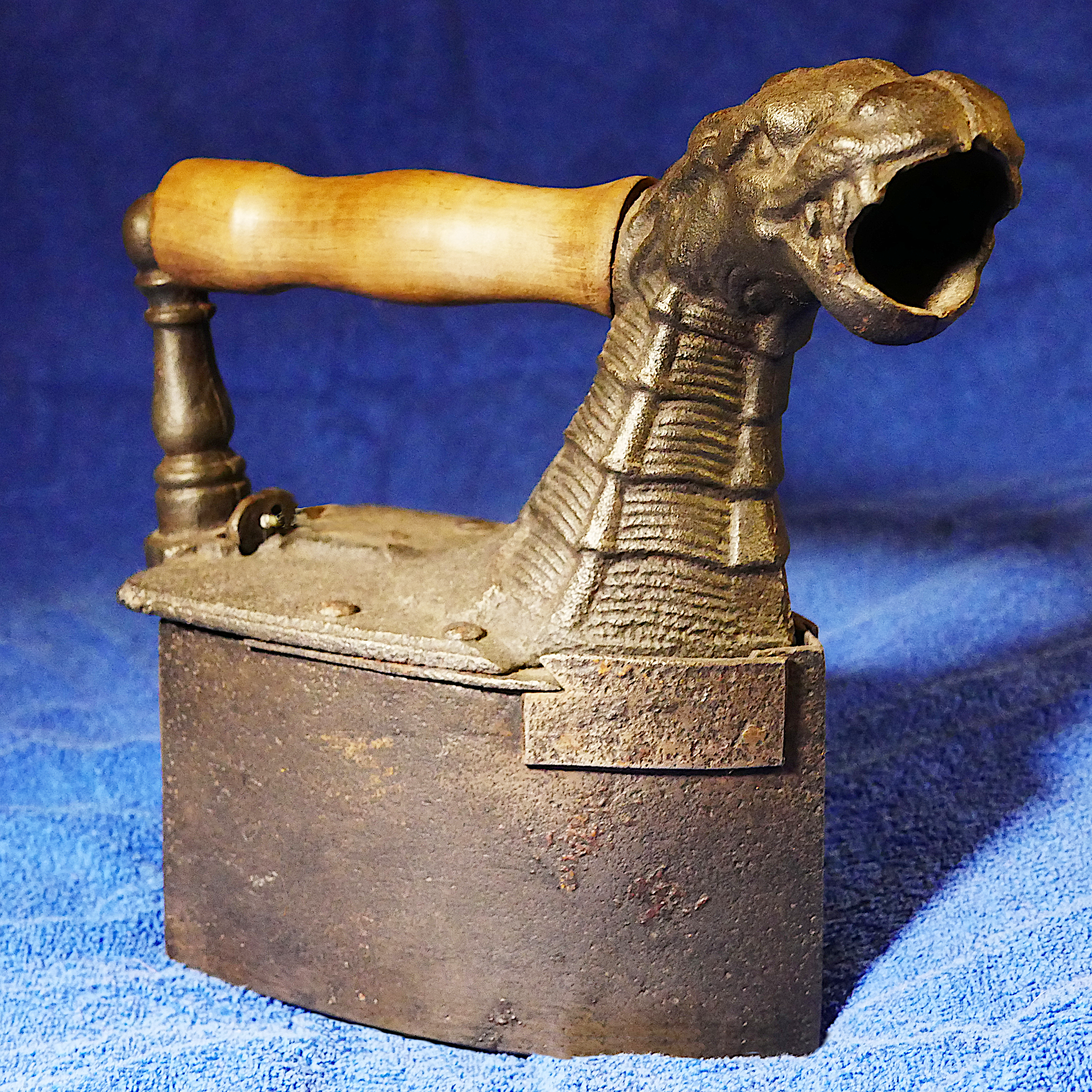
Kohlebügeleisen mit Drachenkopf
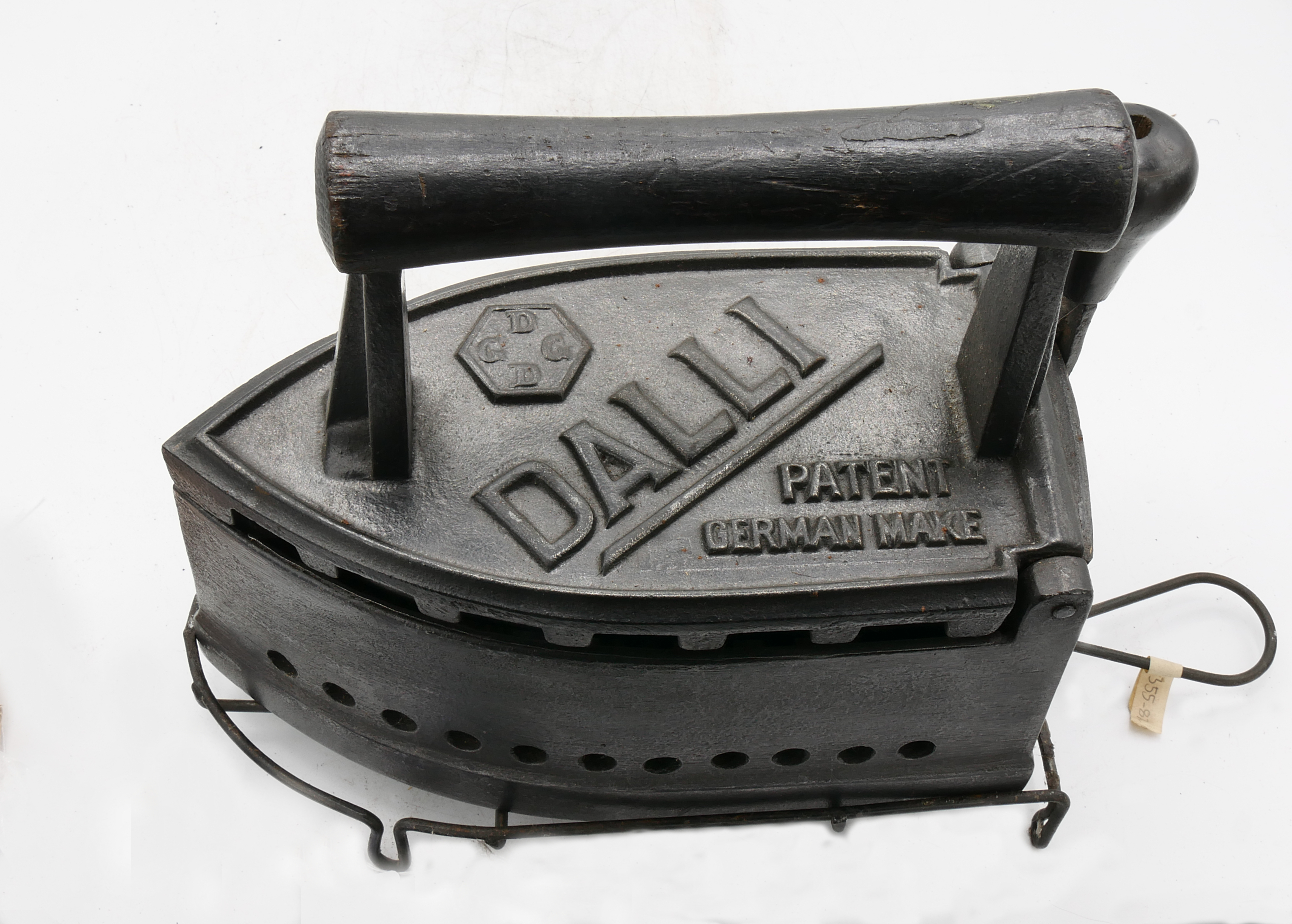
Glühstoffbügeleisen Dalli
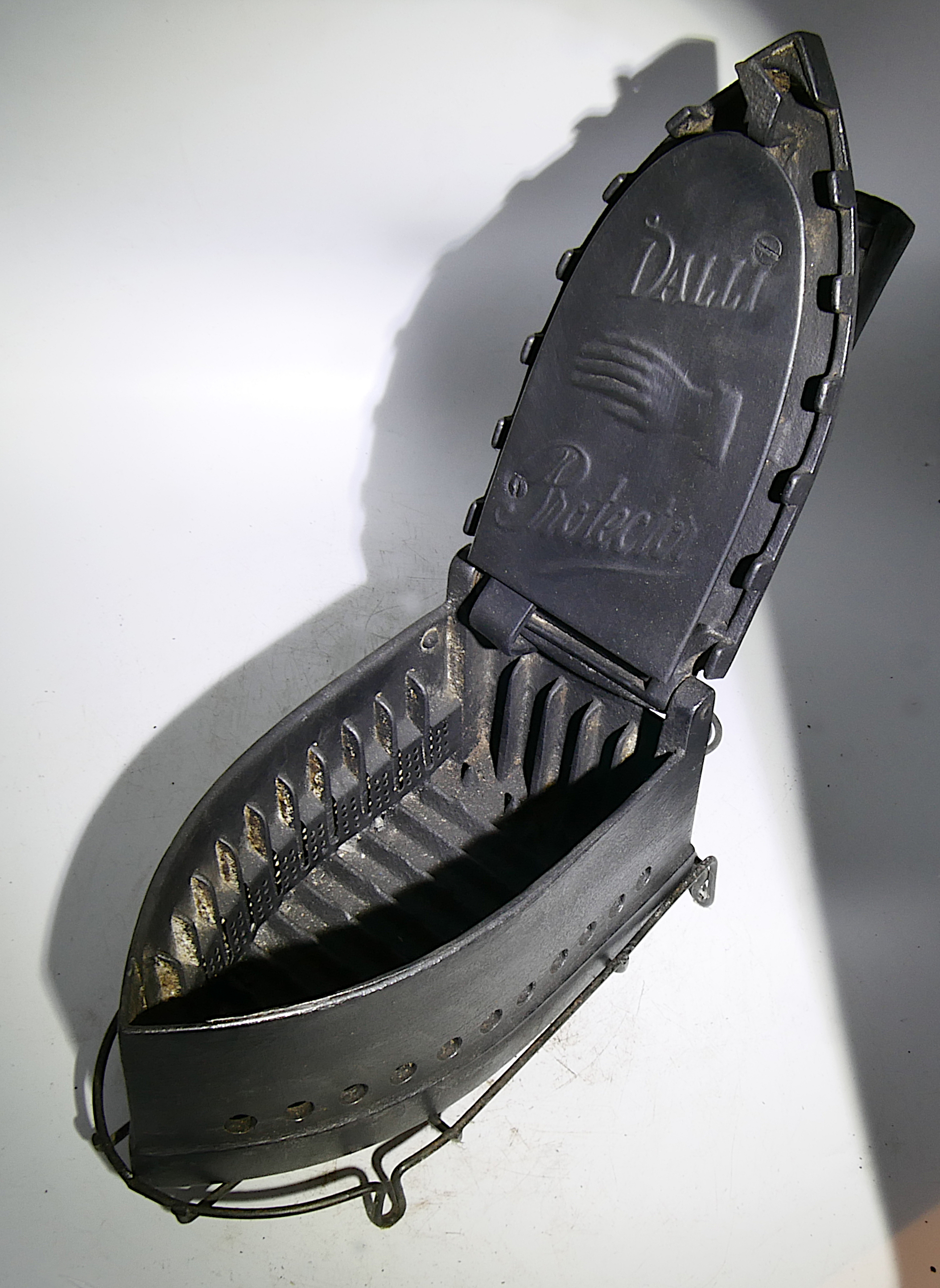
Glühstoffbügeleisen Dalli innen

### Spiritus- und Gasbügeleisen
Spiritusbügeleisen wurden zwischen 1850 und 1940 hergestellt. 1856 kam ein erstes Exemplar aus der USA nach Deutschland. Hatten die ersten Exemplare noch die Form von Kohleneisen, so bekamen sie im Laufe der Entwicklung einen schlankeren Körper und eine verchromte oder vernickelte Oberfläche. Sie besitzen einen Tank der außerhalb des Eisens, der meist hinter diesem liegt und in den der Spiritus eingefüllt wird. Ein Docht führt vom Tank zum schmalen, röhrenförmigen Heizkörper im Inneren des Eisens. Dort wird der Spiritus vergast und in 6–12 winzigen Löchern verbrannt. Der Heizkörper kann herausgezogen werden und wird normalerweise außerhalb des Eisens angezündet. Insgesamt ist ein Spiritusbügeleisen relativ schwierig zu bedienen, und kompliziert zu starten. Vielleicht ist das der Grund, warum trotz viel Werbung der ganz große kommerzielle Erfolg ausgeblieben ist.
Die Geschichte der Gasbügeleisen beginnt in den 1920er Jahren als viele größere Gemeinden ihr Stadtgasnetz ausbauten. Vor der Verwendung im Bügeleisen musste das Gas mit Luft gemischt werden, um einen maximalen Brennwert zu erzielen. Der erste technologische Ansatz war Bügeleisen an einem externen Brenner zu erhitzen. Da diese Verfahren sich als sehr energieineffizient herausgestellt hat und zudem der Geruch des (giftigen) Gases sehr unangenehm war und nicht zuletzt als störend bei der Arbeit empfunden wurde, wurden andere Lösungsmöglichkeiten gesucht.
Die Idee war das Bügeleisen direkt an die Gasleitung anzuschließen. Zuerst mit zwei Schläuchen für Gas und Luft. Das Mischen erfolgte im Bügeleisen. Diese Technik wurde von einem Einschlauchsystem abgelöst bei dem ein Kompressor ein zweckmäßiges Gas-Luft-Gemisch erzeugte und das zudem geruchlos arbeitete. Bügelstuben verwendeten oft oben an einer Laufkatze hängende Bügeleisen. Dennoch blieb bei den durch die Bügelbewegungen oft undicht gewordenen Schläuchen eine latente Vergiftungs- und Explosionsgefahr, was einen Wechsel auf elektrische Bügeleisen stark begünstigte.

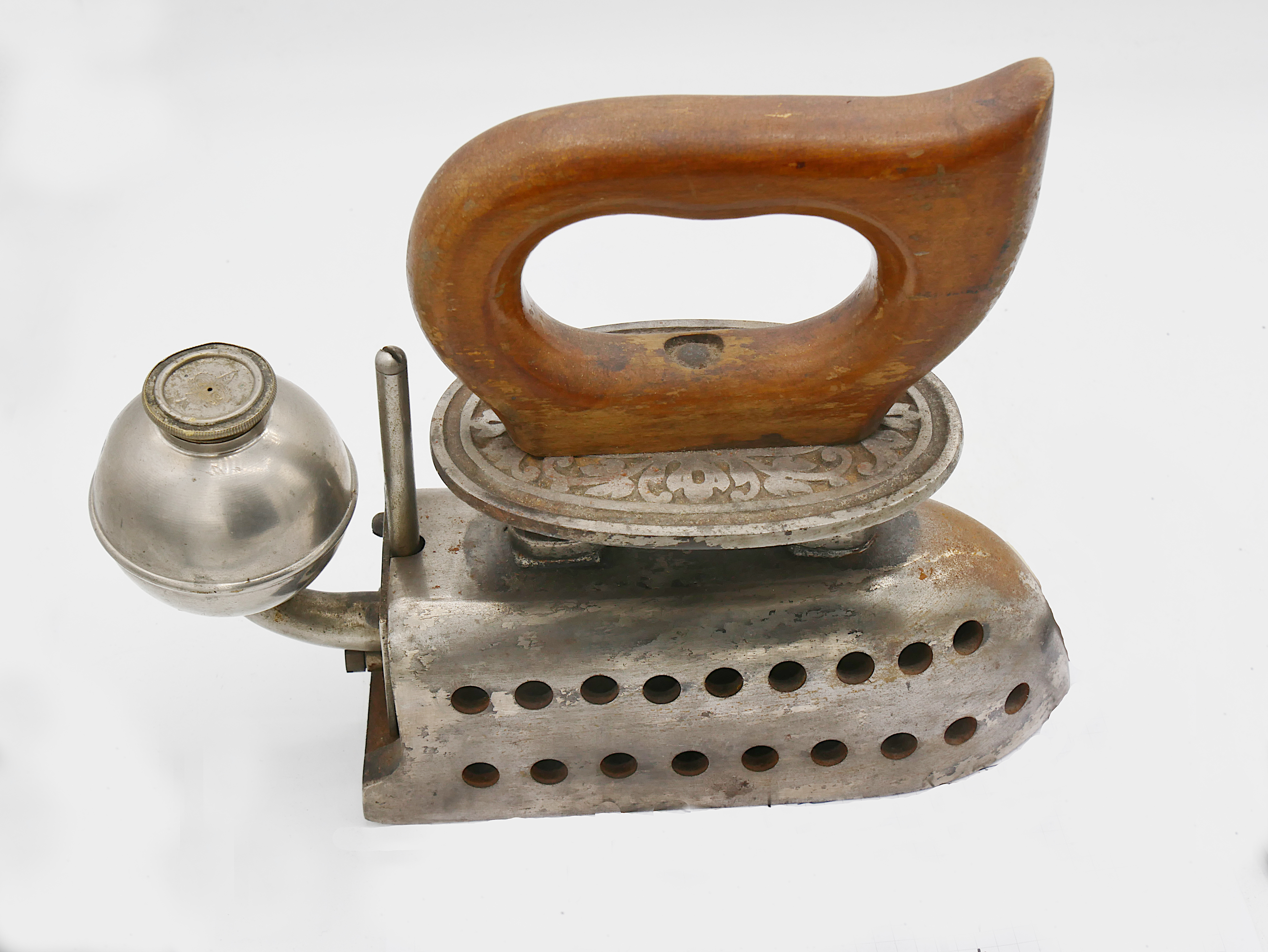
Bügeleisen  zum Betrieb mit Brennspiritus
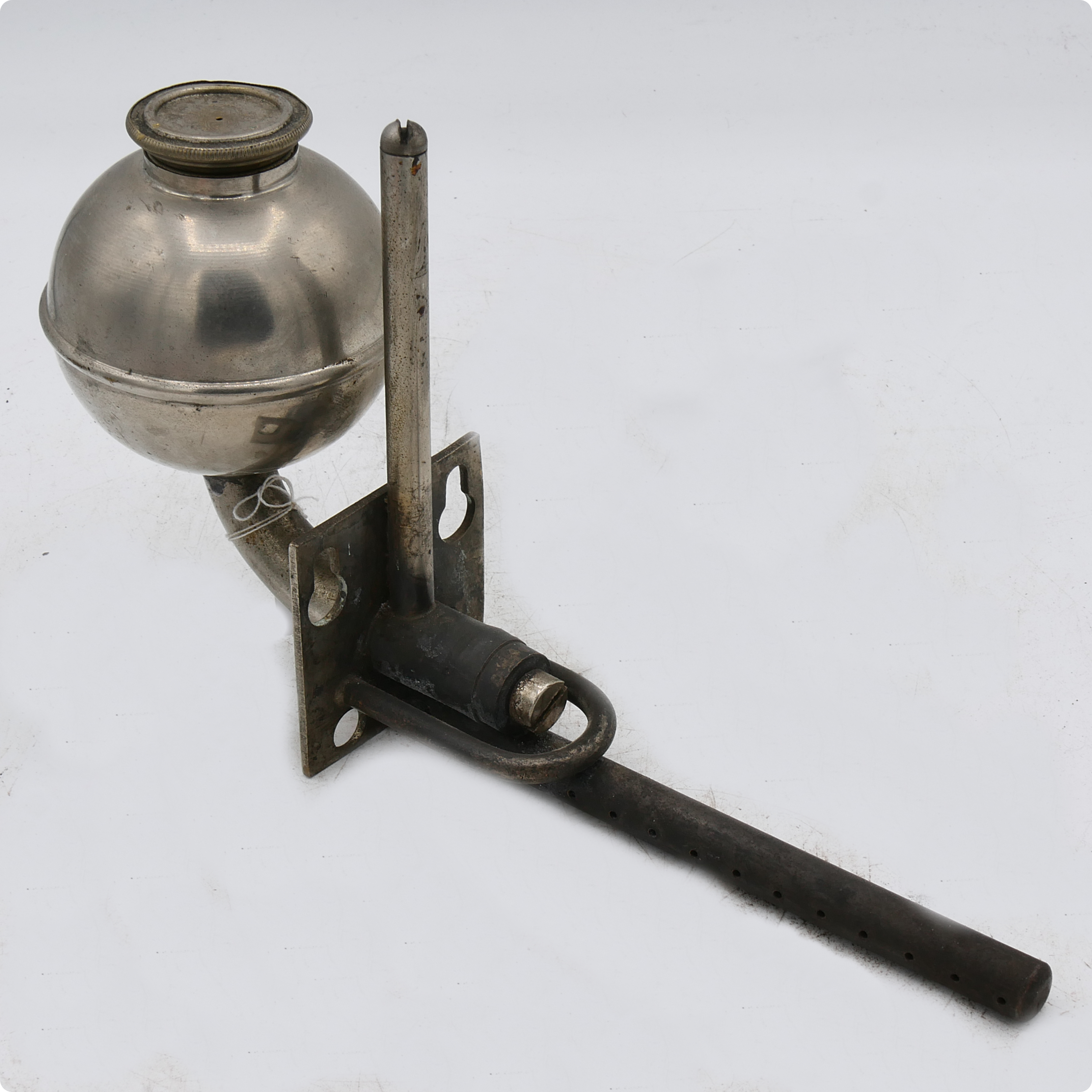
Spiritusbrenner zum Einsatz in ein Bügeleisen
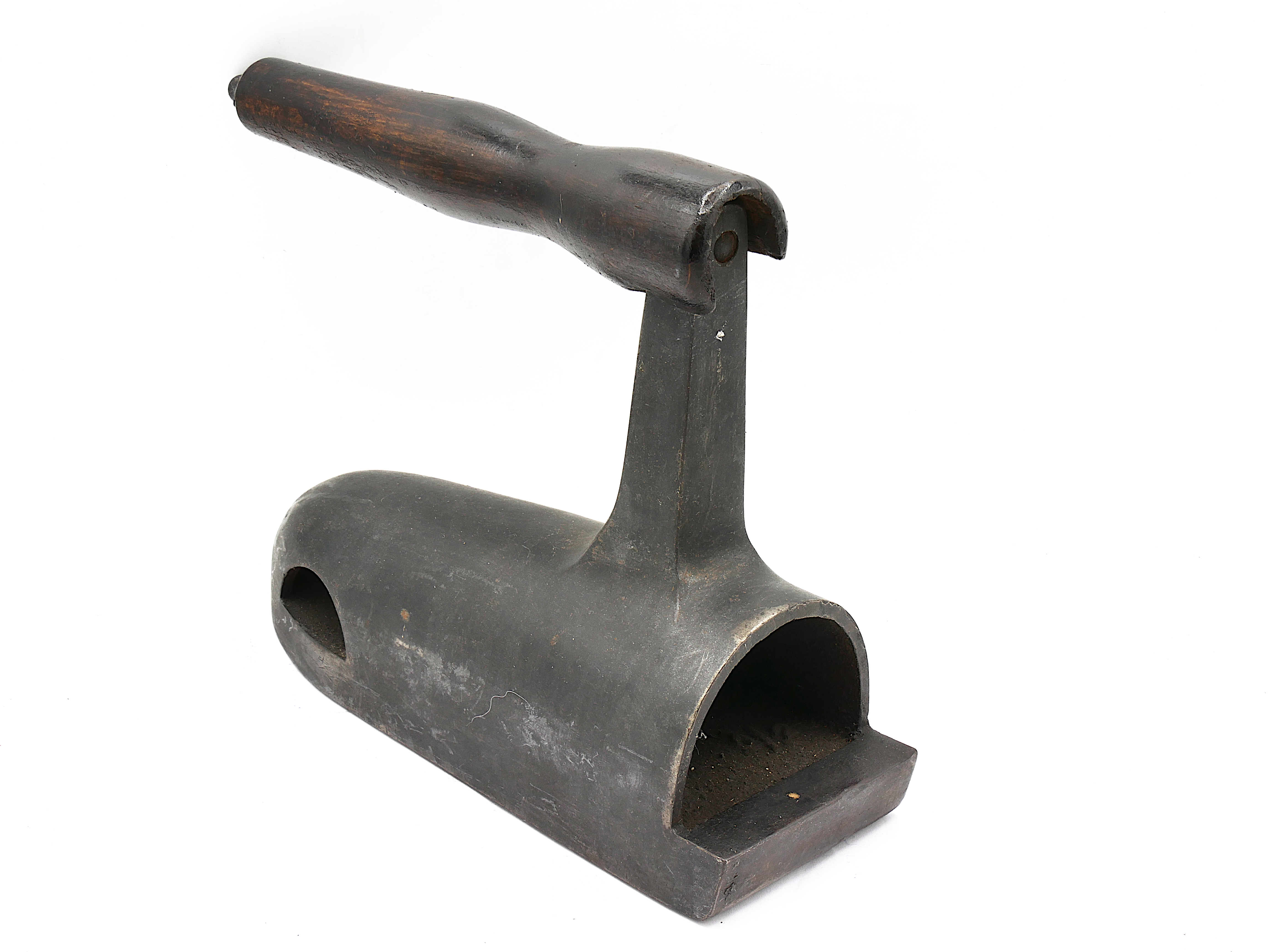
Bügeleisen zum Andocken an einen externen Gaserhitzer
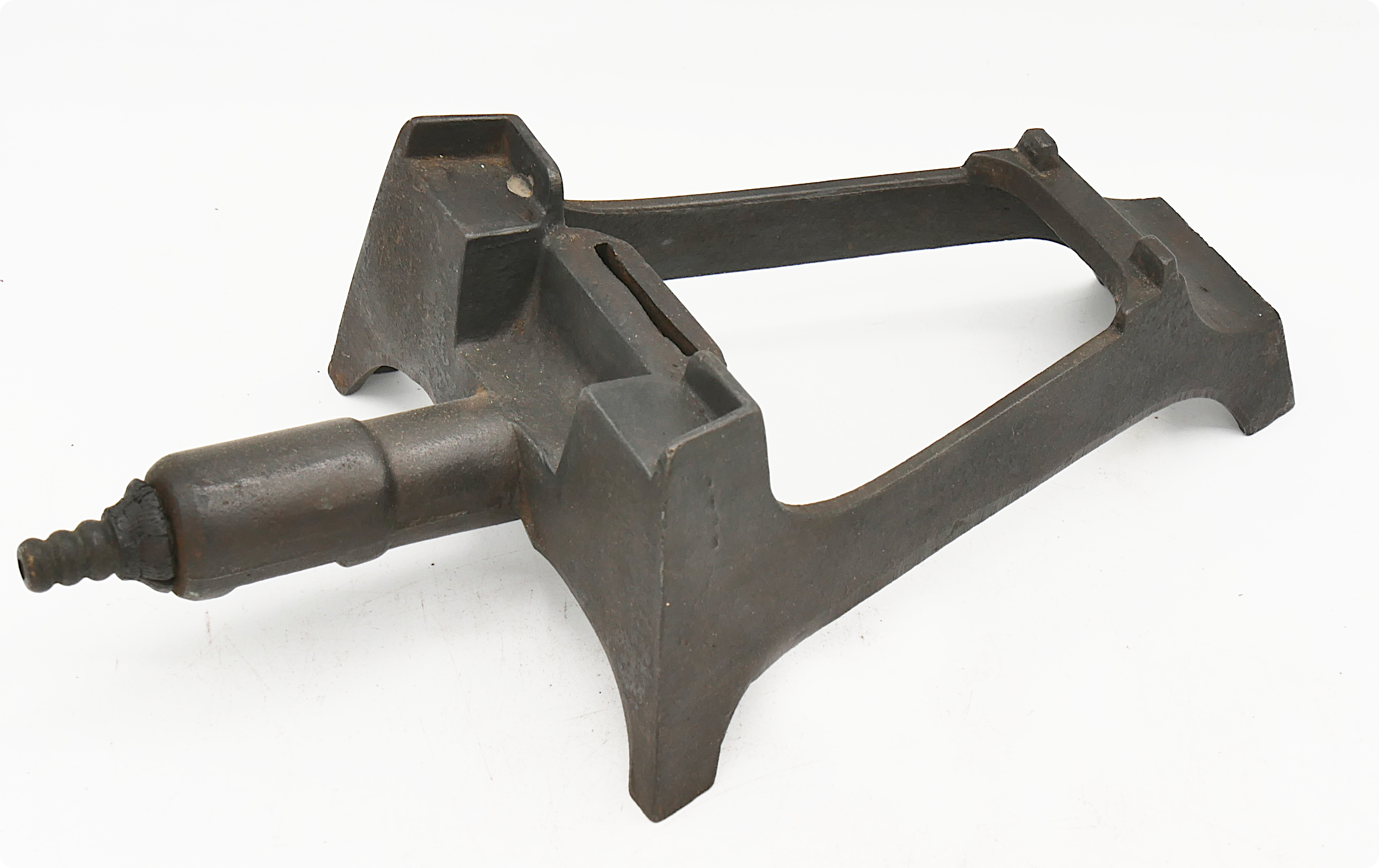
Gasbetriebener Erhitzer
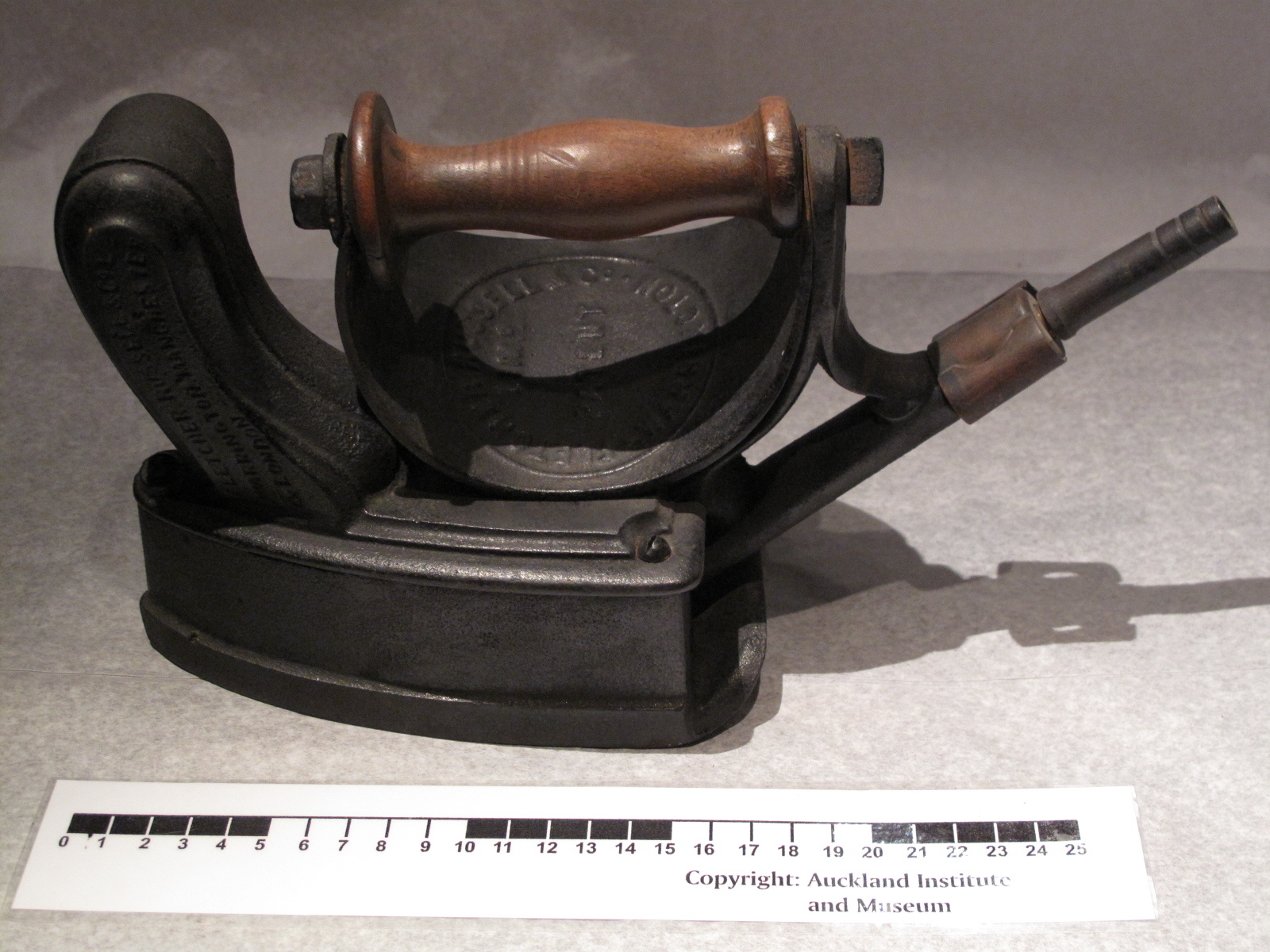
Bügeleisen mit Gasanschluss (UK, etwa 1910)
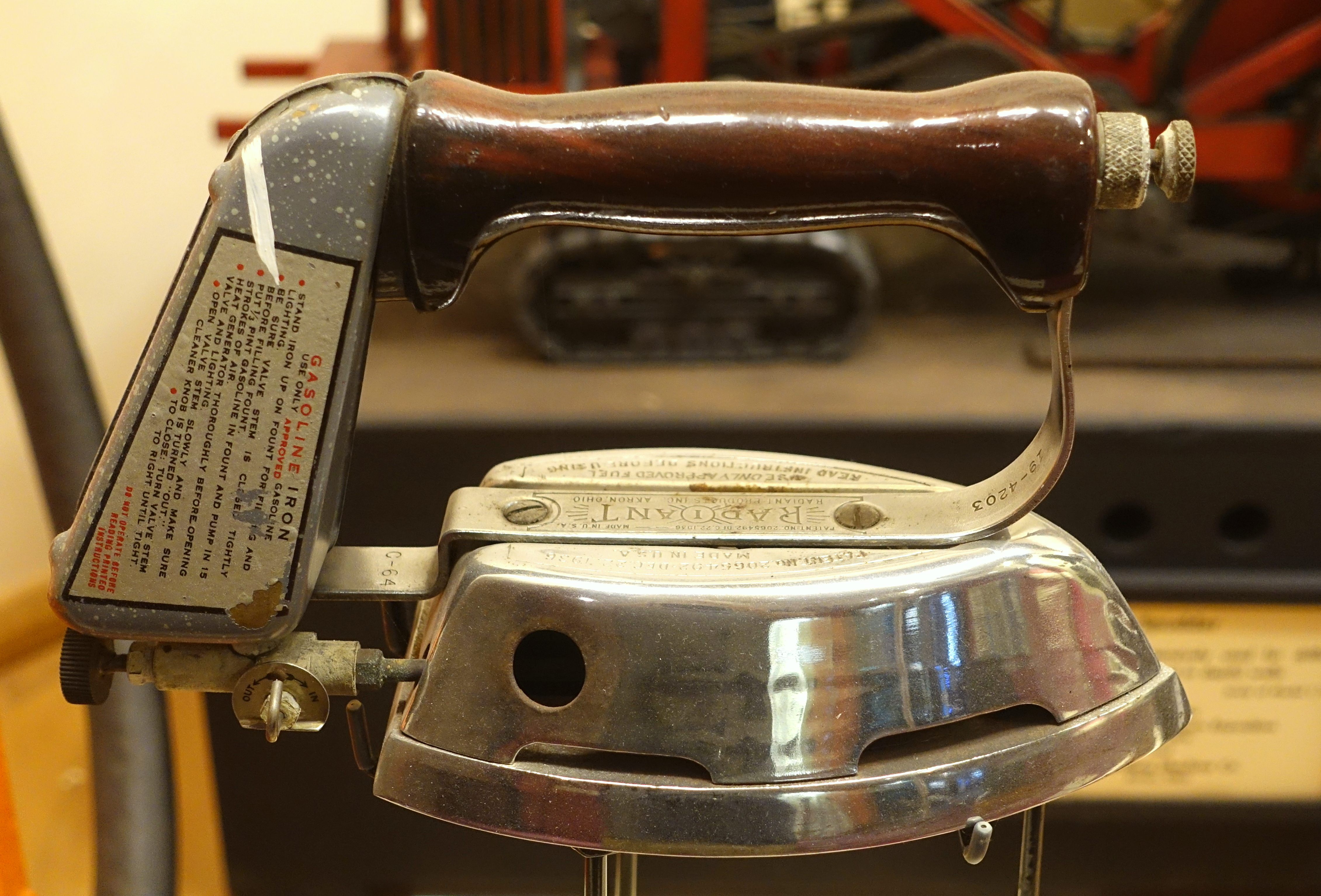
Bügeleisen mit Gasanschluss und internem Gasbrenner (1934)

### Elektrobügeleisen
Mit der Elektrifizierung der Haushalte ergab sich die Möglichkeit das Bügeleisen elektrisch zu beheizen. Voraussetzung für den Einsatz eines Elektrobügeleisens war die Verfügbarkeit von „Kraftstrom“ mit dem sich auch ein 500 Watt Bügeleisen betreiben ließ (und nicht nur Glühbirnen mit geringer elektrischer Leistung).
Die Anfänge des Elektrobügeleisens lassen sich bis in die 1890er-Jahre zurückverfolgen, aber es dauerte in den USA noch knapp 10 und in Deutschland 20 Jahre bis sich Elektrobügeleisen etablieren konnten.
Hatten die ersten Elektrobügeleisen als Stromanschluss hinten am Gerät zwei aus dem Eisen herausragende Metallstäbe, so schützte später die Ummantelung des Bügeleisensteckers der Kontakt vor ungewollter Berührung. Ein anderes Problem war die unterschiedliche Elektrische Spannung in verschiedenen regionalen Stromnetzen. Einige Bügeleisen besitzen deshalb einen Stecker mit drei Kontakten: In der Mitte der Neutralleiter, links der Außenleiter  mit 110 V und rechts der Außenleiter mit 220 V. Entsprechend musste man den Anschlussstecker in die passenden Kontakte einstecken.
Bei den frühesten Elektroeisen musste die erforderliche Temperatur z. B. auf einem nassen Lappen oder mit Wasserspritzern getestet werden; denn einen Thermostat gab es an den ersten elektrischen Bügeleisen noch nicht. 1929 kam das erste Bügeleisen auf den Markt, das sich mittels einer Bimetallplatte bei Erreichen der gewünschten Temperatur den Strom ausschalten konnte. Spätere Modelle hatten einen Thermostat mit Drehrad mit dem die Temperatur über einen Thermostat individuell eingestellt werden konnte.
Ursprüngliche bestand der obere Teil des Eisens aus einer verzinkten oder verchromten Haube. Später bis in die 1960er Jahre wurde der Gehäuseoberteil aus Bakelit gefertigt, danach auch aus thermoplastischem Kunststoff. Der Haltegriff vieler früherer Geräte war ursprünglich meist vorne und hinten mit einem Metallband mit dem Eisen verbunden, bei einigen Modellen auch vorne offen, beim Acosta Version aus den 1970er Jahren war er erstmals hinten offen.

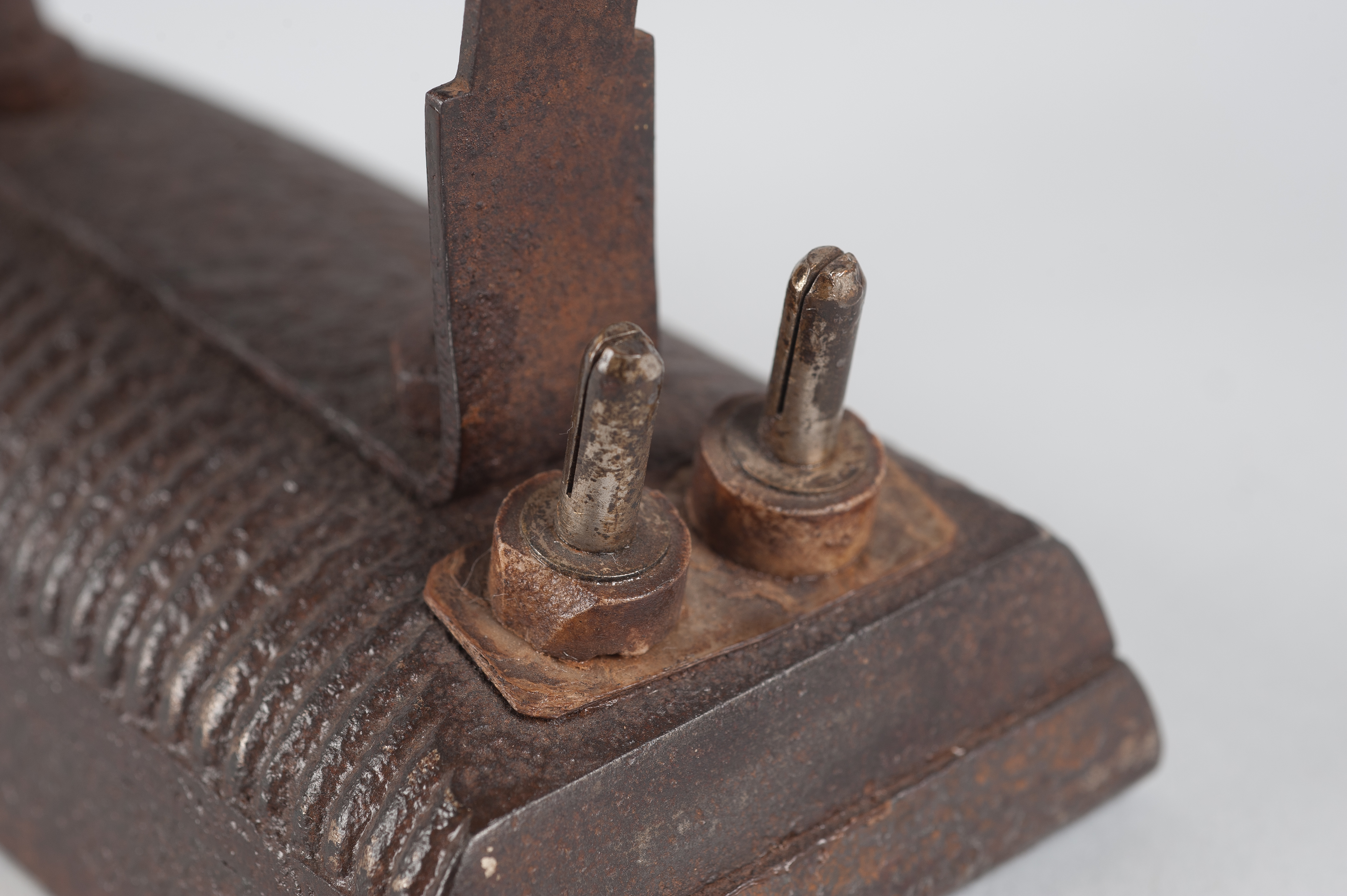
Ungeschützte elektrische Kontakte
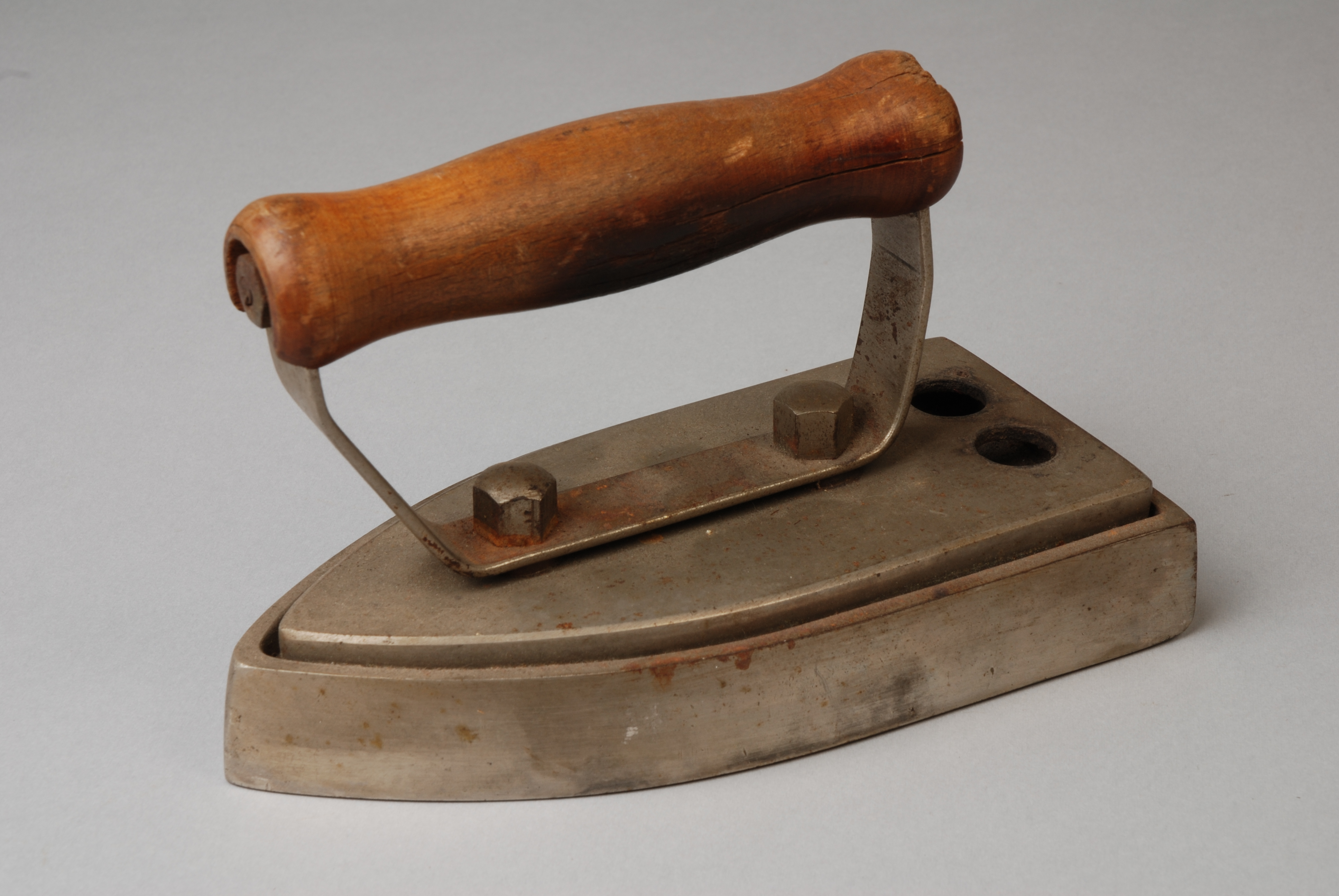
Niederländisches Elektroeisen mit individuellem Stecker
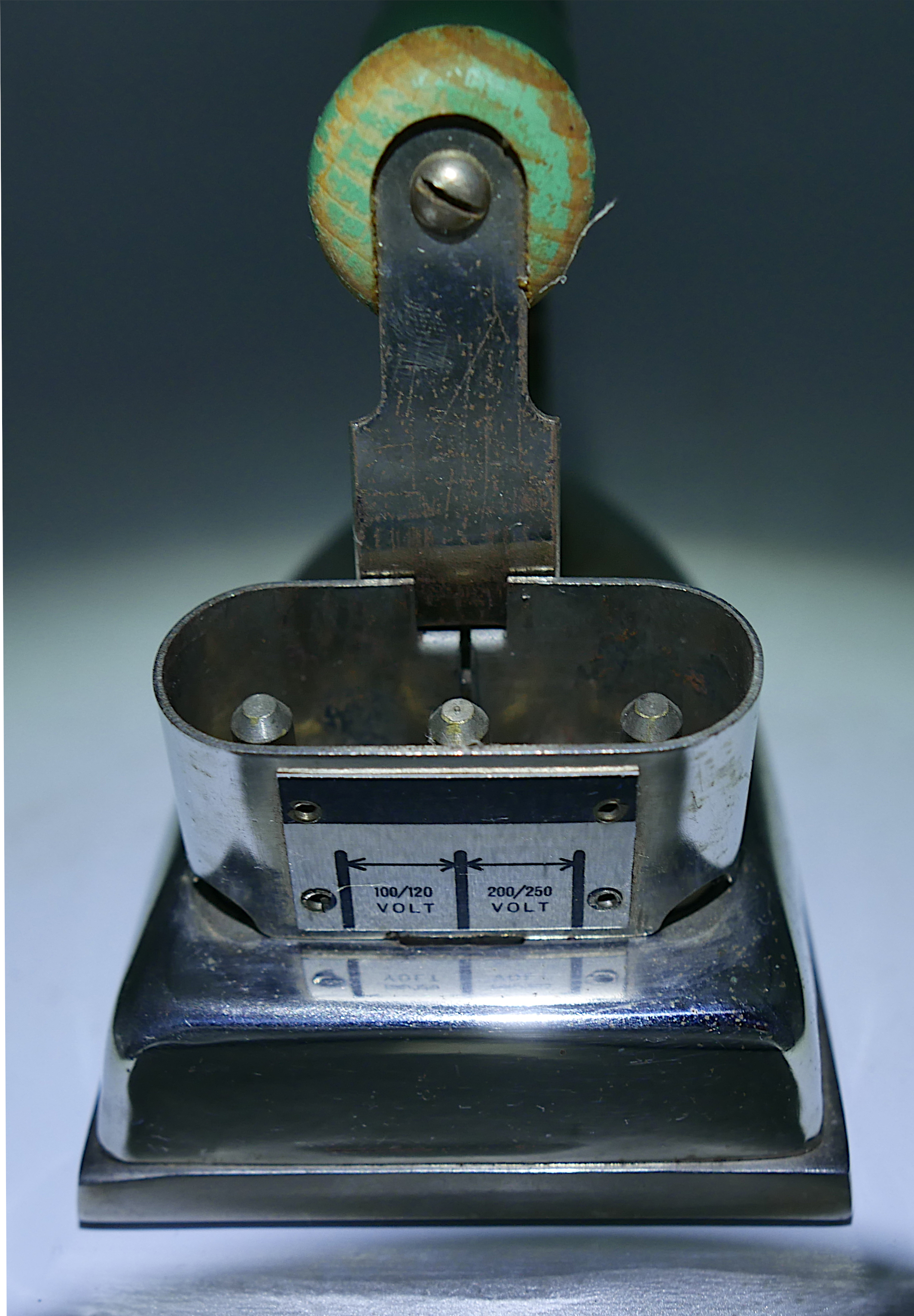
Verschiedene Netzspannungen
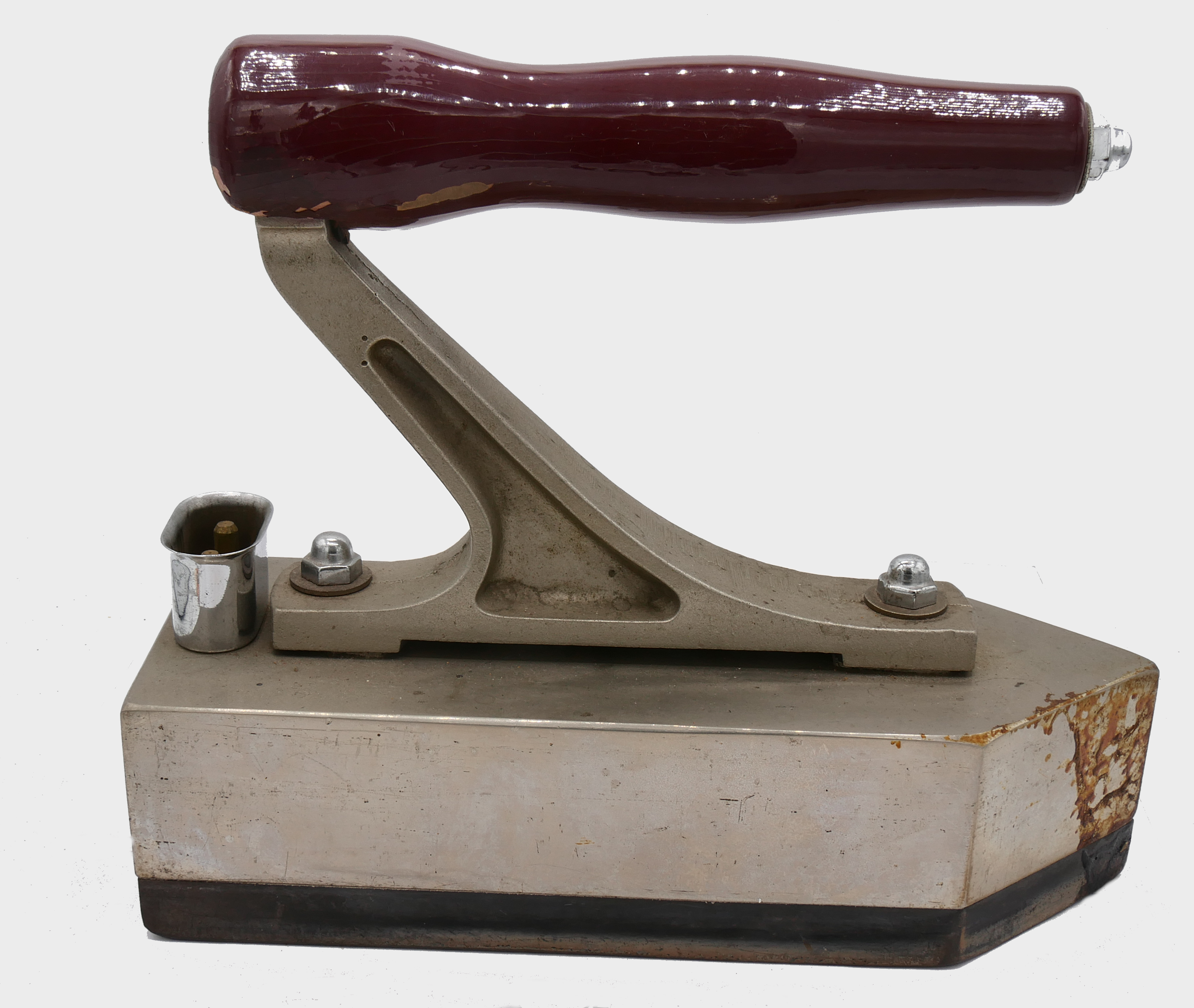
Blockeisenähnliches Bügeleisen mit Bügeleisenstecker
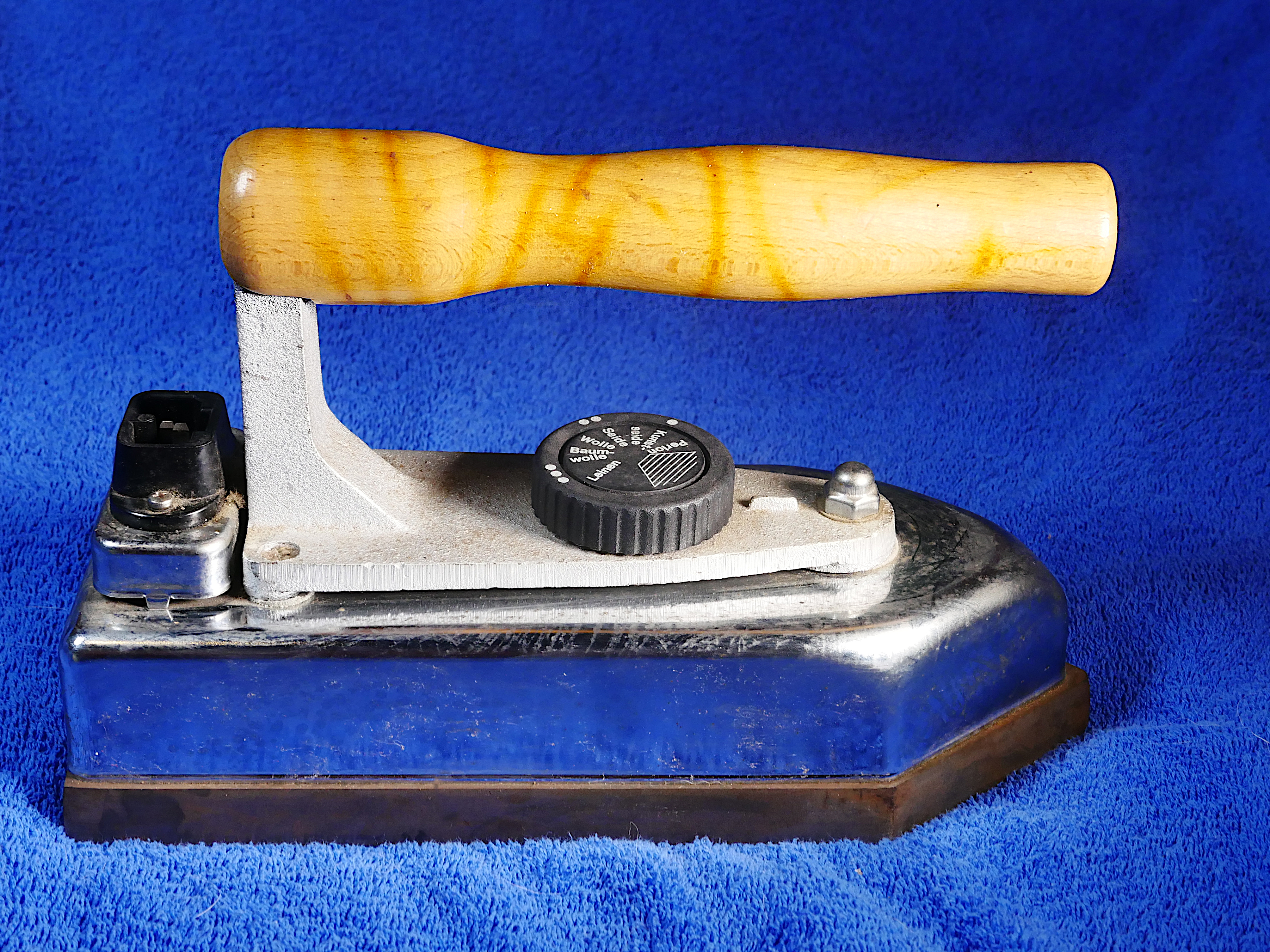
Blockeisenähnliches Bügeleisen  mit C16A Gerätestecker nach IEC 60320-1
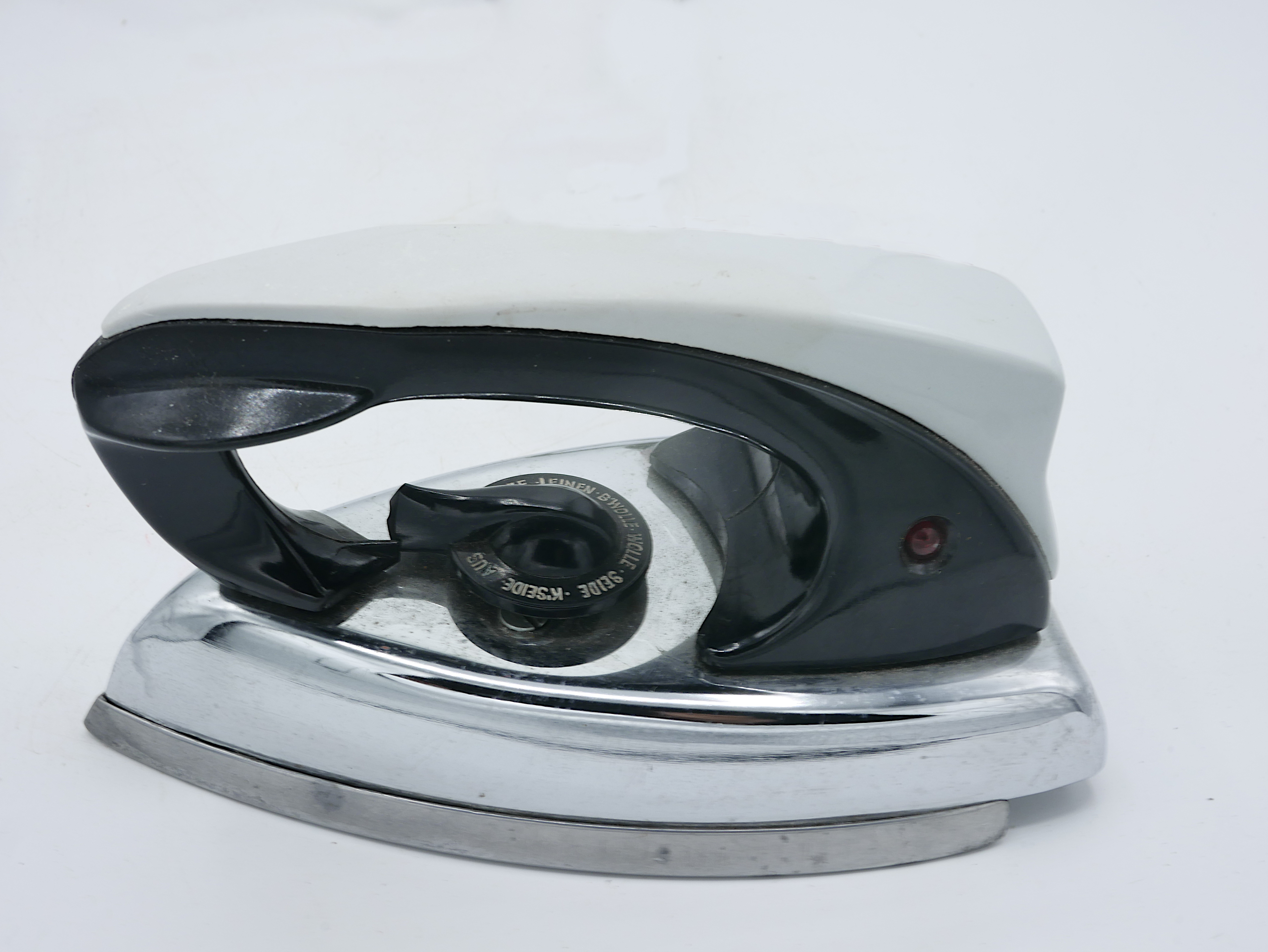
Elektrobügeleisen mit Drehregler zum Einstellen der Temperatur

### Bügeleisen als Dekorations-Objekt
Die auf Kohle, Gas und heißen Steinen basierenden Bügeleisen verloren zumindest in Industriestaaten nach der Elektrifizierung an Bedeutung. Wiederentdeckt wurden diese spätestens ab der Nostalgie-Welle etwa ab den späten 1970er Jahren. Insbesondere für den Landhausschick konnten sie als Dekorationsobjekt, bei passendem Gewicht auch als Türstopper, Briefbeschwerer, und ähnlicher Zwecke verwendet werden. Besonders beliebt waren schöne Kohlebügeleisen mit Tierdarstellungen und einem Innenraum der auch als Pflanzschale verwendet werden konnte. Elektrobügeleisen und Satzeisen wurden mit unpassenden Griffen versehen, die sie für ihre alte Funktion unbrauchbar machten. Waren keine passenden historischen Bügeleisen verfügbar oder waren diese nicht attraktiv genug, wurden für diese Zweck Nachgüsse oder auch Neuschöpfungen angeboten. In den meisten Fällen waren diese schon auf Grund des viel zu dünnen Bodens nicht als Bügeleisen funktionsfähig. Bei den zwei Abbildungen des Elektrobügeleisen fällt auf, dass der später angebrachte Bügel die Stromanschlussbuchse verdeckt. Der Bügel in der Rheinischen Form ist für ein Satzeisen unpassenden und für dieses Eisen viel zu niedrig, sodass sich eine Büglerin unweigerlich am Eisen die Finger verbrennen würde. Zum historisierenden Bügeleisen gibt es auch den passenden Untersetzer. Das vorletzte Foto zeigt einen hierzu passenden DDR-Reliefguss. Bei der letzten Abbildung ahmt das Retro-Objekt ein Schweizereisen nach. Die für die Luftzirkulation notwendigen Löcher der unteren Reihe sind hier aber nur optisch angedeutet.

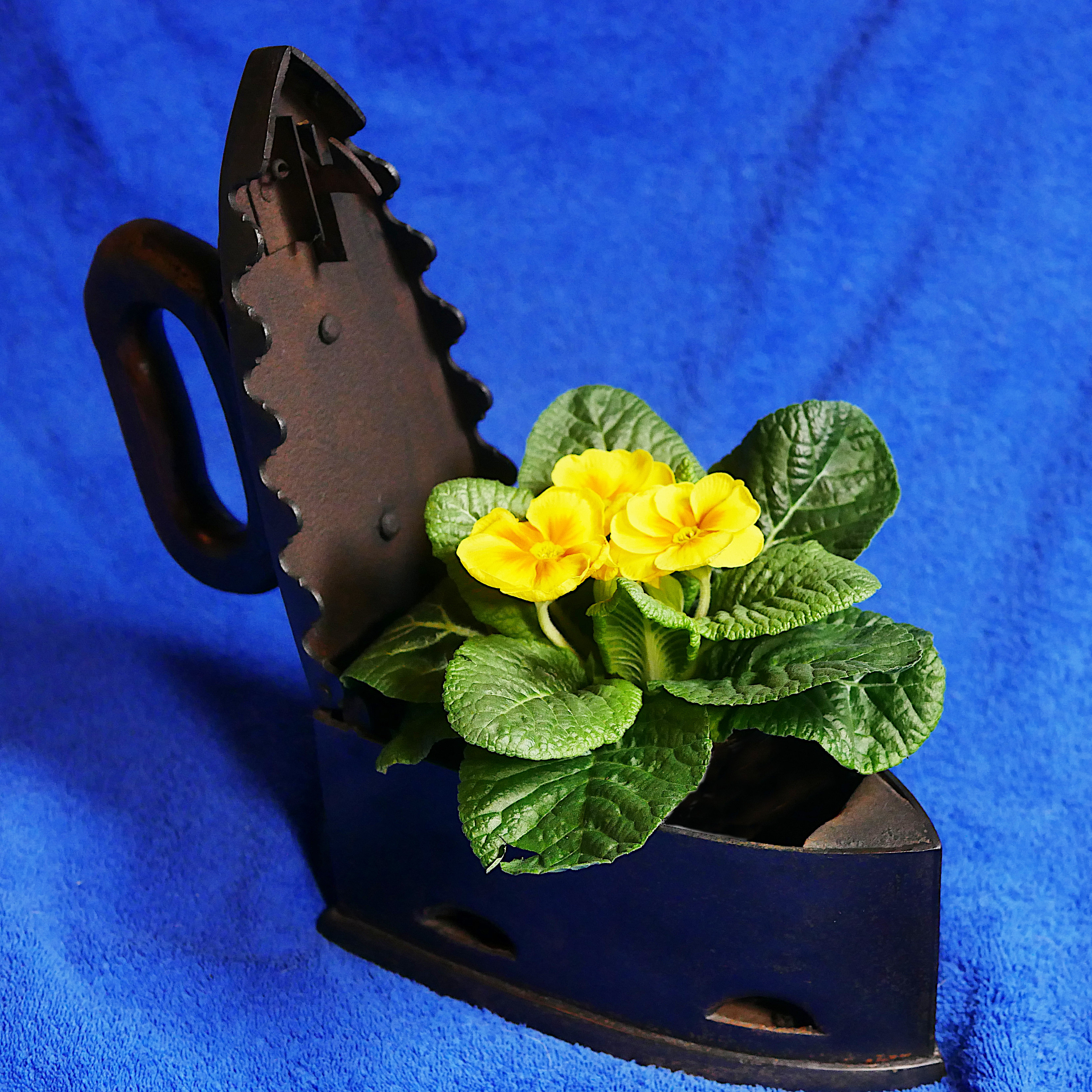
Ein Kohlebügeleisen als Pflanzschale
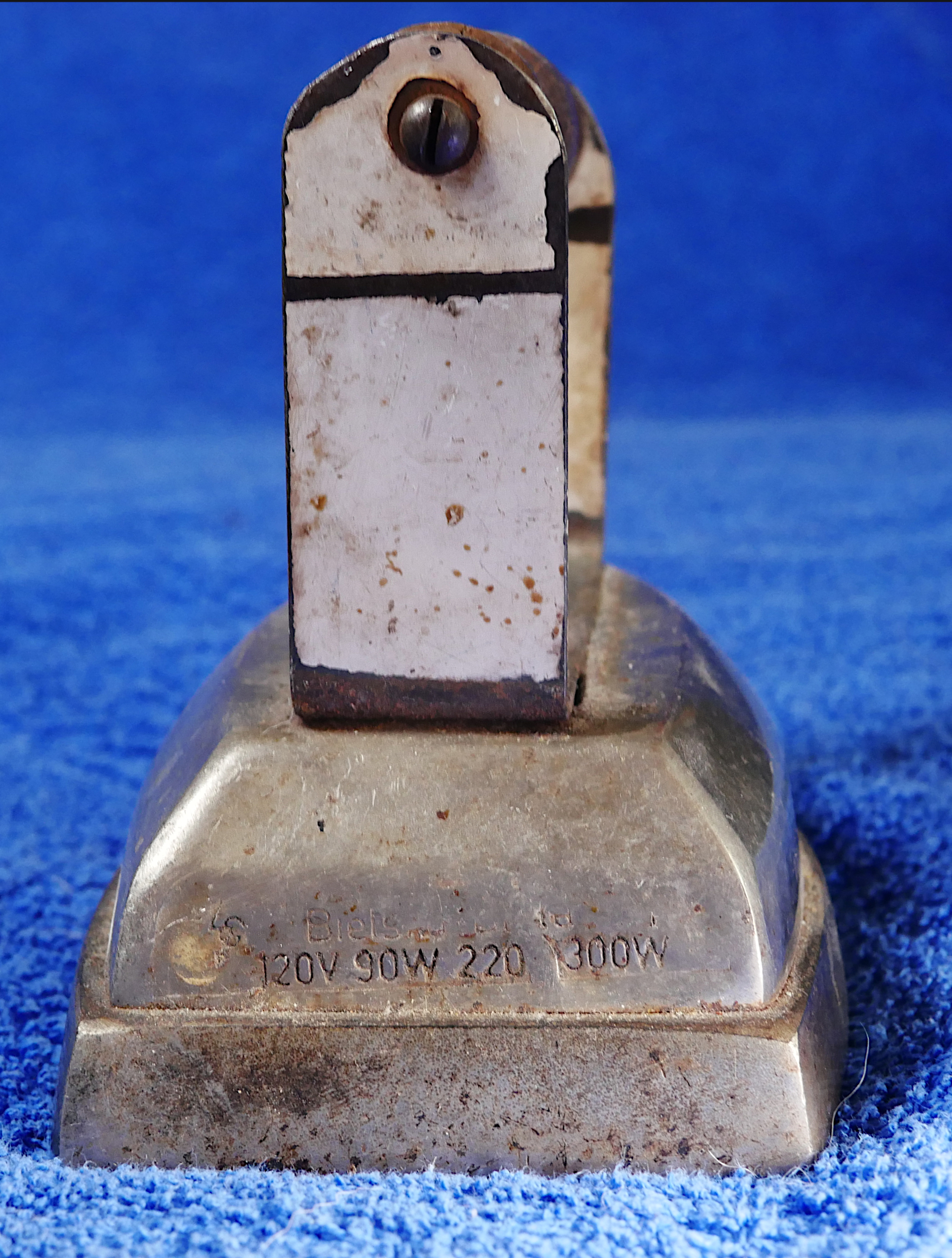
Ehemaliges Elektrobügeleisen, Rückseite mit Volt/Watt Angaben
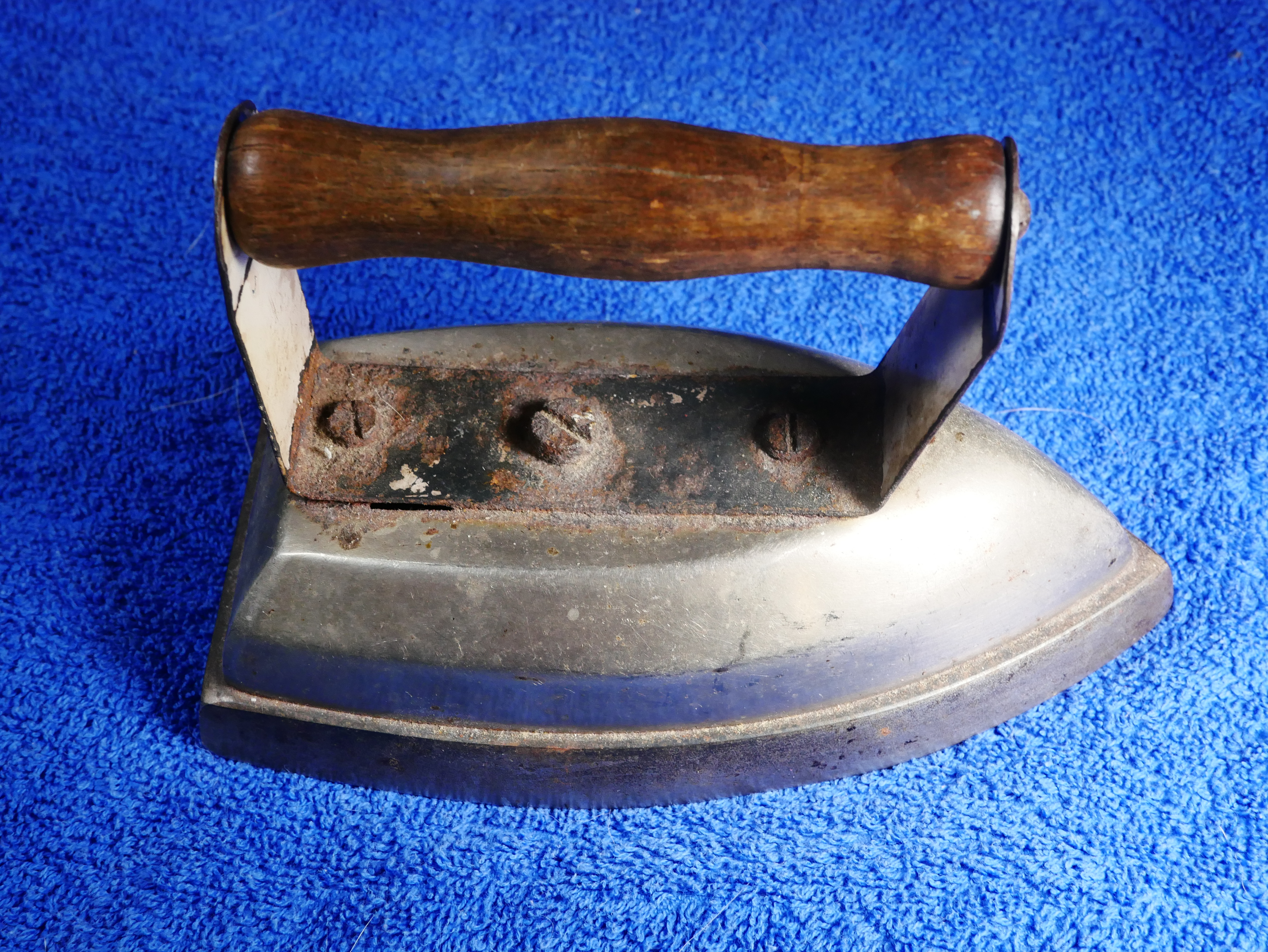
Gleiches Elektrobügeleisen, der neue Griff ist unpassend
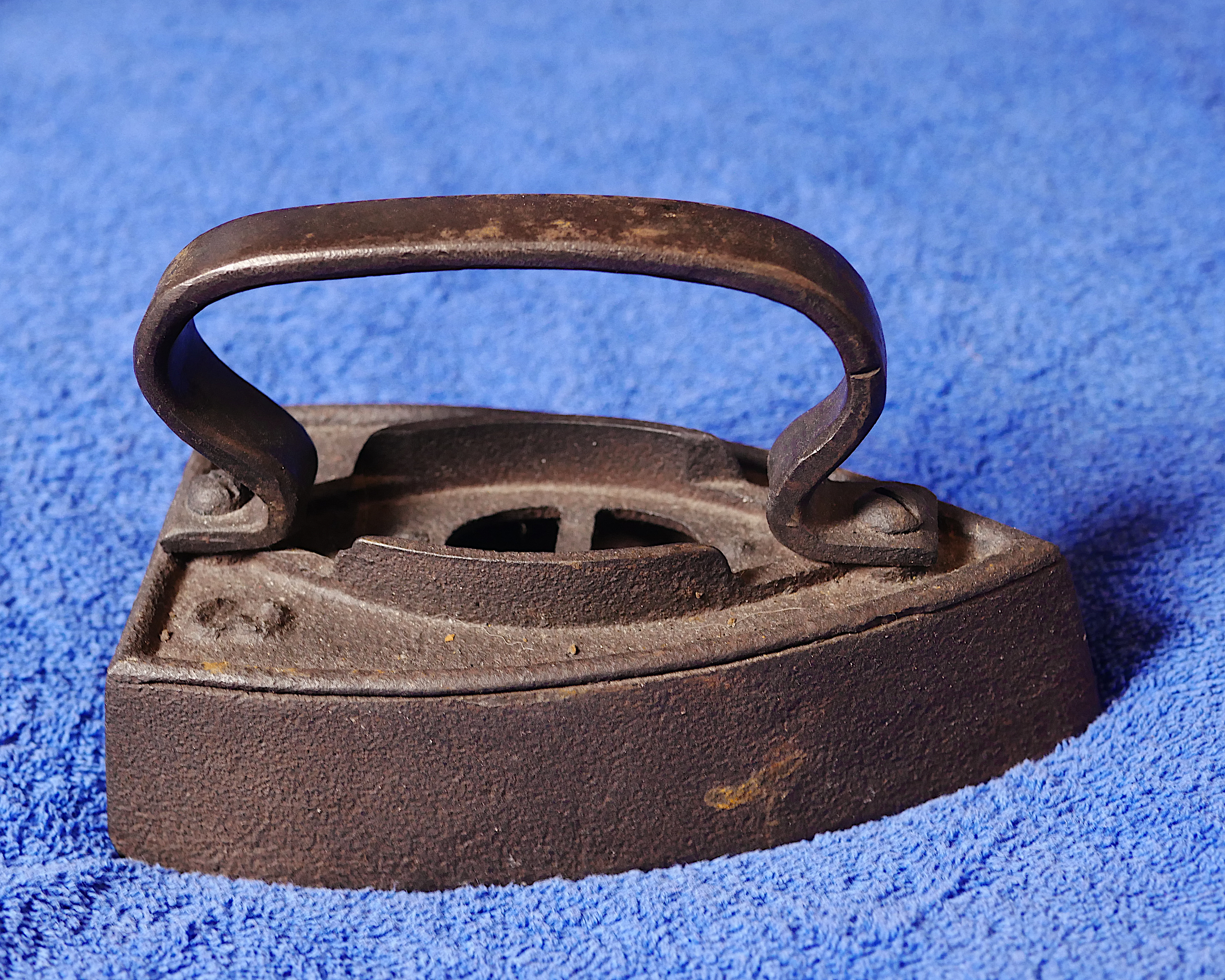
Ehemaliges Satzeisen mit unpassendem Bügel
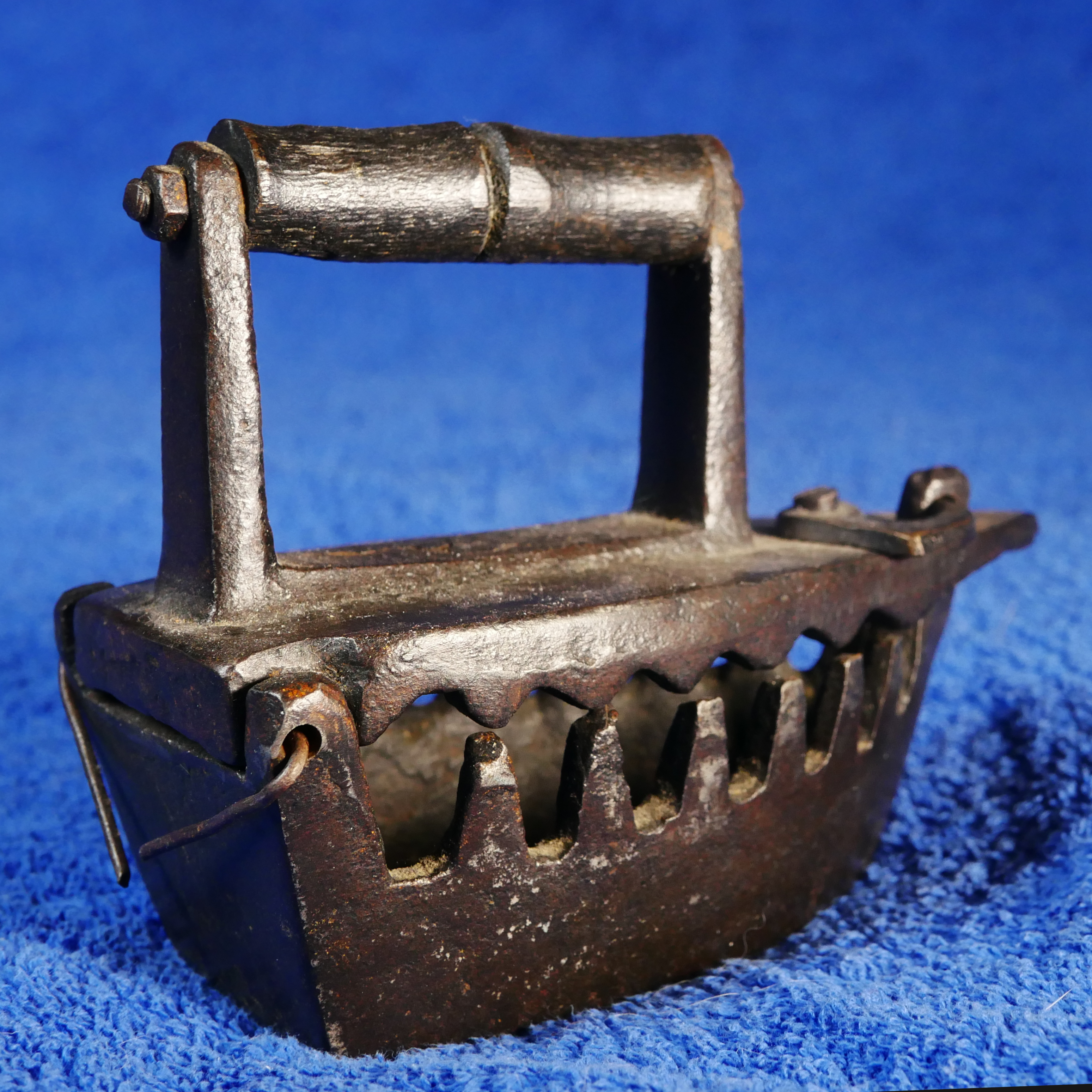
Retro nicht funktionsfähiges Kohlebügeleisen
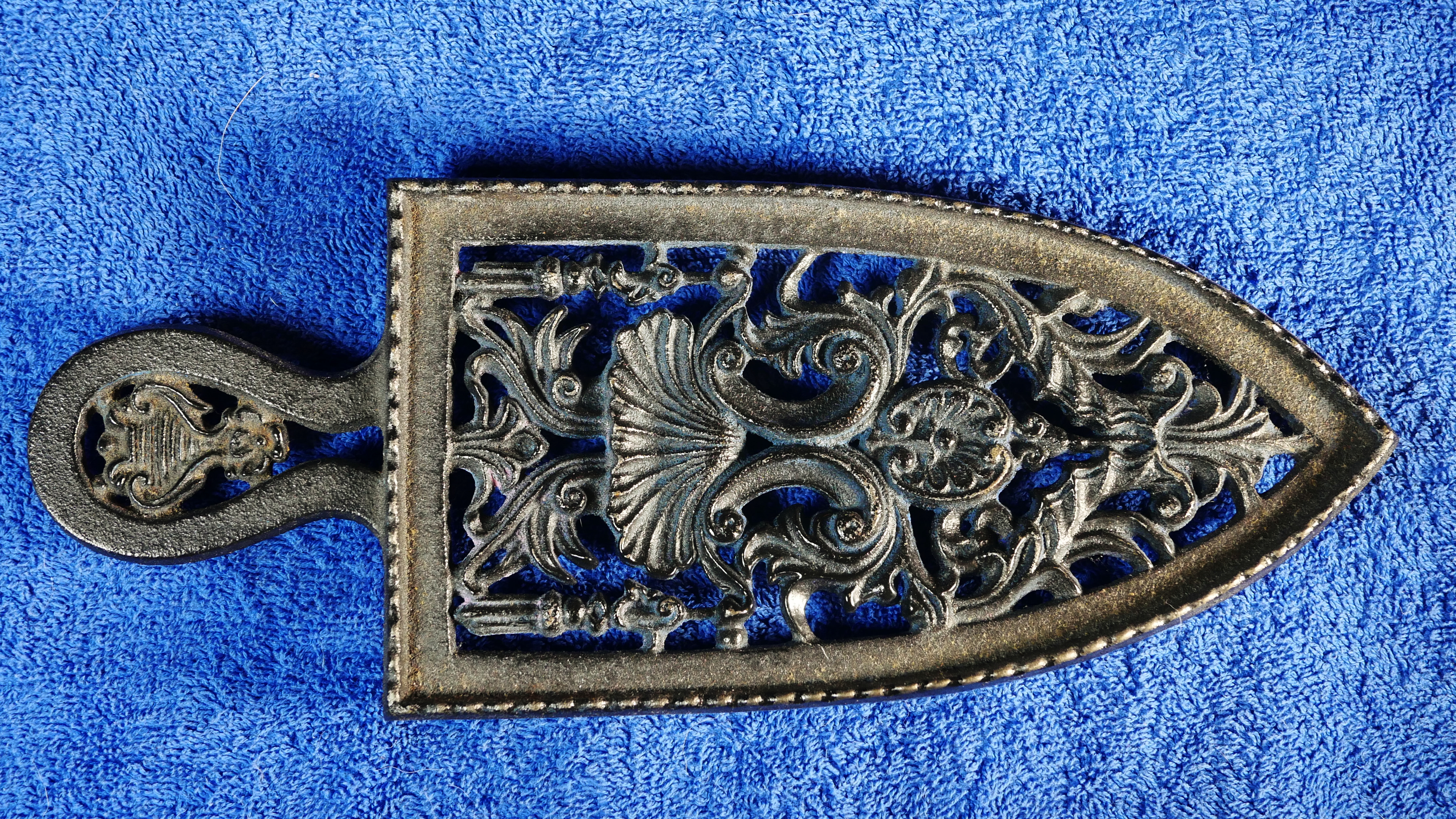
Historisierender Bügeleisenuntersetzer
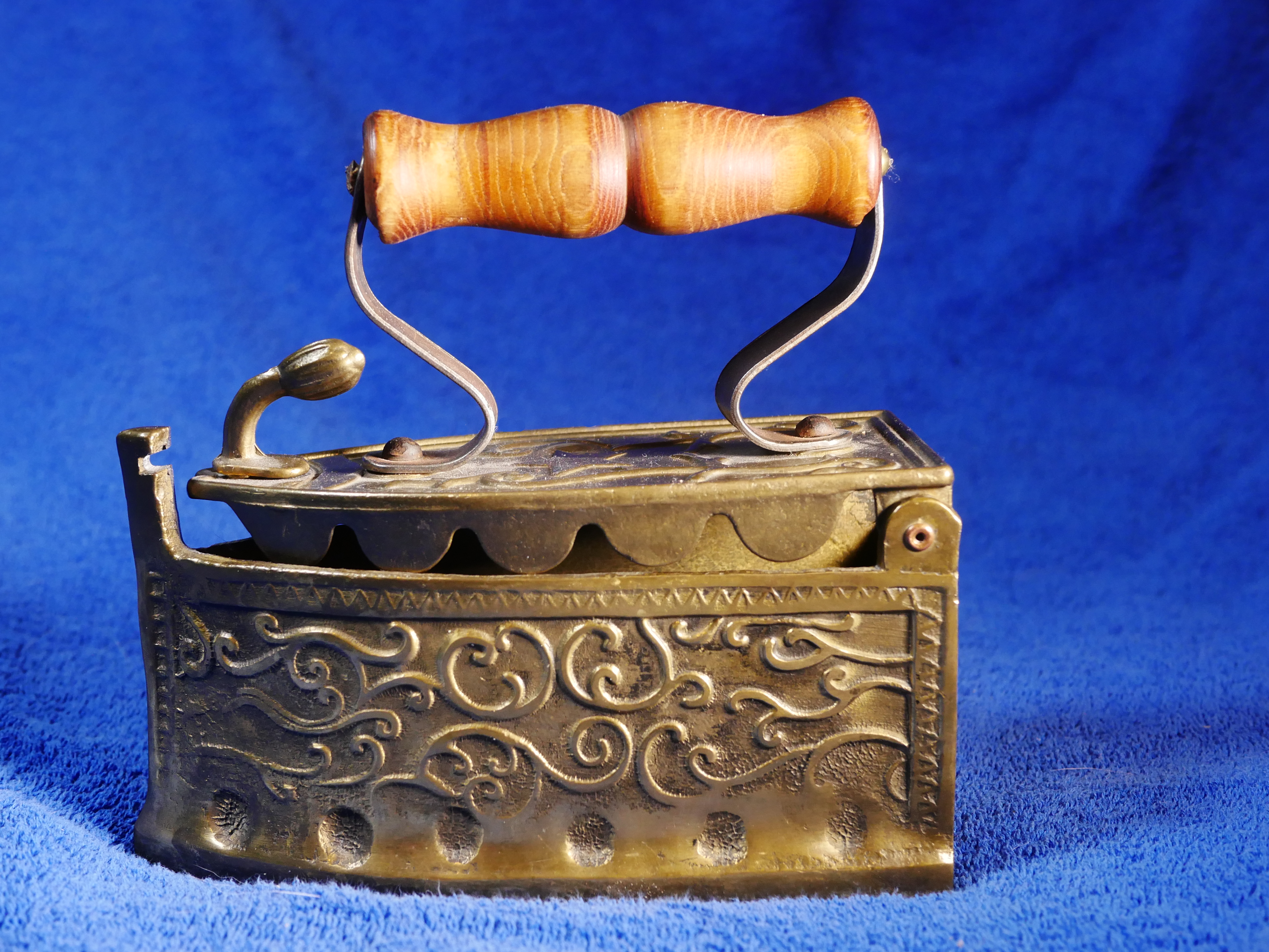
Reich verziertes nicht funktionsfähiges Retro-Bügeleisen
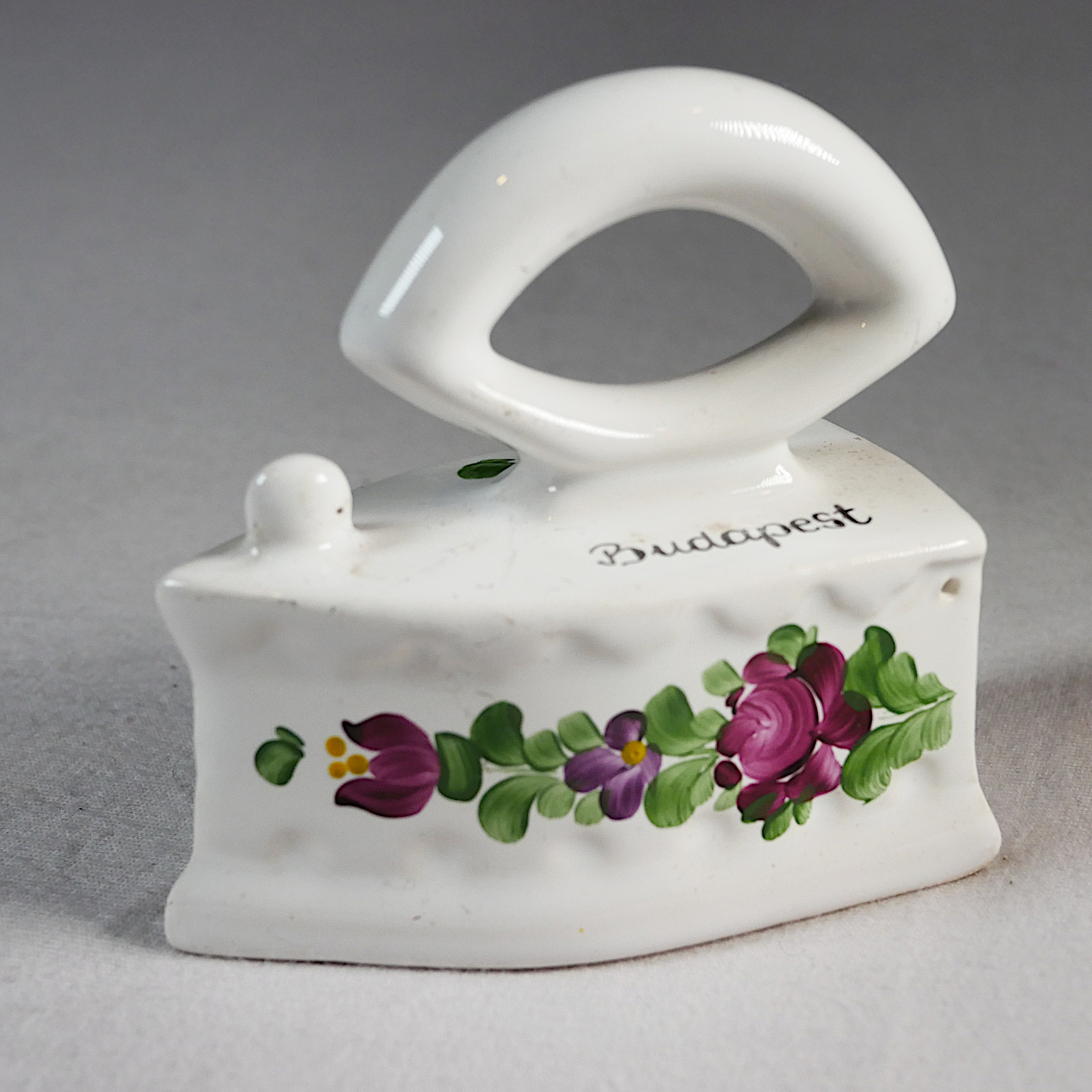
Mitbringsel aus Keramik in Bügeleisenform

### Miniaturbügeleisen
Bügeleisen in Miniaturform wurden für verschiedene Zwecke gefertigt: Zum einen als kleines Bügeleisen zum Bügeln von Spitzen und anderen kleinen und empfindlichen Objekten. Zum anderen als Kinderspielzeug in meist nicht funktionsfähigem Zustand für die Puppenküche und in funktionsfähigem Zustand zum Bügeln lernen für die etwas größeren Mädchen. Schließlich wurden sie auch gerne als Dekorationsobjekt z. B. für die Bestückung von außer Gebrauch genommenen Setzkästen verwendet, da sie nicht so viel Platz verbrauchten wie ihre normalgroßen Geschwister. In vielen Fällen ist es auch nicht einfach zu entscheiden, aus welcher Zeit ein Bügeleisen stammt und wofür es im Laufe seines Lebens verwendet wurde. Siehe die folgenden Beispiele:

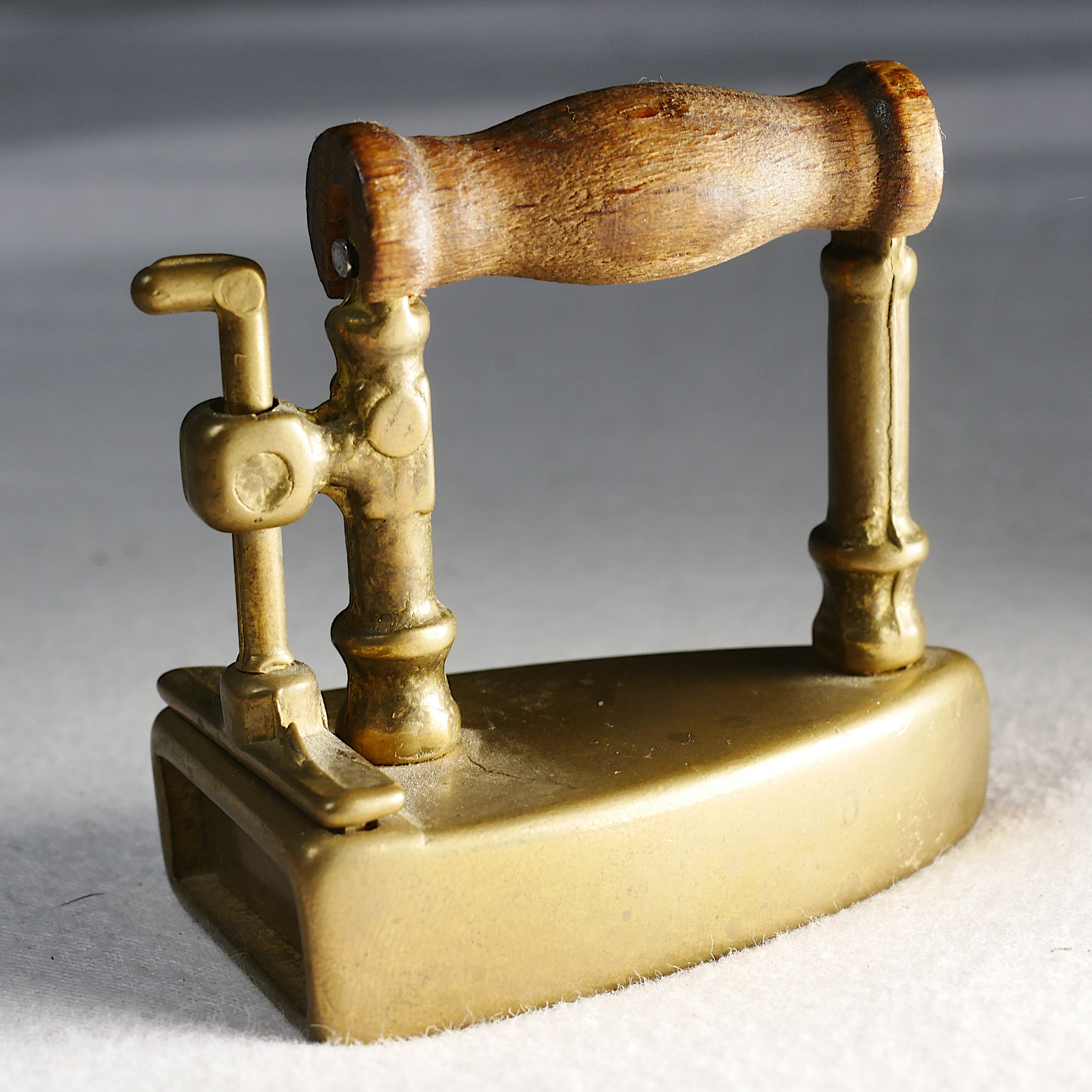
Ein extrakleines Flachbolzenbügeleisen
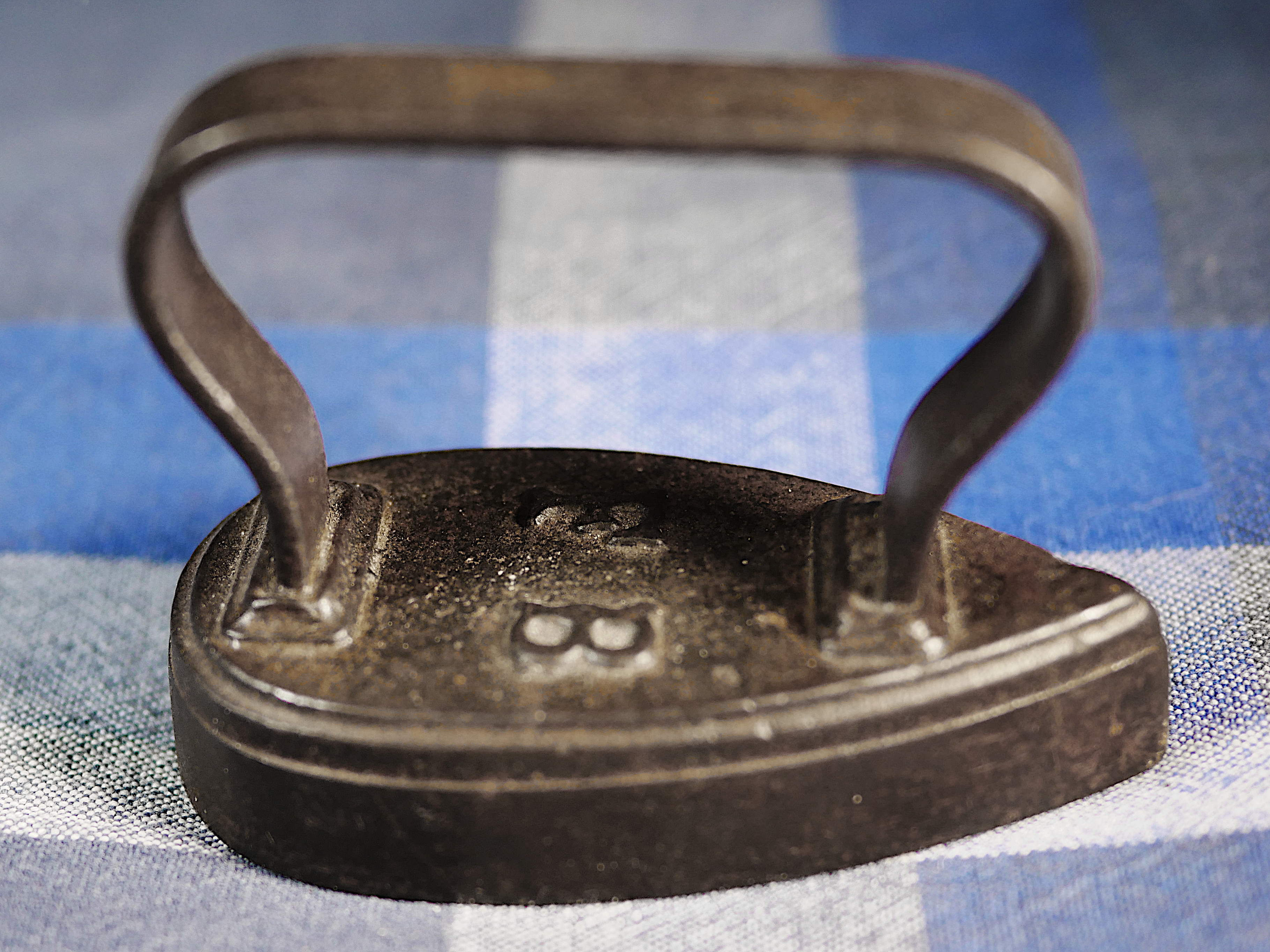
Sehr kleines Flacheisen …
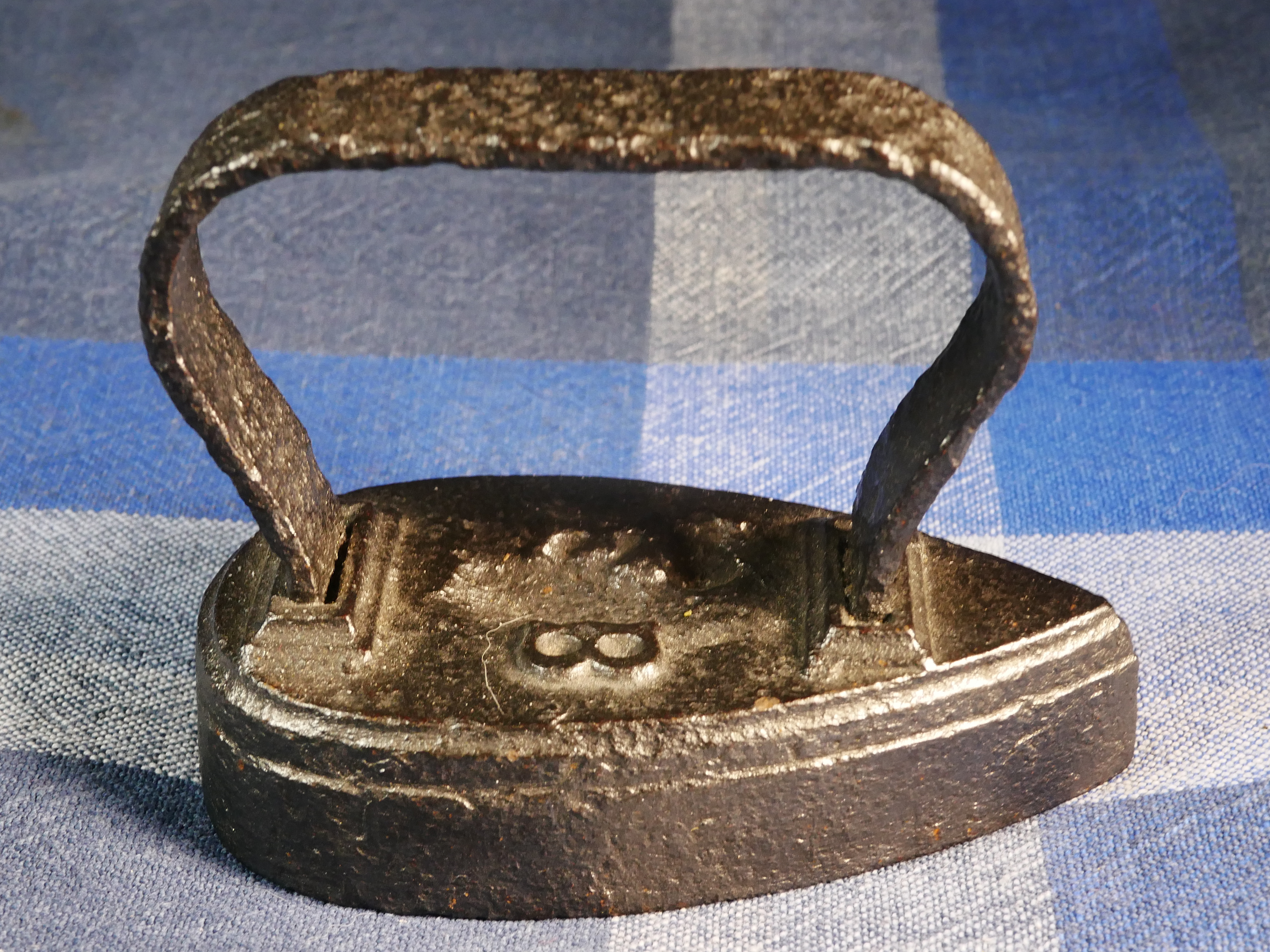
… und ein sehr schlechter Nachguss für rustikale Dekozwecke
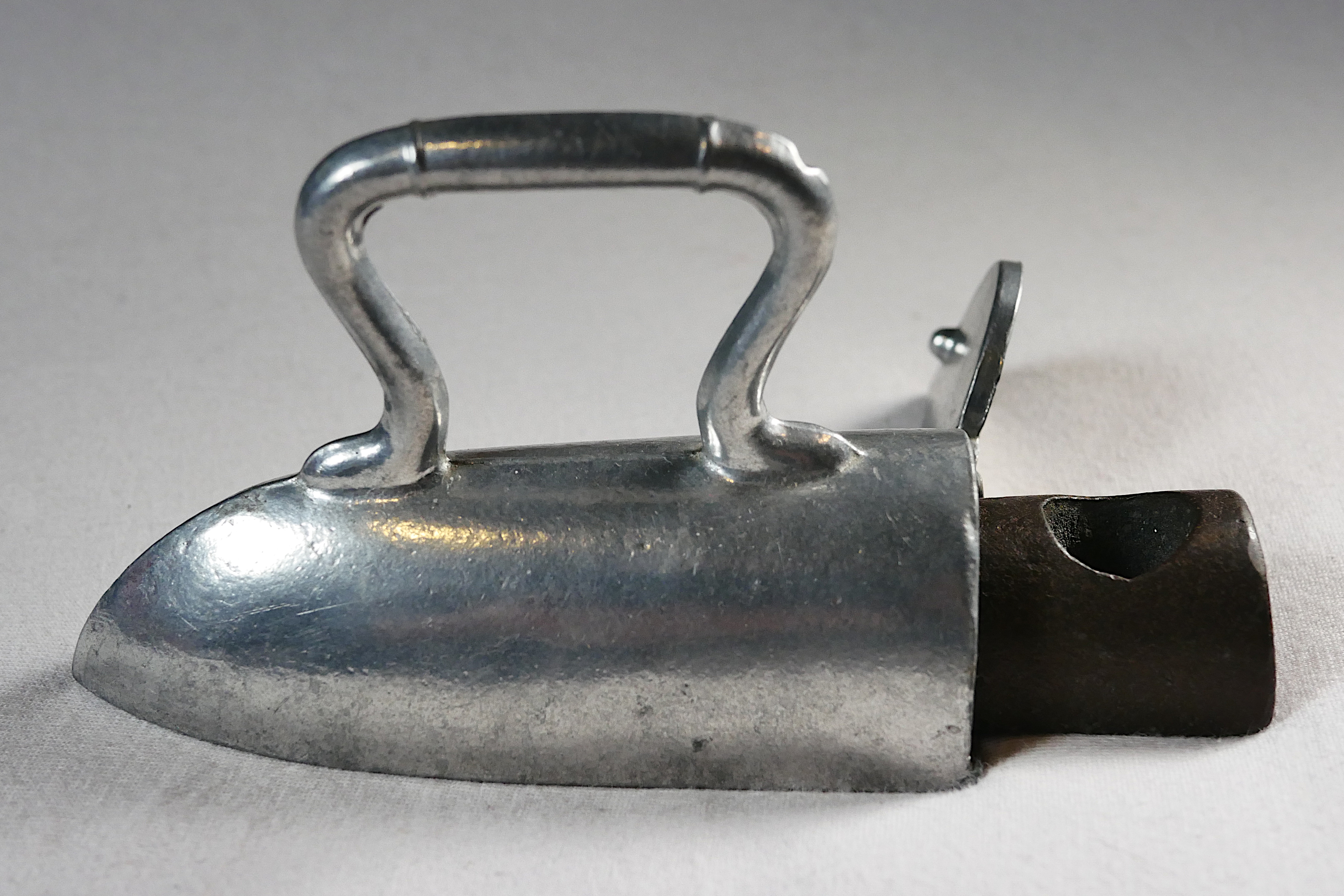
Nicht funktionsfähiges Mini-Retro-Ochsenzungen-Bügeleisen
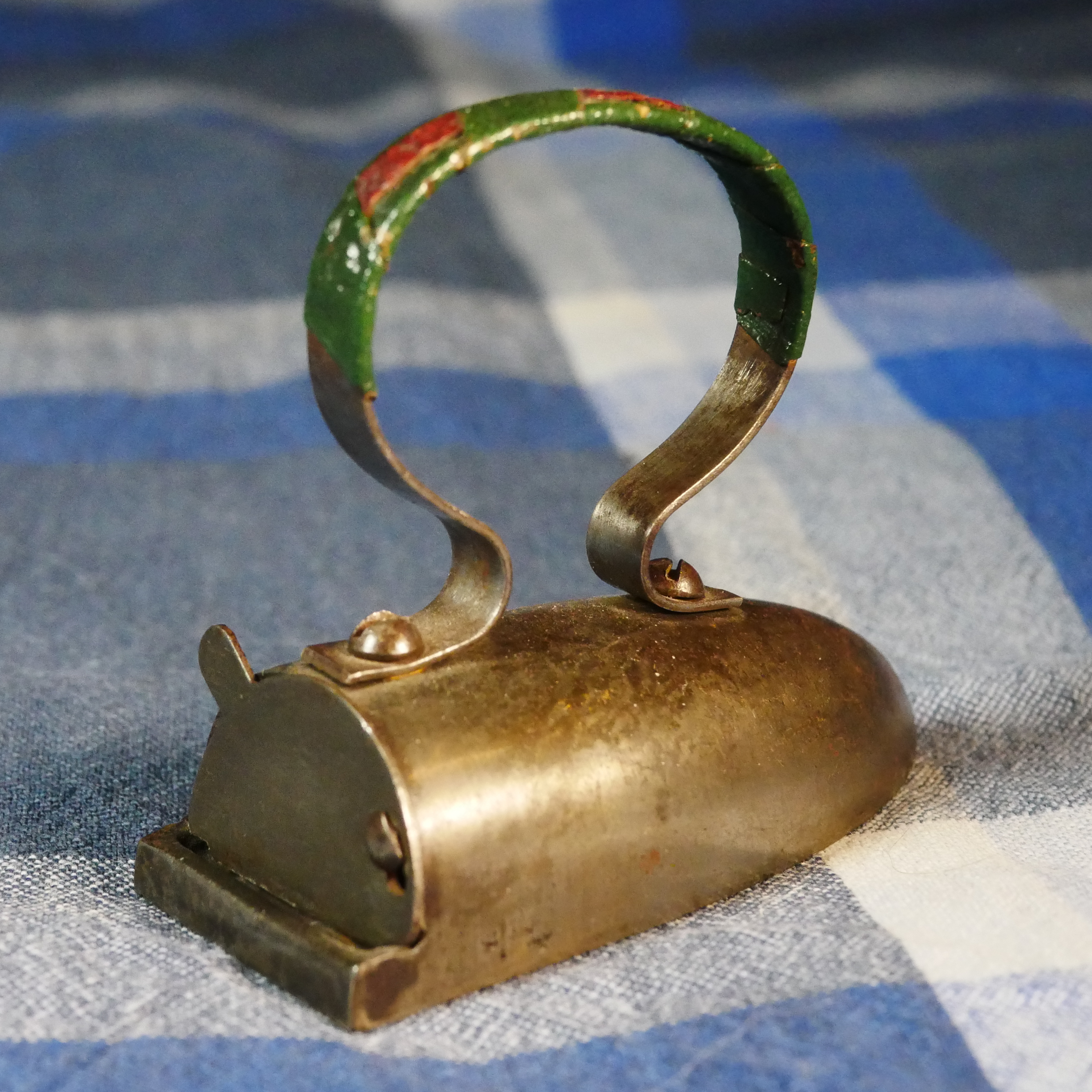
Funktionsfähiges Mini-Ochsenzungen-Bügeleisen mit großem Griff ..
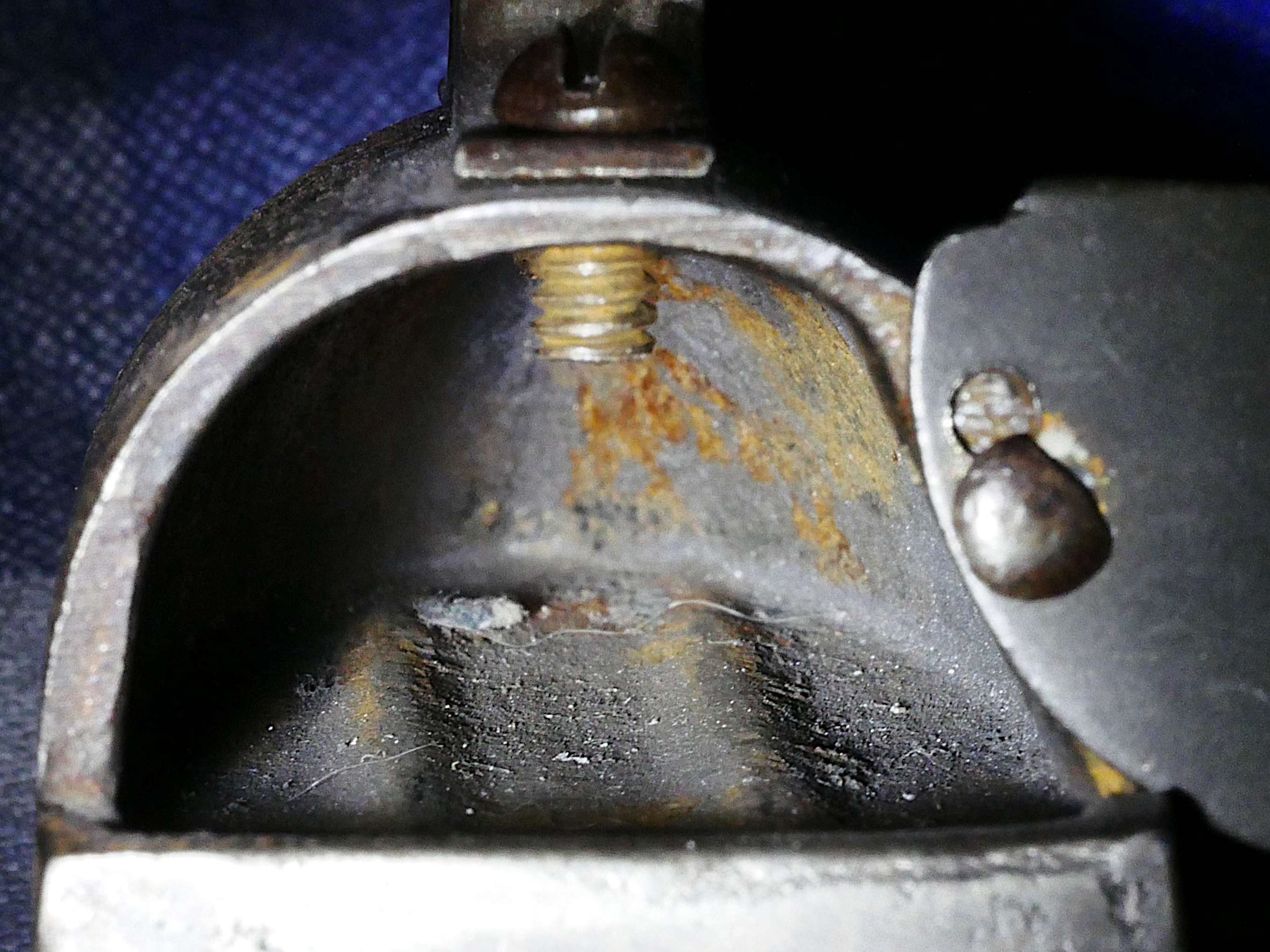
.. und Rippen am Boden
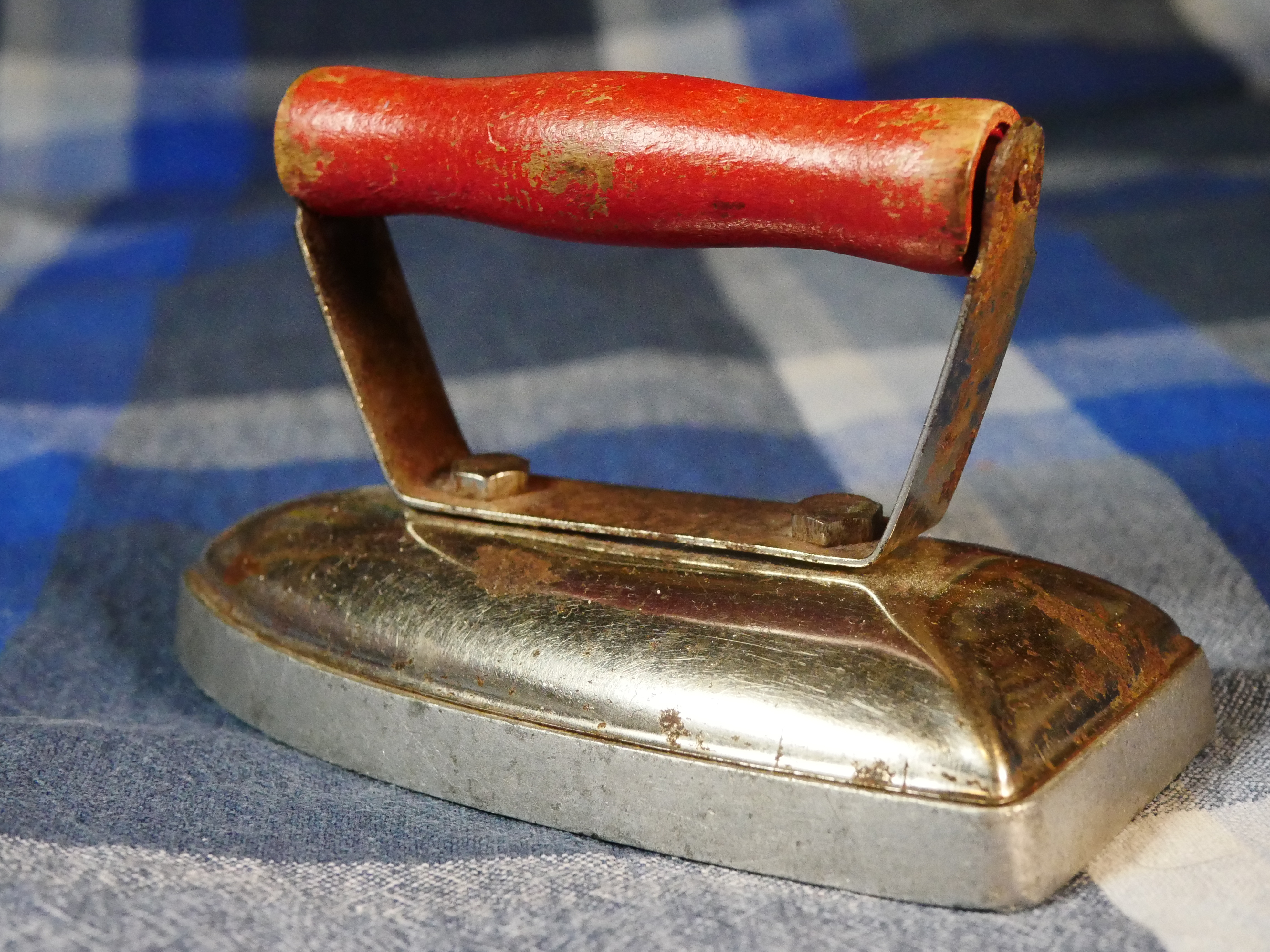
Spielversion für Kinder eines Elektrobügeleisens der 1930er Jahre
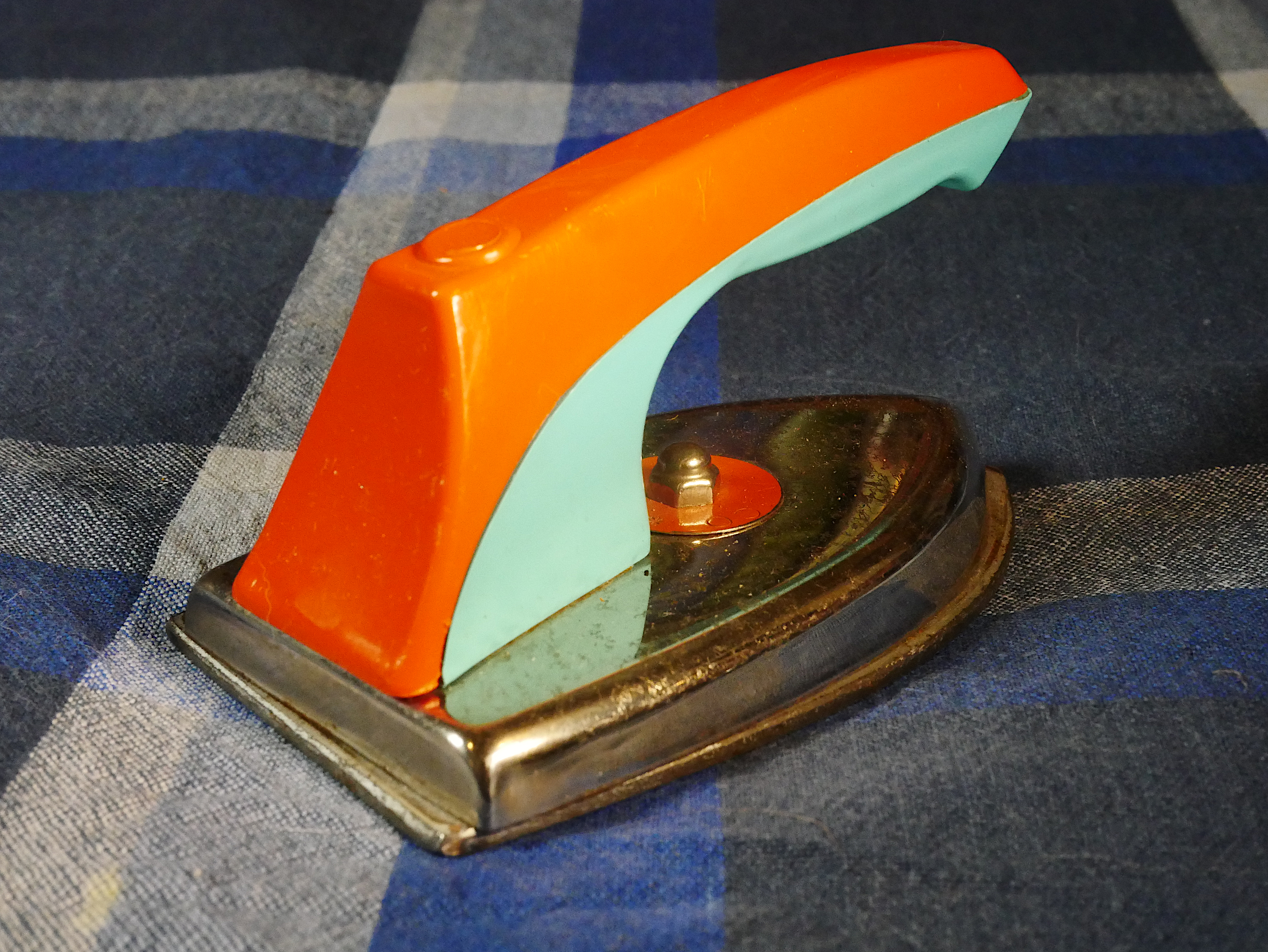
Spielversion für Kinder eines Elektrobügeleisens der 1970er Jahre